# Революция 1917 года в России
Революция 1917 года в России (Великая российская революция, Великая русская революция) — условное название революционных событий, произошедших в России в 1917 году, начиная со свержения монархии во время Февральской революции, когда власть перешла к Временному правительству, которое, в свою очередь, было свергнуто в результате Октябрьской революции большевиков и их временных союзников, провозгласивших власть советов (советскую власть).
Ключевые события Февральской революции происходили в Петрограде. Руководство армии и флота ВС России во главе с Начальником штаба Верховного Главнокомандующего генералом и командующими фронтами и флотами посчитало, что они не имеют средств для подавления охвативших Петроград беспорядков и стачек. Император Николай II отрёкся от престола. После того как его младший брат и предполагаемый преемник, великий князь Михаил Александрович также отказался от престола, Государственная дума взяла страну под свой контроль, образовав Временное правительство России. С образованием параллельных Временному правительству Советов начался период двоевластия. Большевики формируют отряды вооружённых рабочих (Красная гвардия) и благодаря привлекательным лозунгам завоёвывают значительную популярность, в первую очередь в Петрограде, Москве, крупных промышленных городах, Балтийском флоте, войсках Северного и Западного фронтов.
Во время Октябрьской революции Петроградский ВРК, учреждённый большевиками во главе с Л. Д. Троцким и В. И. Лениным, сверг Временное правительство. На II Всероссийском съезде советов рабочих и солдатских депутатов большевики выдерживают тяжёлую борьбу с меньшевиками и правыми эсерами, формируется первое Советское правительство. В декабре 1917 года составлена правительственная коалиция большевиков и левых эсеров. В марте 1918 года подписан Брестский мир с Германией.
На прошедших в ноябре 1917 года выборах в Учредительное собрание большевики проиграли эсерам, набрав лишь 24 % голосов. В январе 1918 года Учредительное собрание собралось на своё первое заседание, и в тот же день было разогнано большевиками.
К лету 1918 года окончательно сформировалось однопартийное правительство, и началась активная фаза Гражданской войны и иностранной интервенции в России, начавшаяся с восстания Чехословацкого корпуса. Окончание Гражданской войны создало условия для образования Союза Советских Социалистических Республик (СССР).
Как отмечает современный исследователь[кто?], «одним из перспективных направлений сегодняшней отечественной историографии стала тенденция рассмотрения Февральской революции, Октябрьской революции и Гражданской войны как неразрывно связанных между собой частей Великой российской революции 1917—1922 годов, которая наряду с Великой французской революцией конца XVIII века стала одной из крупнейших вех мировой истории».
Русская революция 1917 года несомненно относится к великим революциям, вызывающим мощный резонанс в мире, способствующим появлению новых линий исторического развития, социальных изменений на длительный период. Под влиянием социалистических идей Русской революции и практики СССР в демократических обществах стали активно развиваться социальная политика и формы социального обеспечения, в итоге эти страны достигли уровня общества социального благоденствия. Таким образом, великие революции могут увести в сторону и даже отбросить назад породившее их общество, но в них реализуется запрос исторического развития на определённые изменения, трансформации и потребности. При этом выиграть от такого развития могут соседние общества, которые под влиянием революционных событий проводят соответствующие изменения. Революция 1917 года существенно изменила систему мирового порядка в XX веке.

## Хронология революции с февраля по октябрь 1917 года

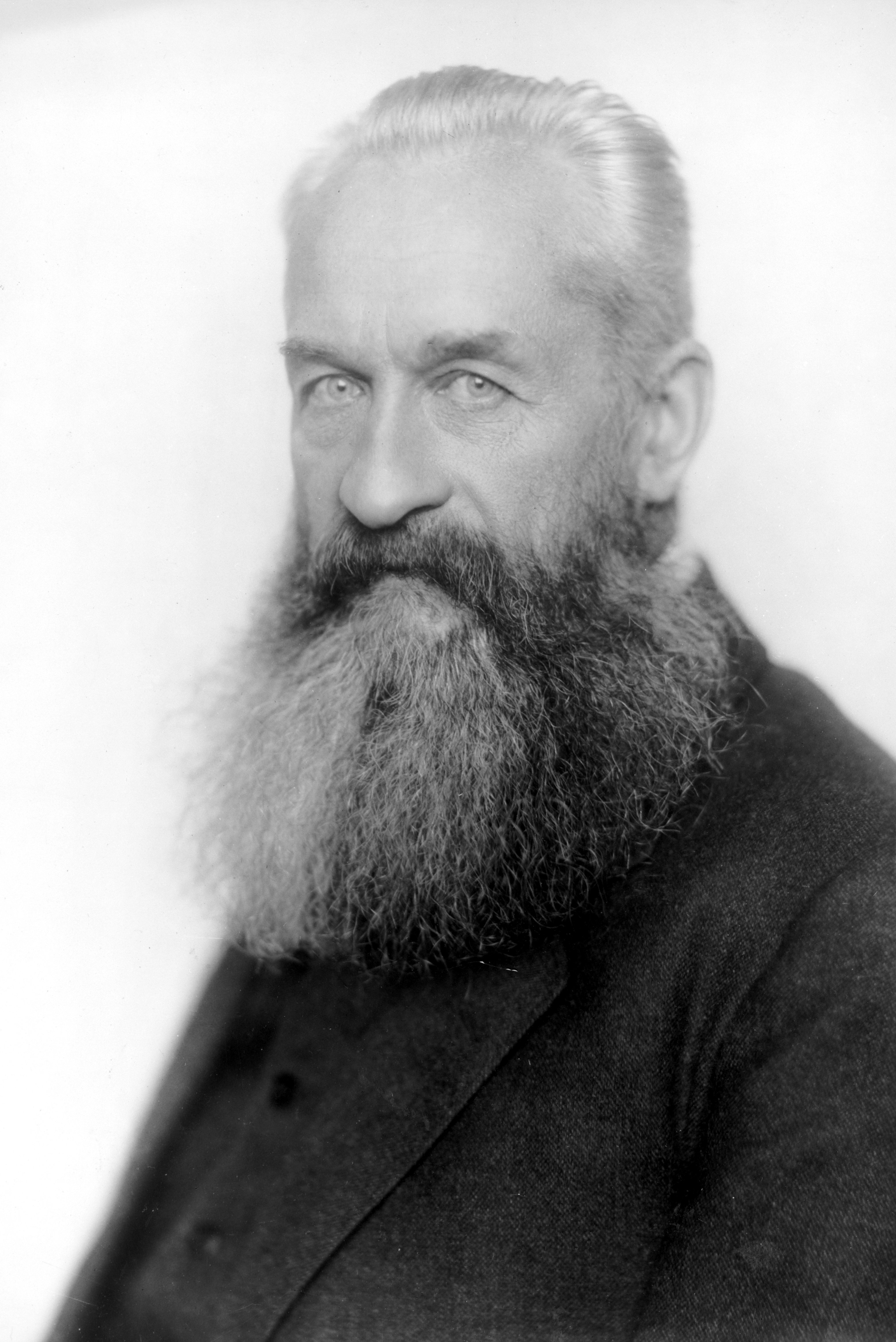
Первый глава Временного правительства, князь Львов Г. Е., в 1915—1917 —председатель Земгора. Ряд современников описывает первого премьер-министра Временного правительства князя Львова как слабого и нерешительного политика. По выражению Милюкова П. Н., «Нам нужна была, во что бы то ни стало, сильная власть. Этой власти князь Львов с собой не принёс», а Керенский А. Ф. замечает о князе Львове: «приказам он предпочитал убеждение и на заседаниях кабинета всегда стремился побудить нас к общему согласию». Кадет Гессен И. В. так описывает заседания первых двух составов Временного правительства: «За …столом …сидело несколько министров…в центре кн. Львов, точно всеми брошенный и озиравшийся по сторонам, не оторвётся ли кто-нибудь от бумаг, чтобы прийти ему на помощь.» Ричард Пайпс описывает князя Львова, как «спокойного и безвредного», и указывает, что его назначение на такой ответственный пост в такое сложное время было «настоящей катастрофой», усугублённой тем, что он одновременно был назначен министром внутренних дел

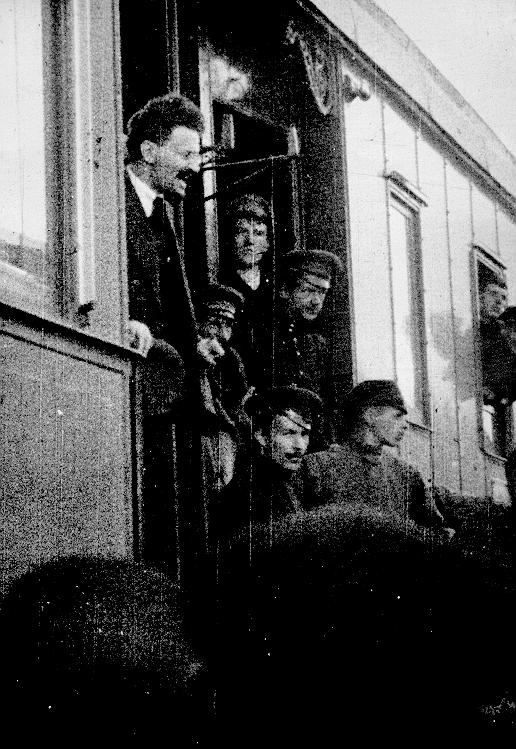
Прибытие Троцкого в Петроград, май 1917 года

Британский посол в Петрограде Дж. Бьюкенен. В начале 1917 года поддерживал лозунги «ответственного министерства» и перехода к конституционной монархии. 17 апреля в беседе с Милюковым настаивал на аресте Ленина. В июне активно поддерживал наступление на фронте. В июле осудил большевистское выступление, в августе поддержал выступление Корнилова. В октябре выразил негативное отношение к большевистскому вооружённому восстанию, 23 октября потребовал немедленного ареста Троцкого. Деятельность Бьюкенена породила по крайней мере две теории заговора: первая, что он якобы организовал Февральскую революцию, с целью повысить боеготовность России, и вторая, что он якобы активно содействовал Корнилову из тех же соображений. В своём дневнике Бьюкенен записал: «хотя все мои симпатии были на стороне Корнилова, однако я всё время старался изо всех сил бороться с идеей воен. переворота»

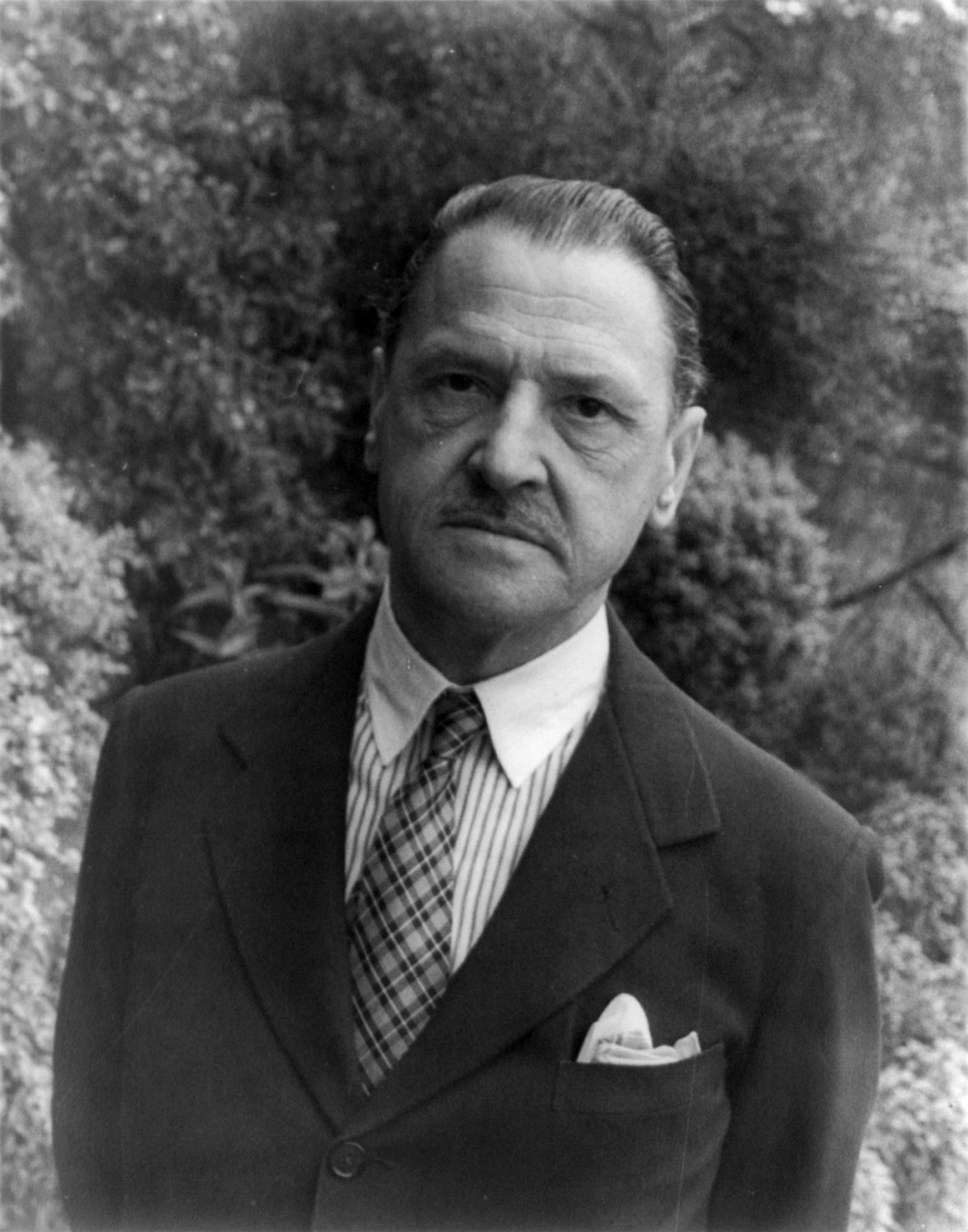
Британский авантюрист, писатель и тайный агент Сомерсет Моэм, выполнявший секретные задания MI5 в Женеве и Петрограде. В своих мемуарах пишет о том, что прибыл в Петроград в августе 1917 года с целью «предотвратить большевистскую революцию и выход России из войны», однако сумел выйти только на Бориса Савинкова и потерпел поражение своей миссии

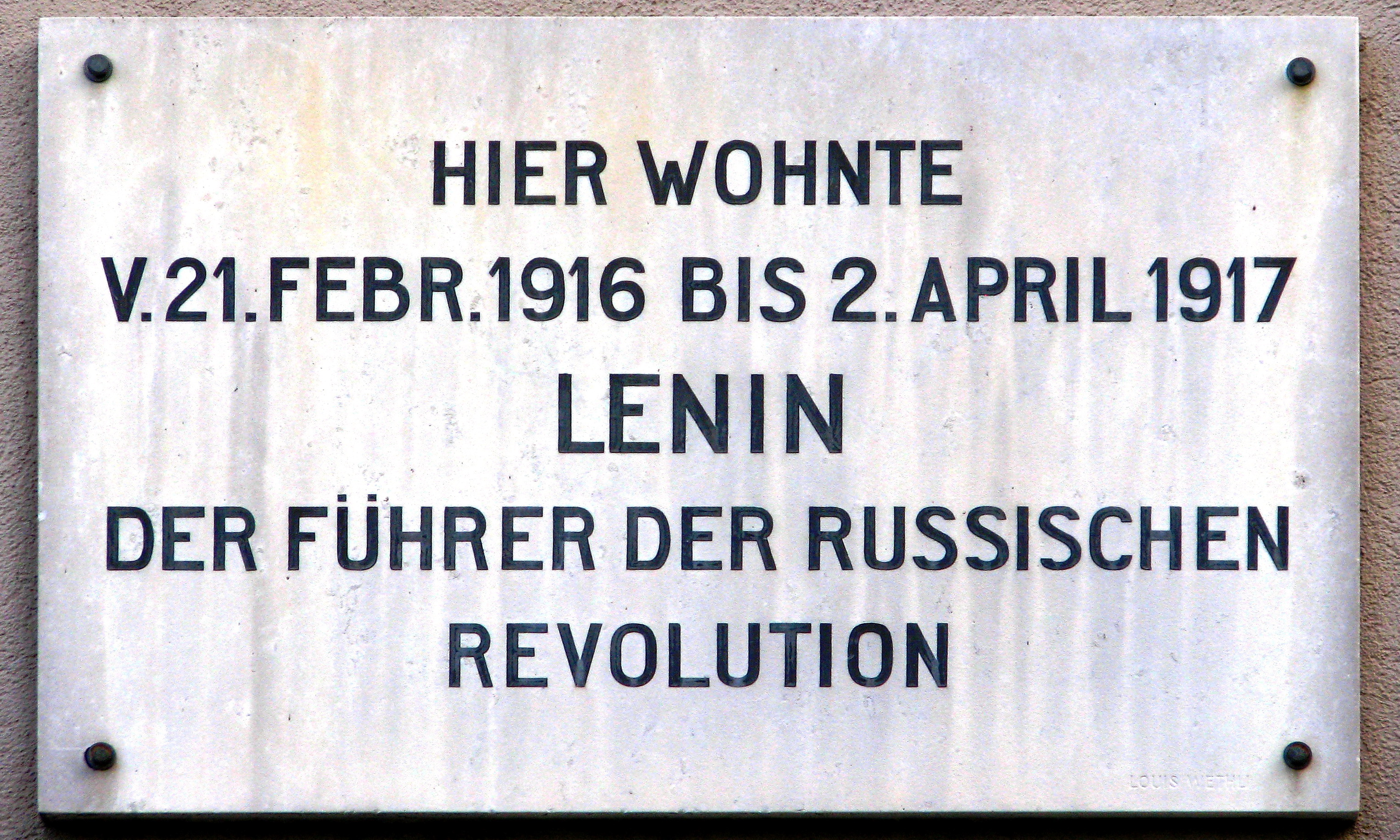
Мемориальная табличка в Цюрихе на доме, в котором с 21 февраля 1916 по 2 апреля 1917 года жил Ленин

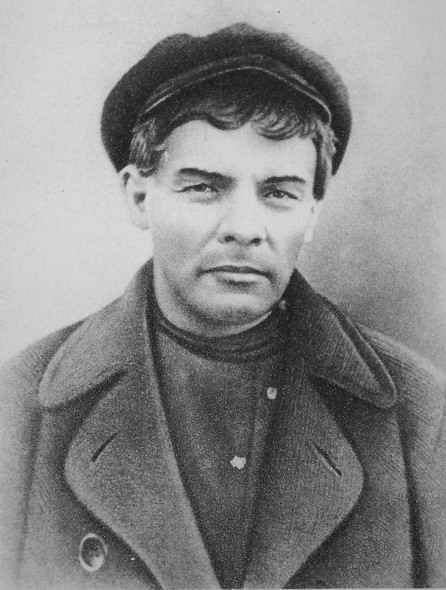
Ленин в гриме во время подполья, июль-октябрь 1917 года

| Время                      | Событие | Характеристика |
| -------------------------- | --- | --- |
| Февраль 1917 года          | Февральская революция                                                                                          | Массовые забастовки петроградских рабочих соединяются с восстанием запасных батальонов Петроградского гарнизона и Кронштадтской военно-морской базы. Отречение Николая II под давлением начальника штаба Ставки Верховного главнокомандующего, и командующих фронтами и флотами. Его предполагаемый преемник, великий князь Михаил Александрович, отказывается от власти под давлением думской делегации, заявившей, что они в сложившийся обстановке «не могут гарантировать безопасность». Оставшаяся у власти старая Госдума IV созыва формирует Временный комитет Госдумы, а затем Временное правительство. |
| Март 1917 года             | Начало формирования Советов                                                                                    | В ходе Февральской революции по образцу революции 1905 года формируется эсеро-меньшевистский Петросовет, ядром которого послужил выборной орган от рабочих — рабочая группа Центрального военно-промышленного комитета (общественной организации промышленников в помощь фронту). Петросовет вскоре превращается в параллельное Временному «теневое правительство», начинается стихийный процесс образования Советов по всей стране. Формируется режим «двоевластия». Система Советов в 1917 году отличается значительной хаотичностью, общим местом является изоляция от неё представителей имущих классов («цензовые элементы», «цензовая буржуазия»), и доминирование социалистов. |
| Март 1917 года             | Приказ № 1 | Изданный Петросоветом в ходе Февральской революции «приказ № 1» фактически начал процесс отмены единоначалия в армии и привёл к её развалу. |
| Март 1917 года             | Арест отрёкшегося Николая II в Царском Селе                                                                    | Отрёкшийся от престола Николай 9 марта 1917 года прибывает в Царское Село, где заключается под домашний арест. Прощальный приказ войскам, изданный Николаем 8 марта перед отбытием из Ставки в Могилёве, так опубликован и не был. |

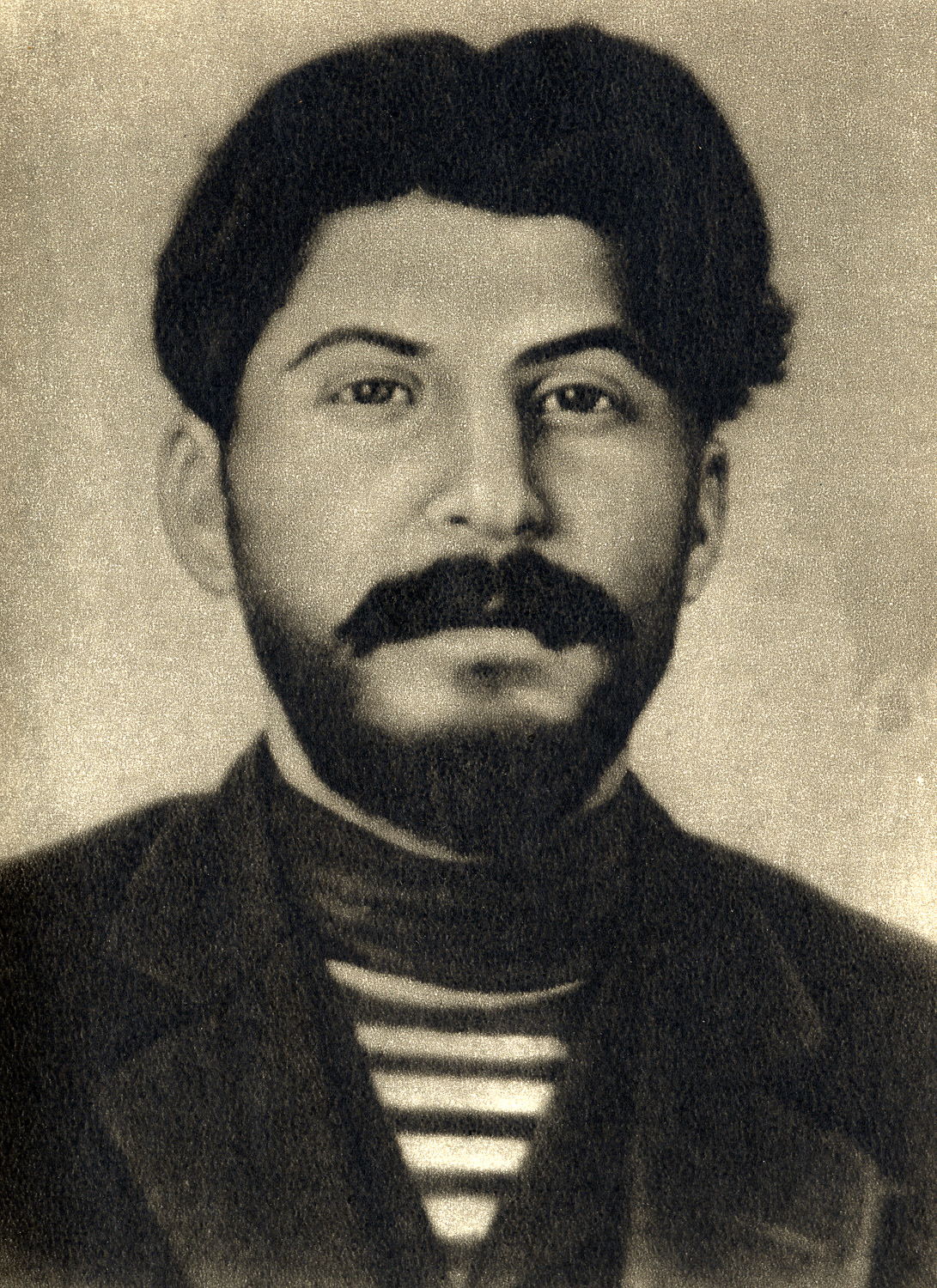
Сталин И. В. не сыграл заметной роли в ключевых событиях 1917-18 годов. Современники Джон Рид и Суханов Н. Н. при описании событий 25 октября ни разу не упоминают Сталина. Вместе с тем в 1917 году он являлся одним из старейших большевиков, членом ЦК РСДРП(б), вошёл в первый состав Совнаркома. Член редколлегии «Правды», выходившей в 1917 году под названиями «Рабочий и солдат», «Пролетарий», «Рабочий», «Рабочий путь», автор ряда программных статей. В июле играет роль посредника между большевиками и меньшевистско-эсеровским Петросоветом, в августе-сентябре обеспечивал связь с бежавшим Лениным, в октябре стал членом большевистской организации Военно-революционный центр. После прихода Сталина к власти роль Военно-революционного центра стала преувеличиваться с целью приписать ему руководство восстанием

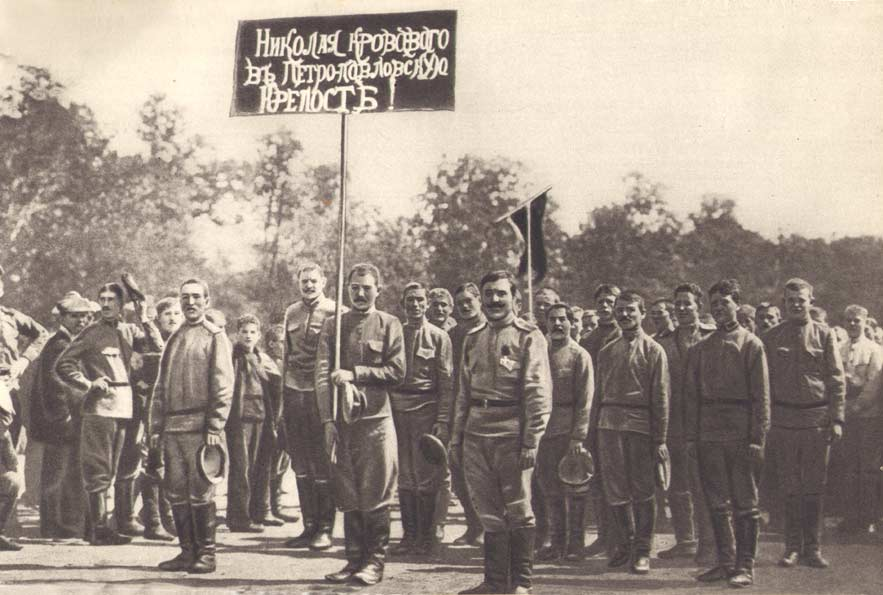
Солдатский митинг, июль 1917 года. Надпись на плакате: «Николая Кровавого в Петропавловскую крепость»

| Апрель 1917 года           | Прибытие Ленина из эмиграции и Борьба вокруг «Апрельских тезисов» Ленина. Апрельский правительственный кризис. | Ленин после своего прибытия из эмиграции ориентирует РСДРП(б) на взятие власти и провозглашает курс на радикальные преобразования. Апрельские тезисы вызывают противодействие как умеренных социалистов, так и части самих большевиков, однако Ленину удаётся преодолеть внутрипартийное сопротивление в течение буквально двух-трёх недель. Французский посол в Петрограде Морис Палеолог 21 апреля записал: Авторитет Ленина, кажется, наоборот, очень вырос в последнее время. Что не подлежит сомнению, так это — то, что он собрал вокруг себя и под своим начальством всех сумасбродов революции; он уже теперь оказывается опасным вождём… Утопист и фанатик, пророк и метафизик, чуждый представлению о невозможном и абсурдном, недоступный никакому чувству справедливости и жалости, жестокий и коварный, безумно гордый, Ленин отдаёт на службу своим мессианистическим мечтам смелую и холодную волю, неумолимую логику, необыкновенную силу убеждения и уменье повелевать. … Субъект тем более опасен, что говорят, будто он целомудрен, умерен, аскет…— Морис Палеолог. Царская Россия накануне революции |
| Май 1917 года              | Прибытие Троцкого из эмиграции. См. также Троцкий и Ленин.                                                     | Троцкий, в отличие от Ленина, пытается попасть в Россию не через Германию, а через Канаду, где заключается британскими колониальными властями в концлагерь, но под давлением России из него освобождается. Ленин и Троцкий приходят к выводу, что их программы действий применительно к существовавшей на тот момент ситуации полностью совпадают, и заключают блок. Троцкий, как способный оратор, играет значимую роль в «разагитировании» колеблющихся солдат и матросов. Один из деятелей кадетской партии Иван Куторга в своей книге «Ораторы и массы» так характеризует своё личное впечатление от ораторского искусства Троцкого, продемонстрированного им на Крестьянском съезде: Троцкий, которого я слышал уже искушённым посетителем политических собраний, поразил меня тем чудовищным запасом ненависти, которую излучал из себя настоящий демон революции. Уже тогда в нём чувствовалось нечто действительно страшное. Помню, я также был поражён его диалектическими способностями. На крестьянском съезде он выступал среди предельно враждебной ему аудитории. Казалось, большевистский оратор не сможет сказать ни одного слова. И действительно, вначале оборончески и эсеровски настроенные делегаты прерывали Троцкого на каждом слове. Через несколько минут своей находчивостью и страстностью Троцкий победил аудиторию настолько, что заставил себя слушать. А окончив речь, он даже услышал аплодисменты. |
| Май 1917 года              | Назначение Верховным Главнокомандующим генерала Брусилова А. А.                                                | Во время своего отречения Николай II назначает Верховным Главнокомандующим вместо себя популярного в войсках великого князя Николая Николаевича. Однако уже 9 марта он отправляется в отставку «как Романов», приказ войскам о вступлении в должность так опубликован и не был. Новым Верховным Главнокомандующим становится начальник штаба Ставки Верховного главнокомандующего генерал Алексеев М. В. Однако его нежелание поддержать процесс «демократизации армии» привело к замене 22 мая 1917 года на более сговорчивого генерала Брусилова А. А.. Генерал Брусилов, поддерживая «демократизацию армии», вместе с тем активно содействовал формированию «ударных частей». |
| Июнь 1917 года             | Июньское наступление                                                                                           | Попытка военного министра Временного правительства Керенского А. Ф. поднять упавший дух армии, организовав наступление на фронте. Провал наступления приводит к усилению дискредитации Временного правительства; новым Верховным Главнокомандующим назначается генерал Корнилов Л. Г. |
| Июнь 1917 года             | Конфликт из-за дачи Дурново                                                                                    | Попытка сил Временного правительства очистить бывшую дачу Дурново, ставшую штабом анархистов, накаляет обстановку в Петрограде. Налёт анархистов на тюрьму «Кресты». Июньское наступление приводит к растущей ненадёжности революционных частей Петроградского гарнизона, опасавшихся своей отправки на фронт в связи с этим наступлением. Особой ненадёжностью отличались самовольно разместившийся на Выборгской стороне 1-й пулемётный полк численностью до 11 300 солдат и 300 офицеров, и Кронштадтская военно-морская база, находившиеся под влиянием анархистов. В сложившейся обстановке пулемётчики и кронштадтские матросы становятся благодатной почвой для анархистской и большевистской агитации. |
| Июнь 1917 года             | I Всероссийский съезд Советов рабочих и солдатских депутатов                                                   | Значимый этап формирования системы Советов по всей стране («советская легальность»). Съезд демонстрирует доминирование в Советах умеренных социалистов (эсеры и меньшевики). Демарш Ленина на Съезде («Есть такая партия!»). |
| Июль 1917 года             | Июльские дни                                                                                                   | Первое крупное вооружённое выступление радикалов (большевиков и анархистов) в виде фактически неуправляемой «вооружённой демонстрации» петроградских рабочих, солдат и кронштадтских матросов численностью до 500 тыс. чел. Выступление проваливается, происходит временное усиление Временного правительства. Ленин и Зиновьев Г. Е. бегут в Финляндию. Троцкий Л. Д., на тот момент формально ещё не присоединившийся к большевикам, в знак солидарности с ними требует себя арестовать. - Невский проспект 4 июля 1917 года - Лояльные Временному правительству казачьи части, вошедшие в Петроград в июле 1917 года - Лояльный Временному правительству Остин Путиловец у Зимнего, июль 1917. |
| Июль 1917 года             | Июльский правительственный кризис                                                                              | По итогам правительственного кризиса, вызванного выступлениями в Петрограде и требованиями Финляндии предоставить ей независимость, Временное правительство России возглавляет Керенский А. Ф., князь Львов Г. Е. уходит в отставку. Восстановление смертной казни Временным правительством № 130. Постановление Временного Правительства о введении военно-революционных судов от 12 июля 1917 года. Позорное поведение некоторых войсковых частей, как в тылу, так и на фронте, забывших свой долг перед родиной, поставив Россию и революцию на край гибели, вынуждает Временное Правительство принять чрезвычайные меры для восстановления в рядах армии порядка и дисциплины. В полном сознании тяжести лежащей на нём ответственности за судьбы родины, Временное Правительство признаёт необходимым: 1) восстановить смертную казнь на время войны для военнослужащих за некоторые тягчайшие преступления; 2) учредить для немедленного суждения за те же преступления военно-революционные суды из солдат и офицеров. В соответствии с сим, Временное Правительство постановляет: I. Установить в отношении военнослужащих на театре военных действий смертную казнь через расстреляние, как высшее наказание за нижеследующие преступления: военную и государственную измену…побег к неприятелю, бегство с поля сражения, самовольное оставление своего места во время боя и уклонение от участия в бою…, подстрекательство или возбуждение к сдаче, бегству или уклонению от сопротивления противнику …сдачу в плен без сопротивления …отлучку в виду неприятеля …насильственные действия против начальников из офицеров и из солдат …сопротивление исполнению боевых приказаний и распоряжений начальника, явное восстание и подстрекательство к ним …нападение на часового или военный караул, вооружённое им сопротивление и умышленное убийство часового … а за умышленное убийство, изнасилование, разбой и грабеж … — лишь в войсковом районе армии. Тому же наказанию подлежат и неприятельские шпионы…                                                                              |
| Август 1917 года           | Ссылка царя в Тобольске                                                                                        | После июльских беспорядков в Петрограде Временное правительство переправляет Николая в ссылку в Тобольск. |
| Август 1917 года           | VI съезд РСДРП(б)                                                                                              | Троцкий Л. Д. во главе социал-демократической фракции «межрайонцев» присоединяется к большевикам. По оценке VI Съезда, Временному правительству по итогам «Июльских дней» удалось частично свернуть режим «двоевластия», оттеснив в сторону Советы. Большевики временно снимают лозунг «вся власть Советам!», возвращая его в сентябре 1917 года в связи с началом активной большевизации Советов. |
| Август 1917 года           | Государственное совещание в Москве                                                                             | Стремясь укрепить свои позиции, Временное правительство созывает широкий политический форум, «Московское государственное совещание», ставшее трибуной правых сил. Верховный Главнокомандующий генерал Корнилов Л. Г., составив в июле 1917 года «Корниловскую военную программу», выступает на Совещании с докладом о всеобщем развале армии, требует усиления дисциплины на фронте, восстановления смертной казни за дезертирство. Атаман донских казаков генерал Каледин А. М. пошёл ещё дальше, потребовав роспуска Советов, а также солдатских комитетов выше полкового уровня, запретить митинги в войсках, «вождям армии должна быть предоставлена полная мощь». Большевики объявили Государственное совещание «контрреволюционным», рабочие провели забастовки протеста в Петрограде, Москве, Нижнем Новгороде и Киеве. На стороне генерала Корнилова выступают разнообразные офицерские организации (Военная лига, Союз офицеров армии и флота, Союз воинского долга), к тому времени установившие контакты друг с другом и начавшие первые попытки создать единые координирующие органы. Корниловская программа формировалась постепенно, и её можно свести примерно к следующим пунктам: - Восстановление смертной казни в армии; - Расформирование всех революционных частей с помещением их солдат в концлагеря; - «Фильтрация» армии путём демобилизации до четырёх миллионов человек; - Восстановление принципа единоначалия: дополнение Декларации прав солдата также Декларацией обязанностей солдата, роспуск солдатских комитетов; - Объявление железных дорог и военных заводов на военном положении; - Создание государственного земельного фонда для наделения землёй солдат, «беспорочно и доблестно прошедших военную службу»; - Упразднение Советов, профсоюзов и фабзавкомов; - По вопросу об Учредительном собрании предполагалось его либо не созывать до конца войны, либо разогнать в случае несогласия его с принятыми решениями. Сам генерал Корнилов сформулировал свою программу, как программу «формирования трёх армий — на фронте, на железной дороге, и в тылу». |
| Август 1917 года           | Корниловское выступление                                                                                       | Попытка вооружённого реванша правых сил. Выступление проваливается в силу того, что к августу 1917 года разложение армии зашло уже слишком далеко. Министр-председатель Временного правительства Керенский А. Ф., лавируя между умеренными социалистами и корниловцами, уже 27 августа обвиняет генерала Корнилова в государственной измене, снимает его с должности, и назначает Верховным Главнокомандующим себя. Правые во главе с генералом Корниловым планировали разогнать не только большевиков, но и вообще Советы. Керенскому навряд ли удалось бы сохранить власть в случае предполагаемой победы генерала Корнилова. По популярной легенде, генерал Корнилов пообещал «повесить на первом столбе Ленина, а на втором — Керенского». Генерал Корнилов в ответ обвиняет Керенского во лжи. Вынужденный выступить открыто, я, генерал Корнилов, заявляю, что Временное правительство под давлением большевистского большинства Советов действует в полном согласии с планами германского Генерального штаба и, одновременно с предстоящей высадкой вражеских сил на Рижском побережье, убивает армию и потрясает страну внутри. - Генерал Корнилов на Московском государственном совещании. - Арестованные генералы — участники Корниловского выступления («Быховские сидельцы»). - Совместная застава войск Временного правительства и большевизированной Красной гвардии на подступах к Петрограду. |
| Август 1917 года           | Открытие в Москве Поместного собора РПЦ.                                                                       | В связи с падением монархии РПЦ созывает «церковный аналог Учредительного собрания». |
| Сентябрь 1917 года         | Провозглашение Российской республики                                                                           | 1 (14) сентября 1917 года Временное правительство, не дожидаясь решения Учредительного собрания о будущем государственном устройстве России, объявляет её республикой. Следствием провозглашения республики стало учреждение Директории («Деловой кабинет») из пяти человек во главе с А. Ф. Керенским, которому Временное правительство передавало всю полноту своей власти. |
| Сентябрь-октябрь 1917 года | Созыв Предпарламента                                                                                           | Стремясь укрепить свои позиции, Временное правительство созывает Временный совет Российской республики (Предпарламент), по составу представленный преимущественно либералами и умеренными социалистами. Большевики бойкотируют работу этого органа. После получения из Финляндии письма Ленина с поддержкой бойкота Троцкий Л. Д. объявляет об окончательном отказе большевиков участвовать в работе Предпарламента, назвав его «попыткой безболезненно перевести советскую легальность в буржуазно-парламентскую легальность». |
| Август — октябрь 1917 года | Большевизация Советов                                                                                          | Опираясь на растущую радикализацию общественного мнения, большевики получают большинство в Советах крупных промышленных городов. Троцкий Л. Д. 7 сентября освобождается из «Крестов», 25 сентября возглавляет Петросовет, Ногин В. П. возглавляет Моссовет. |
| Октябрь 1917 года          | I Съезд Советов Северной области                                                                               | Благодаря своему доминированию в Петросовете и Моссовете большевики созывают 11—13 (24—26) октября 1917 I Съезд Советов Северной области, характеризовавшийся резким преобладанием радикалов (большевики и левые эсеры), и ставший «генеральной репетицией» II Всероссийского Съезда Советов рабочих и солдатских депутатов. Умеренные социалисты (меньшевики, правые эсеры, эсеры центра) объявляют Съезд незаконным, также протестуют против созыва II Всероссийского съезда. |
| Октябрь 1917 года          | Подготовка выборов в Учредительное собрание                                                                    | После долгих задержек Временное правительство назначает дату выборов в Учредительное собрание на 12 ноября. В начале октября Финляндия под давлением стран Антанты, а также видя неспособность России защищать свои границы, вводит двадцатитысячную армию в Карелию. Эта армия продвигается вглубь страны примерно на пятьдесят километров. Россия была не готова к такому повороту событий и была вынуждена отдать ранее захваченные финские территории, которые были возвращены в состав России только спустя год. |
| Октябрь 1917 года          | Октябрьская революция                                                                                          | Ленин с 15 сентября начинает своими письмами из Финляндии склонять большевиков к скорейшему восстанию, не дожидаясь созыва II Всероссийского Съезда Советов. Каменев и Зиновьев, опасаясь повторения июльского поражения, предлагают восстание не поднимать. Большинство ЦК поддерживает Троцкого Л. Д., предлагавшего приурочить восстание к созыву Съезда. 10 (23) октября ЦК РСДРП(б) в отсутствие Ленина принимает большинством голосов историческое решение о восстании. Председатель Петросовета Троцкий Л. Д. формирует основной орган восстания — Петроградский ВРК, выступает на ряде митингов, склоняя на сторону большевиков колеблющихся солдат Петроградского гарнизона, в том числе лично «разагитирует» гарнизон Петропавловской крепости. Под предлогом защиты от «контрреволюционных» действий Керенского (в частности, закрытие юнкерами газеты «Правда») ВРК проводит вооружённый захват власти большевиками в Петрограде с опорой на большевизированный Петросовет, Петроградский гарнизон и Балтфлот, отряды Красной гвардии. Во время событий в Петроград нелегально прибывает Ленин, требующий от большевиков более активных действий. |

## Предпосылки революции
По мнению исследователя Вуда, вызванная событиями кровавого воскресенья революция 1905 года стала основной предпосылкой февральской революции 1917 года. В 1905 году впервые образуется Петросовет («Петербургский совет рабочих депутатов»).
Одним из вызовов, с которым столкнулась Россия с началом войны, стала блокада, организованная Центральными державами. После вступления Турции на сторону Центральных держав в октябре 1914 года, Россия была лишена основных торговых маршрутов через территорию Турции, в то же время Германия блокировала Балтийское море. Блокада усложнила в том числе и военный импорт. Сама же Германия производила большое количество боеприпасов, борясь при этом на двух основных фронтах.
К началу 1917 года затянувшаяся Первая мировая война сильно накалила обстановку в Петрограде. Военная гиперинфляция привела к тому, что производители начали в массовом порядке придерживать хлеб, надеясь на ещё большее увеличение цен. Как указывает исследователь С. А. Нефёдов, к концу 1916 года традиционная рыночная система снабжения городов начала разваливаться, царское правительство начало предпринимать первые попытки организовать хлебную развёрстку. 8 сентября 1916 года Николай II утвердил положение Совета министров об уголовной ответственности торговцев и промышленников «за возвышение или понижение цен на предметы продовольствия или необходимой потребности».
| Военная инфляция 1914—1916 | Военная инфляция 1914—1916            | Военная инфляция 1914—1916 | Военная инфляция 1914—1916 | Военная инфляция 1914—1916       |
| Период                     | Денежная масса в обращении (млн руб.) | Рост денежной массы (%%)   | Рост цен (%%)              | Соотношение цен к денежной массе |
| -------------------------- | ------------------------------------- | -------------------------- | -------------------------- | -------------------------------- |
| 1914, первая половина      | 2370                                  | 100                        | 100                        | 0,00                             |
| 1914, вторая половина      | 2520                                  | 106                        | 101                        | −1,05                            |
| 1915, первая половина      | 3472                                  | 146                        | 115                        | −1,27                            |
| 1915, вторая половина      | 4725                                  | 199                        | 141                        | −1,41                            |
| 1916, первая половина      | 6157                                  | 259                        | 238                        | −1,08                            |
| 1916, вторая половина      | 7972                                  | 336                        | 398                        | +1,18                            |

Историк Февраля 1917 года, современник событий С. П. Мельгунов в своём исследовании утверждает, что постулат о голоде как причине революции предположительно является нежизненным и несостоятельным. С другой стороны, С. А. Нефёдов утверждает противоположное и проводит подробный экономический анализ механизма возникновения перебоев в снабжении вследствие военной гиперинфляции.
Сами же власти Петрограда, в лице генерала Хабалова С. С. и градоначальника Балка А. П., оценивали запасы хлеба в Петрограде на момент начала революции как достаточные. Исследователь Ричард Пайпс присоединяется к этой оценке, однако также указывает на военную гиперинфляцию и перебои в снабжении Петрограда топливом.
Председатель Госдумы Родзянко М. В. за три месяца до революции приводит следующее свидетельство:

С продовольствием стало совсем плохо, города голодали, в деревнях сидели без сапог и при этом все чувствовали, что в России всего вдоволь, но что нельзя ничего достать из-за полного развала тыла. Москва и Петроград сидели без мяса, а в то же время в газетах писали, что в Сибири на станциях лежат битые туши и что весь этот запас в полмиллиона пудов сгниёт при первой же оттепели. Все попытки земских организаций и отдельных лиц разбивались о преступное равнодушие или полное неумение что-нибудь сделать со стороны властей. Каждый министр и каждый начальник сваливал на кого-нибудь другого, и виноватых никогда нельзя было найти. Ничего, кроме временной остановки пассажирского движения для улучшения продовольствия, правительство не могло придумать. Но и тут получился скандал. Во время одной из таких остановок паровозы оказались испорченными: из них забыли выпустить воду, ударили морозы, трубы полопались, и вместо улучшения только ухудшили движение. На попытки земских и торговых организаций устроить съезды для обсуждения продовольственных вопросов правительство отвечало отказом, и съезды не разрешались. Приезжавшие с мест заведовавшие продовольствием, толкавшиеся без результата из министерства в министерство, несли своё горе председателю Государственной думы, который в отсутствие Думы изображал своей персоной народное представительство.

В Петрограде начались восстания; в феврале 1917 года, на улицах появились толпы с надписями на плакатах «Долой войну». Тяжёлые потери во время войны также укрепляли мнения, что царь Николай II не был годным к правлению. К 1917 году потери Российской империи в Первой мировой войне дошли (по разным оценкам) от 775 000 до 1,3 млн погибших солдат (убитых в бою, пропавших без вести, умерших от ран и болезней, умерших в плену), от 2,75 до 3,85 млн раненых, от 2 до 3,4 млн пленных, а также до 1 млн мирных жителей (см. Потери в Первой мировой войне). Война сильно обесценила человеческую жизнь, сделав привычной гибель миллионов людей. За всю историю России впервые была набрана по мобилизации огромная армия, через которую прошли до 15 млн человек из 175-миллионного населения. 80-90 % мобилизованных солдат составили крестьяне, в том числе пришедшие в армию со своими представлениями о «земле и воле». Часть армии составили кадровые заводские рабочие, мобилизованные в 1914—1916 годах и заменённые на заводах выходцами из деревень.
В октябре 1916 года директор Департамента полиции министерства внутренних дел Васильев А. Т. представил доклад о настроениях населения на местах, указывающий, что «основной причиной озлобления называется чудовищно растущая дороговизна», в обеих столицах «оппозиционность настроений» намного превосходит уровень 1905 года, что может привести к вспышке в столицах «крупных беспорядков чисто стихийного характера». В то же время начальник Кронштадтского гарнизона докладывает, что в случае беспорядков на войска рассчитывать нельзя вследствие их ненадёжности.
Ричард Пайпс указывает, что
| Понять случившееся [в феврале 1917 года] невозможно, не приняв во внимание состав и условия содержания Петроградского гарнизона. Гарнизон состоял, собственно, из новобранцев и отставников, зачисленных в пополнение ушедших на фронт запасных батальонов гвардейских полков, квартировавшихся в мирное время в Петрограде. Перед отправкой на фронт им предстояло в течение нескольких недель проходить общую военную подготовку. Численность сформированных с этой целью учебных частей превосходила всякую допустимую норму: в некоторых резервных ротах было более 1000 солдат, а встречались батальоны по 12-15 тыс. человек; в общей сложности 160 тыс. солдат были втиснуты в казармы, рассчитанные на 20 тыс. |

Солдаты подвергались ряду унизительных ограничений: им разрешалось передвигаться в трамваях только на площадках у входов и выходов, в театрах не разрешалось сидеть рядом с офицерами. С 1915 года в армии восстановлена смертная казнь и битьё батогами, среди офицеров было распространено обращение на «ты» к солдатам и рукоприкладство.
Генерал Дубенский Д. Н., в феврале 1917 года находившийся в царской свите в качестве официального историографа, отмечал, что «были такие батальоны, которые имели по 12 — 15 тысяч. Всё это помещалось в скученном виде в казармах, где люди располагались для спанья в два-три и четыре яруса. Наблюдать за такими частями становилось трудно, не хватало офицеров, и возможность пропаганды существовала полная. В сущности эти запасные батальоны вовсе не были преображенцы, семёновцы, егеря и т. д. Никто из молодых солдат не был ещё в полках, а только обучался, чтобы потом попасть в ряды того или другого гвардейского полка и получить дух, физиономию части и впитать её традиции. Многие из солдат запасных батальонов не были даже приведены к присяге. Вот почему этот молодой контингент так называемых гвардейских солдат не мог быть стоек и, выйдя 24, 25 и 26 февраля на усмирение беспорядков, зашатался и затем начался бессмысленный и беспощадный солдатский бунт».
Кроме того, часть солдат и матросов составляли мобилизованные рабочие, в том числе ранее участвовавшие в революционной деятельности; в первую очередь это относилось к Кронштадтской военно-морской базе, а также к военно-морской базе в Гельсингфорсе. Условия военной службы в Кронштадте были тяжёлыми и сопровождались рядом унизительных ограничений для нижних чинов, например, матросам запрещалось ходить по восточной стороне главной улицы, у входа на Екатеринский бульвар помещалась надпись, запрещающая вход «собакам, солдатам и матросам».
Волнения в войсках и на флоте начинаются задолго до 1917 года: так, 19 октября 1915 года взбунтовался стоявший на гельсингфорсском рейде линкор «Гангут», 2 мая 1916 года отмечен первый случай отказа казаков разгонять толпу. Как отмечает исследователь С. А. Нефёдов, в октябре 1916 года происходят бунты солдат на распределительных пунктах в Гомеле и Кременчуге, 17 октября солдаты 181-го полка присоединяются к толпе рабочих Выборгского района Петрограда, 29 октября 1916 года вызванные для разгона забастовки солдаты вместо рабочих открывают огонь по полиции. Французский посол в Петрограде Морис Палеолог в своём рапорте французскому внешнеполитическому ведомству отмечает этот инцидент, как «очень показательный», и заявляет, что «…в случае восстания нельзя рассчитывать на армию… мы должны уже теперь предвидеть банкротство нашей союзницы [России] и сделать из этого все необходимые выводы».
Последней каплей стало закрытие 21-22 февраля властями крупнейшего в Петрограде Путиловского завода — рабочие попытались поднять забастовку, несмотря на то, что завод с началом войны был национализирован, а забастовки на казённых военных заводах запрещались. Этот шаг выбросил на улицы 36 тыс. озлобленных рабочих. Настроение петроградских рабочих было самым взрывоопасным; так, 8 февраля путиловские рабочие забросали полицию железными обломками и кусками шлака.
Различные партии либеральной ориентации (см. также Земство) в это время широко принимают участие в различных общественных организациях. С началом войны разворачивается движение общественных «военно-промышленных комитетов» с целью помощи государству в деле снабжения армии, в июле 1915 года учреждается Центральный Военно-промышленный комитет под председательством видного октябриста Гучкова. Оппозиционным настроениям особенно способствовало отступление 1915 года; в августе 1915 в Госдуме формируется доминирующий в ней Прогрессивный блок на основе коалиции партий кадетов и октябристов. Думская оппозиция атакует царя, требуя введения в стране «ответственного министерства» (то есть правительства, назначаемого Думой, и ответственного перед Думой), что фактически означало бы переход России от самодержавия к режиму конституционной монархии. Царь отклонил эти предложения. Он создал новую ставку Верховного Главнокомандующего со штаб-квартирой в Могилёве и, по мнению исследователя Вуда, оставил «большую часть правительства» в руках Императрицы, оставшейся под немалым влиянием Распутина.

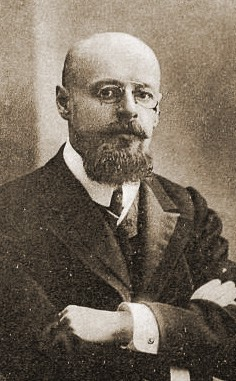
Черносотенец и правомонархический думский депутат Пуришкевич В. М., один из участников убийства Распутина

Все эти факторы привели к резкой потере доверия режиму в 1916 году. В этом году Гучков, по своим собственным позднейшим воспоминаниям, пытается организовать, по образцу дворцовых переворотов XVIII века, переворот с целью отречения Николая II, и замены его на одного из великих князей. В ноябре Павел Милюков в Думе открыто обвинил правительство обрусевшего немца Штюрмера Б. В. в ведении мирных переговоров с Германией. В декабре небольшая группа дворян убила Распутина. 1 января 1917 года группа заговорщиков предложила великому князю Николаю Николаевичу занять трон царя Николая II. Великий князь отказался от подобного предложения, заявив, что «мужик и солдат не поймут насильственного переворота», однако ничего сообщать царю также не стал. После отказа Николая Николаевича основным кандидатом на роль нового царя стал рассматриваться великий князь Михаил Александрович. По мнению Вуда, ни один из этих инцидентов не являлся непосредственной причиной Февральской революции, но они помогают объяснить, почему монархия сохранилась лишь несколько дней после того, как оная вспыхнула.
В конце февраля перебои с поставками продовольствия в Петроград вынудили городские власти принять решение о введении карточек на хлеб с нормой один фунт на человека в день. Это решение вызвало панику и стремление запастись хлебом, произошло несколько погромов булочных. По мере нарастания кризиса снабжения в Петрограде учащаются забастовки. Бастующие рабочие часто «снимают» соседние заводы, силой вынуждая их присоединяться к забастовке. С началом восстания Петроградского гарнизона тот же метод начинают широко применять восставшие солдаты.
С. А. Нефёдов отмечает, что царское правительство в полной мере осознавало приближение революции, в январе 1917 года начав подготовку к её подавлению. Слабость этих планов заключалась в том, что они, как отмечает Спиридович А. И., не предусматривали восстания запасных батальонов в Петрограде. Вместе с тем предполагалось опереться не на всех мобилизованных солдат, а в первую очередь — на учебные команды. Однако и эти расчёты оказались неверными — учебные команды первыми присоединились к революции. Единственной лояльной царю силой оказались полицейские, которых в Петрограде насчитывалось всего около 3,5 тыс. Надежды на лояльность гвардейских частей также оказались сильно преувеличены; все гвардейские части, во время революции находившиеся в Петрограде, присоединились к восстанию, включая одну сотню Собственного Его Императорского Величества Конвоя. К тому же к 1917 году уже до 70 % довоенного состава гвардии успели погибнуть на фронте и были (иногда и не один раз) заменены мобилизованными.

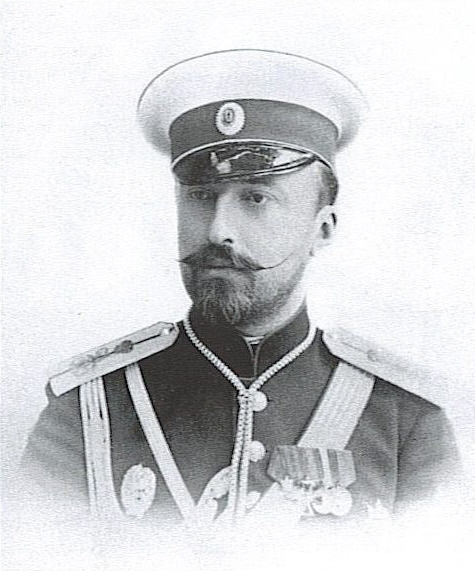
Великий князь Николай Михайлович, по своим политическим убеждениям наиболее радикальный из великих князей, из-за чего заслужил прозвище «Филипп Эгалите». Безуспешно пытался склонить царя к введению в России «ответственного министерства», участник «великокняжеской фронды» в конце 1916 года

Ричард Пайпс комментирует положение царского правительства в последние дни его существования следующим образом:
| Ничто лучше не иллюстрирует отстранённость правительства от реальности, чем решение царя в этот напряжённейший и сложнейший момент отправиться в Могилёв. Он намеревался провести там неделю для совещаний с генералом Алексеевым, только что возвратившимся в Ставку после лечения в Крыму. У Протопопова это решение не вызвало никаких сомнений. Вечером 21 февраля он уверял государя, что беспокоиться не о чём и он может ехать со спокойным сердцем в уверенности, что тыл в надёжных руках. К вечеру следующего дня царь уехал. А две недели спустя он уже вернулся как частное лицо — «Николай Романов», и под конвоем. Безопасность столицы была вверена весьма некомпетентным людям: военному министру генералу М. А. Беляеву, поднявшемуся на эту высоту по ступенькам военной бюрократической лестницы и получившему среди коллег прозвище «мёртвая голова», и командующему округом генералу Хабалову, профессиональный опыт которого не выходил за рамки канцелярий и военных академий. |

Последний царский министр внутренних дел Протопопов А. Д. увлекался мистикой, и некоторые современники высказывали сомнения в его психической нормальности. После революции Протопопов был арестован и какое-то время содержался под охраной в психбольнице.
Сам царь на первые панические телеграммы председателя Госдумы, камергера Родзянко М. В., о начале революции ответил: «опять этот толстяк Родзянко мне пишет всякий вздор», царица сообщает, что «мальчишки и девчонки бегают и кричат, что нет хлеба». С другой стороны, обязанности Николая II как Верховного Главнокомандующего требовали его нахождения в Ставке; за несколько дней до отбытия с просьбой приехать в Ставку к нему обращались генералы Алексеев и Гурко, а также великий князь Михаил Александрович. По воспоминаниям британского посла Дж. Бьюкенена, «император, над которым как бы тяготел рок, проведя январь и февраль в Царском и сознавая невозможность дальнейшего отсутствия в ставке, в четверг 8 марта возвратился в Могилёв».

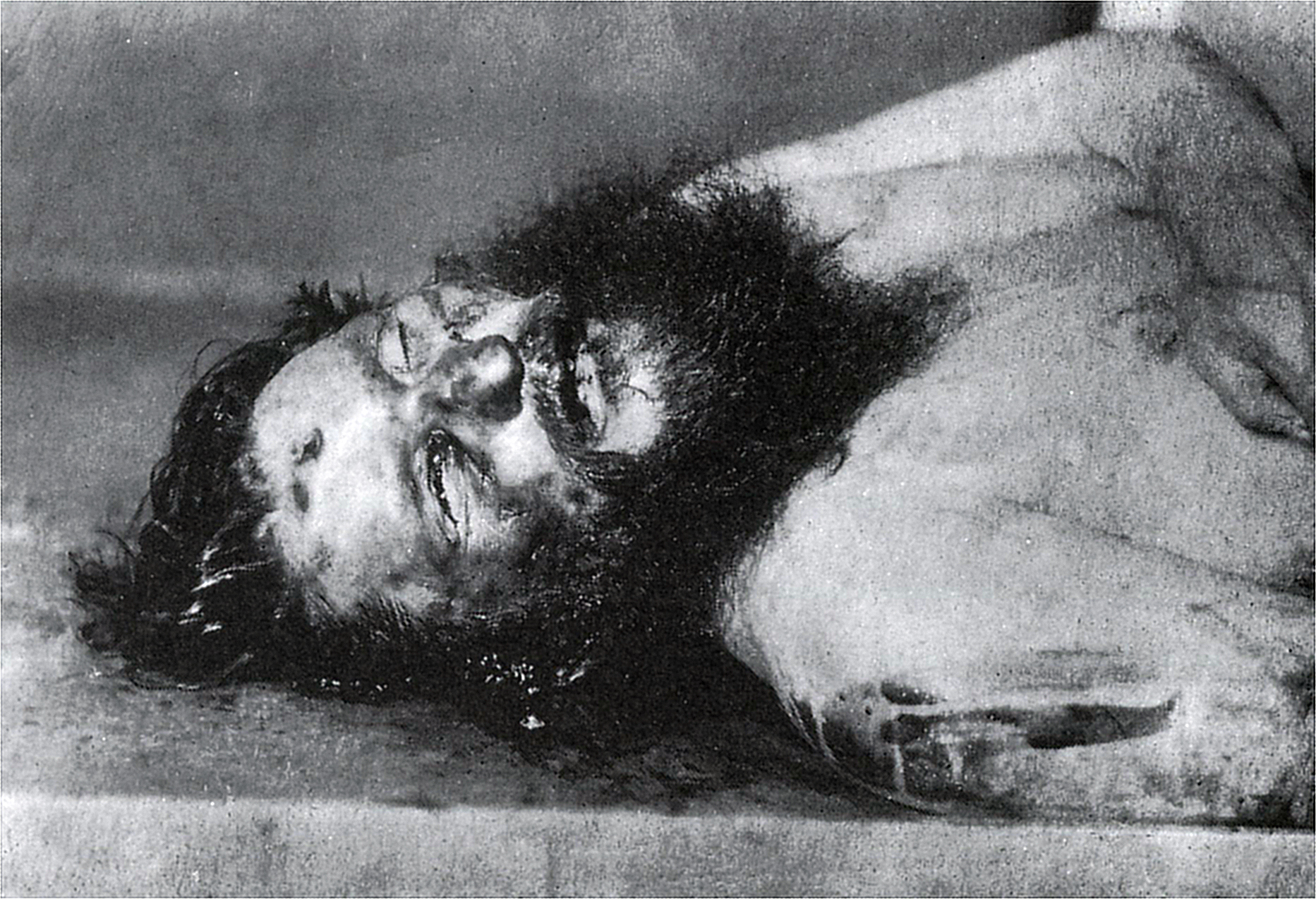
Труп Распутина Г. Е., убитого в ночь на 17 декабря 1916 года князем Юсуповым Ф. Ф., крайне правым монархическим думским депутатом Пуришкевичем В. М. и великим князем Дмитрием Павловичем

Во время революции Николая II отказываются поддержать даже его ближайшие родственники — великие князья. На февраль 1917 года в России насчитывалось 15 великих князей. Из них фактически никто не поддержал царя. По крайней мере, трое великих князей, Николай Михайлович, Николай Николаевич и Георгий Михайлович, в конце 1916 года безуспешно пытаются склонить царя к введению «ответственного министерства» (то есть фактически к введению конституционной монархии). Наиболее влиятельный из них, великий князь Николай Николаевич, во время событий агитирует Николая II за отречение, наиболее вероятный преемник, Михаил Александрович, отказывается принять власть. Великий князь Кирилл Владимирович 1 марта переходит на сторону революции. Кроме того, несколько великих князей — Павел Александрович, Кирилл Владимирович и Дмитрий Константинович — во время революции составляют собственный проект манифеста об отречении («великокняжеский манифест»).
Между тем, социал-демократические лидеры, находившиеся в изгнании, в основном, в Швейцарии, были зрителями распада солидарности международного социализма. Французские и немецкие социал-демократы проголосовали в поддержку своих правительств. Плеханов в Париже стал яростным врагом Германии. Меньшевики считали, что Россия в значительной степени имеет право защищать себя против Германии, хотя Юлий Мартов, теперь в составе левого крыла меньшевиков, требовал прекращения войны и урегулирования на основе национального самосознания, без аннексий и контрибуций.
С осени 1914 года Ленин утверждал, что «с точки зрения рабочего класса и трудящихся масс меньшим злом было бы поражение царской монархии»; война должна быть превращена в гражданскую войну пролетариата против собственного правительства, и если победа будет за пролетариатом, то их обязанностью будет вести революционную войну за освобождение масс по всей Европе. Таким образом, Ленин остался представителем радикального крыла Российской социал-демократической рабочей партии. Впоследствии Ленин организует протесты в Петрограде.

### Экономические и социальные изменения в России в начале XX века
Элементарная теория собственности, по мнению многих крестьян, заключалась в том, что земля должна принадлежать тем, кто её обрабатывает. В то же время значительная часть сельскохозяйственной земли принадлежала помещикам и дворянам, составлявшим небольшую долю в населении России. Население Российской империи между 1897 и 1914 годом увеличилось с 128 до 175 миллионов человек, рост составил таким образом более 40 миллионов человек, менее чем за 20 лет. Основной прирост населения давали именно крестьяне. Значительное увеличение численности крестьянства, при сохранении того же количества земли в их пользовании приводили к обезземеливанию крестьянства, что приводило к социальной напряжённости в деревне, требований передела земли в пользу крестьян. Крестьяне массово мигрируют в города, пополняя ряды беднейшего пролетариата.
У городских рабочих также были веские причины для недовольства: переполненное жильё с часто плачевными санитарными условиями, долгие часы на работе (накануне войны рабочий день был 10 часов, шесть дней в неделю, к 1916 году в среднем, он увеличился до 11-12 часов в день), постоянный риск травм и смерти от очень малого уровня безопасности и санитарно-гигиенических условий, жёсткая дисциплина (не только правила и штрафы, но и битьё) и недостаточная заработная плата (ещё ниже после 1914 года, военного времени, также наблюдалось увеличение цен и стоимости услуг). Жившие в городах рабочие подвергались пропаганде со стороны социалистических партий.
Быстрая индустриализация России привела к переполнению городских трущоб и плохим условиям для городских промышленных рабочих. Между 1890 и 1910 годами, население столицы, Санкт-Петербурга, увеличилось с 1 033 600 до 1 905 600, в Москве аналогично испытывался значительный рост населения. Это создало новый «пролетариат», который вероятно в связи с ростом населения в городах организовывал там протесты и забастовки. В 1904 году было установлено, что в каждой квартире в Санкт-Петербурге, в среднем проживает шестнадцать человек, по шесть в комнате. В квартирах не было проточной воды, а груды человеческих отходов представляли угрозу для здоровья рабочих. Плохие условия только усугубляли ситуацию, и незадолго до Первой мировой войны быстро увеличивается число случаев нарушения общественного порядка.
Революция 1905—1907 года не разрешила социальные противоречия в стране. Подавление революции в 1907 году и последующий годы реакции, обострили социальные противоречия до предела. Несмотря на учреждение Государственной Думы, политическое представительство, пользующихся широкой поддержкой населения, левых партий (эсеров, социал-демократов) в 3-й и 4-й Думе оставалось крайне слабым, ввиду новой избирательной системы, не предполагавший равенство всех избирателей и давшей значительное преимущество крупным землевладельцам и городским жителям. Рабочие и крестьяне фактически лишились представительства в Госдуме. Дума по политическому спектру была правой, в ней было значительное представительство либералов и монархистов.
Катализатором революционной ситуации стала Первая мировая война. Тяжёлые потери, нужда, обусловленная военным временем, огромная масса мобилизованного населения крайне негативно сказывалась на ситуации в стране. В 1916 году в Средней Азии вспыхнуло крупнейшее восстание местных народов против царского правительства, вызванное мобилизацией местного населения на тыловые работы.
К началу Февральской революции действовавшая на тот момент Госдума IV созыва фактически превратилась в основной центр оппозиции царскому правительству. Умеренное либеральное большинство Думы ещё в 1915 году объединилось в Прогрессивный блок, открыто противостоявший царю; ядром парламентской коалиции стали партии кадетов (лидер П. Н. Милюков) и октябристов.
Основным требованием Думы стало введение в России ответственного министерства, то есть правительства, назначаемого Думой и ответственного перед Думой. На практике это означало трансформацию государственного строя из самодержавного в конституционную монархию по образцу Великобритании.
К концу 1916 года высшая государственная власть оказалась дискредитирована цепью скандалов вокруг Г. Е. Распутина и его окружения. Возмущение распутинщиной достигло уже российских вооружённых сил — как офицерства, так и нижних чинов. Роковые ошибки царя в сочетании с потерей доверия к царской власти привели её к политической изоляции, а наличие активной оппозиции создало благоприятную почву для политической революции. Широко распространились слухи об измене, проникшей на вершину власти; главной предательницей общественное мнение считало императрицу Александру Фёдоровну. Не менее популярными были и слухи об интимной связи императрицы и Распутина.
«Глупость или измена?» — таким вопросом П. Н. Милюков характеризовал ситуацию 1 (14) ноября 1916 года в своей знаменитой речи на заседании Государственной думы. Знаменитая речь лидера партии кадетов — авангарда объединённой оппозиции царю и его правительству — знаменовала собой переход парламентской оппозиции (Прогрессивный блок) в решающее наступление на царя и его политический курс.
Начиная с осени 1916 года, в оппозицию к Николаю II встали уже не только левые радикалы и либеральная Госдума, но даже ближайшие родственники самого царя — великие князья. Их демарши вошли в историю как «великокняжеская фронда». Общим требованием великих князей стало отстранение от управления страной Распутина и царицы-немки и введение ответственного министерства. Особенно радикальными для великого князя взглядами отличался Николай Михайлович. Исследователь С. В. Куликов называет его ядром «кристаллизации» фронды. Среди других членов императорской фамилии, открыто сочувствовавших либеральным идеям, исследователь называет также великого князя Александра Михайловича и других.
По мнению американского историка Ричарда Пайпса:

К концу 1916 года все политические партии и группировки объединились в оппозицию к монархии. Впрочем, это было их единственной точкой соприкосновения — ни в чём другом они не сходились. Крайне левых не устраивало что-либо меньшее, чем радикальное преобразование политического, социального и экономического устройства России. Либералы и либерал-консерваторы удовольствовались бы парламентской демократией. И те, и другие, при всём их различии, вели речь об институтах власти. Крайне правые, теперь тоже примкнувшие к оппозиции, напротив, сосредоточили внимание на личностях политических деятелей. По их мнению, в российском кризисе повинен был не сам режим, а люди, стоявшие у кормила власти, а именно императрица-немка и Распутин. И сто́ит убрать их с политической арены, считали они, как всё пойдёт хорошо.

### Ключевые структуры в 1917 году
- Политические партии России в 1917 году.

Политические партии в России были легализованы Николаем II после революции 1905 года. После Февральской революции 1917 года происходит разгром правомонархических движений, в политической жизни страны начинают доминировать либералы и социалисты, которых в течение 1917 года оттесняет радикальное крыло социал-демократии — большевики. По сравнению с другими социалистами большевики имели ряд особенностей, в первую очередь — жёсткую централизованную организацию, основанную на разработанных Лениным доктринах «демократического централизма», «авангарда рабочего класса» и «привнесения сознания». Анализ образовательного, возрастного, социального и национального состава делегатов съездов РСДРП(б) и большевистской фракции Учредительного собрания показывает относительно низкий уровень образования, средний возраст большевиков в 1917 году составлял 30-35 лет, по национальному составу русские представляли собой около 50 % партии, евреи — около 20-25 %, также насчитывалось значительное количество латышей, поляков, грузин и т. д.
- Советы.

Советы впервые появляются в России во время революции 1905 года, фактическим руководителем Петербургского совета становится Л. Д. Троцкий. Система Советов начинает формироваться в 1917 году в ходе Февральской революции, уже с 27 февраля. Весной 1917 года постепенно появляется система Советов по всей стране, в силу стихийности своего формирования носившая хаотичный характер. Всероссийское Совещание Советов, состоявшееся уже в марте 1917 года, начинает процесс оформления разрозненных Советов в единую общероссийскую систему. Общая организация Советов окончательно определяется с созывом I Всероссийского Съезда Советов рабочих и солдатских депутатов, избравшего высший орган Советской власти, действующий между Съездами — ВЦИК. От выборов в Советы уже с самого появления этих органов изолируются представители имущих классов, доминировавшие в Госдуме после «третьеиюньского переворота» («цензовые элементы», «цензовая буржуазия»). В системе Советов представлены преимущественно рабочие, крестьяне и солдаты («революционная демократия»), от имени которых выступают социалисты. С февраля по сентябрь 1917 года в Советах доминируют умеренные социалисты (эсеры и меньшевики), с сентября начинают преобладать радикалы (большевики и левые эсеры, см. Большевизация Советов). В условиях России с её многовековыми сословными традициями формируется разделение на Советы рабочих и солдатских депутатов и Советы крестьянских депутатов, I и II Всероссийские Съезды Советов также проходят раздельно. Выборы разных категорий избирателей проходят непропорционально, искусственно создавая «перекос» в первую очередь, в пользу солдат, во вторую — в пользу рабочих.
С первых дней существования Советов в России формируется двусмысленный режим «двоевластия», в котором ряд учреждений и комиссаров Временного правительства и Советов дублируют друг друга. Радикалы (большевики, левые эсеры, анархисты) выдвигают лозунг уничтожения «двоевластия», роспуска Временного правительства, и передачи всей власти Советам, по выражению Троцкого Л. Д., большевики «всего лишь собирались превратить Советы де-юре в то, чем они и так были де-факто». Умеренные социалисты (эсеры и меньшевики) возражают против этого, считая Временное правительство единственной легитимной властью в стране, и не желая принимать на себя ответственность управления государством. Вместе с тем эсеры и меньшевики требуют введения в состав Временного правительства министров-социалистов в противовес министрам — кадетам («министры-капиталисты»).
- Государственная дума IV созыва.

К началу Февральской революции Госдума уже давно превратилась в оппозиционную царю силу (см. Прогрессивный блок), настойчиво требовавшую от Николая II «ответственного министерства» (правительства, назначаемого Думой, и ответственного перед Думой). Будущий состав Временного правительства в общих чертах был фактически составлен думскими оппозиционерами ещё перед революцией. В ходе февральских событий царь распускает Думу, однако она фактически отказывается распускаться под предлогом «частных собраний», которые формально заседаниями Госдумы не считались. В течение первой половины 1917 года революция полностью выходит из под контроля бывших думских оппозиционеров, быстро теряющих всякое влияние. В сентябре 1917 года министр-председатель Временного правительства Керенский А. Ф. распускает Госдуму, как «контрреволюционную», объявляет Россию республикой, и образует новую конфигурацию органов власти: Директория (временно, до формирования 3-го состава Временного правительства) и Предпарламент в качестве консультативного совещательного органа. Кроме того, усиление Советов превращает лозунг «ответственного министерства» в политический анахронизм, окончательно вымерший с приходом к власти большевиков.
- Временное правительство России.

В последний раз обращаюсь к Вам, горячо любимые мною войска. После отречения моего за себя и за сына моего от престола Российского, власть передана Временному правительству, по почину Государственной Думы возникшему. Да поможет ему Бог вести Россию по пути славы и благоденствия. Да поможет Бог и Вам, доблестные войска, отстоять Россию от злого врага. В продолжении двух с половиной лет Вы несли ежечасно тяжёлую боевую службу, много пролито крови, много сделано усилий, и уже близок час, когда Россия, связанная со своими доблестными союзниками одним общим стремлением к победе, сломит последнее усилие противника. Эта небывалая война должна быть доведена до полной победы.
Кто думает о мире, кто желает его — тот изменник Отечества, его предатель. Знаю, что каждый честный воин так мыслит. Исполняйте же Ваш долг, защищайте доблестную нашу Великую Родину, повинуйтесь Временному правительству, слушайте Ваших начальников, помните, что всякое ослабление порядка службы только на руку врагу.
Твёрдо верю, что не угасла в Ваших сердцах беспредельная любовь к нашей Великой Родине. Да благословит Вас Господь Бог и да ведёт Вас к победе Святой Великомученик и Победоносец Георгий.
8-го марта 1917 г.
Ставка. НИКОЛАЙ.

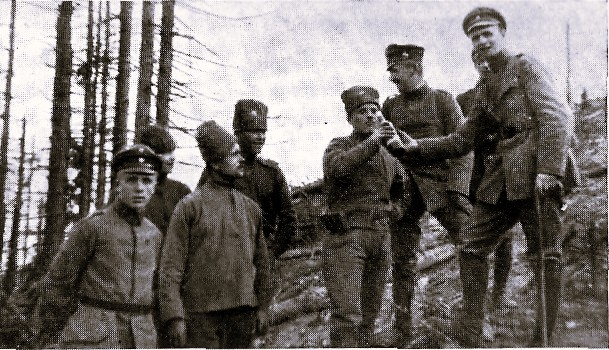
Встреча немцев в ничейной земле

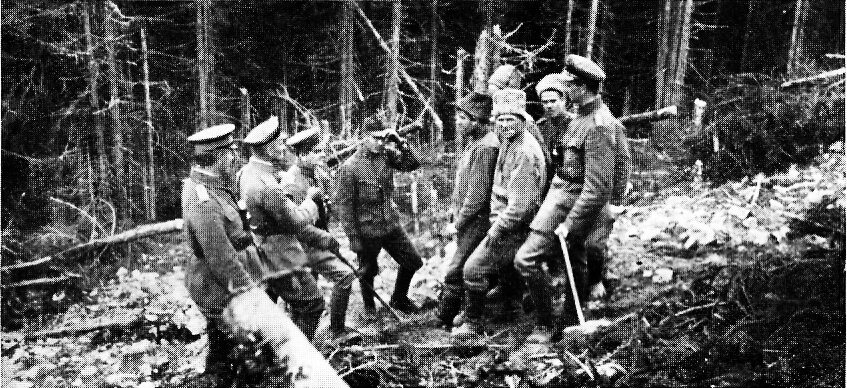
Встреча перед российскими проволочными заграждениями

В ходе Февральской революции Госдума образует под предлогом «водворения порядка в столице» Временный комитет Государственной думы, ставший новым правительством в условиях революционного хаоса и прекращения деятельности царского правительства во главе с князем Голицыным Н. Д. После того, как стало известно об отречении Николая II и об отказе великого князя Михаила Александровича принять власть без соответствующего решения Учредительного собрания, Временный комитет формирует Временное правительство России. Таким образом, Временное правительство позиционировало себя, как единственное законное правительство в стране, сформированное созданной в ходе народных выборов Думой, и существующее только до созыва Учредительного собрания. Кроме того, даже и сам Николай в своём прощальном приказе войскам (впрочем, так и не опубликованном) призвал армию «повиноваться Временному правительству». С другой стороны, у ряда современников вызывал вопросы порядок формирования как Временного правительства, так и предшествовавшего ему Временного комитета Госдумы, который никак не выбирался, и был назначен думскими депутатами в ходе частных совещаний. Кроме того, полномочия самой Госдумы IV созыва истекали в 1917 году.
Нарастание в Петрограде хаоса начинается уже с февраля 1917 года. В ходе революции из тюрем выпускается 10 тыс. чел., причём вместе с политическими заключёнными выпущен и ряд уголовников. Многие революционные солдаты Петроградского гарнизона и кронштадтские матросы выходят из под контроля, и начинают грабежи населения. В ходе революции непопулярная полиция распускается, однако заменившая её «народная милиция» оказывается неспособной эффективно выполнять полицейские функции. Согласно закону о народной милиции, в неё могли набираться даже лица, имевшие судимости и поражённые в правах, в результате чего начальниками милиции на местах иногда становились уголовные преступники, только что бежавшие с каторги. По воспоминаниям исполняющего должность начальника контрразведки Петроградского военного округа капитана Никитина Б. В., «[агенты контрразведки] часто возвращаются с пустыми руками и в недоумении докладывают, что в участках милиции сразу же наталкиваются на бежавших арестантов, исполняющих там должностные обязанности. Нередко старшие чины контрразведки в милиционерах, стоящих на улицах, тоже узнают своих старых клиентов». Генерал Деникин А. И. называет народную милицию Временного правительства «даже не суррогатом полиции, а её карикатурой». Вместе с тем, милиционером не могли стать лица, состоящие под следствием и судом по обвинению в преступлении, несостоятельные должники, состоящие под опекой за расточительство, содержатели домов терпимости.
Параллельно возникают ряд вооружённых отрядов, неконтролируемых центральным руководством — «рабочая милиция», «Красная гвардия». Французский посол в Петрограде Морис Палеолог характеризует Красную гвардию, как «сборище деклассированных и апашей».
В ходе революции Временное правительство отправляет в отставку всех губернаторов. Однако, когда князя Львова, возглавившего первый состав правительства, попросили назначить новых губернаторов, он заявил, что «Это — вопрос старой психологии. Временное Правительство сместило старых губернаторов и назначать никого не будет. На местах выберут. Такие вопросы должны разрешаться не из центра, а самим населением… Мы все бесконечно счастливы, что нам удалось дожить до этого великого момента, что мы можем творить новую жизнь народа — не для народа, а вместе с народом… Будущее принадлежит народу, выявившему в эти исторические дни свой гений. Какое великое счастье жить в эти великие дни!..»
Ряд современников описывают первого премьер-министра Временного правительства князя Львова, как слабого и нерешительного политика. Ричард Пайпс описывает его, как «спокойного и безвредного». Вместе с тем буквально с первых дней революции происходит усиление думского депутата-социалиста Керенского А. Ф., которого французский посол в Петрограде Морис Палеолог характеризует следующим образом: «Молодой депутат Керенский, создавший себе, как адвокат, репутацию на политических процессах, оказывается наиболее деятельным и наиболее решительным из организаторов нового режима». Керенский оказывается сразу в двух противостоящих друг другу учреждениях: в первом составе Временного правительства в качестве министра юстиции, и в Петросовете в качестве товарища (заместителя) председателя.
В течение своего существования Временное правительство успевает пережить три правительственных кризиса: апрельский (вызван нотой министра иностранных дел Милюкова о войне до победного конца), июльский (вызванный июльскими беспорядками в Петрограде, переговорами с Украиной об автономии, требованиями Финляндии предоставить ей независимость), и августовский (выступление Корнилова). По итогам апрельского кризиса Керенский становится военным министром, июльского — министром-председателем (одновременно оставаясь военным министром), по итогам августовского — делает попытку концентрации власти в своих руках (назначение себя Верховным Главнокомандующим, формирование Директории и т. д.).
Нерешительность и слабость Временного правительства накладывается на продолжающуюся при нём деградацию экономики: так и не прекратившуюся гиперинфляцию, взрывной рост государственного долга, формирование «чёрного рынка», провал попыток организовать продразвёрстку. Широкое участие меньшевиков в работе Временного правительства приводит к снижению их популярности; на выборах в Учредительное собрание меньшевики набирают всего 3 % голосов, львиная доля которых представлена Грузией. Дополнительным поводом для критики становится крайнее затягивание выборов в Учредительное собрание; после долгих проволочек эти выборы назначаются только на 12 ноября.
- Русская православная церковь

Святейший правительствующий Синод верным чадам Православной Российской Церкви.
Благодать вам и мир да умножится (2 Пет. 1: 2).
Свершилась воля Божия. Россия вступила на путь новой государственной жизни. Да благословит Господь нашу великую Родину счастьем и славой на её новом пути.
Возлюбленные чада святой Православной Церкви!
Временное правительство вступило в управление страной в тяжкую историческую минуту. Враг ещё стоит на нашей земле, и славной нашей армии предстоят в ближайшем будущем великие усилия. В такое время все верные сыны Родины должны проникнуться общим воодушевлением.
Ради миллионов лучших жизней, сложенных на поле брани, ради бесчисленных денежных средств, затраченных Россиею на защиту от врага, ради многих жертв, принесённых для завоевания гражданской свободы, ради спасения ваших собственных семейств, ради счастья Родины оставьте в это великое историческое время всякие распри и несогласия, объединитесь в братской любви на благо Родины, доверьтесь Временному правительству; все вместе и каждый в отдельности приложите все усилия, чтобы трудами и подвигами, молитвою и повиновением облегчить ему великое дело водворения новых начал государственной жизни и общим разумом вывести Россию на путь истинной свободы, счастья и славы.
Святейший Синод усердно молит Всемилостивого Господа, да благословит Он труды и начинания Временного правительства, да даёт ему силу, крепость и мудрость, а подчинённых ему сынов великой Российской державы да управит на путь братской любви, славной защиты Родины от врага и безмятежного мирного устроения.

Смиренный Владимир, митрополит Киевский

Смиренный Макарий, митрополит Московский

Смиренный Сергий, архиепископ Финляндский

Смиренный Тихон, архиепископ Литовский

Смиренный Арсений, архиепископ Новгородский

Смиренный Михаил, архиепископ Гродненский

Смиренный Иоаким, архиепископ Нижегородский

Смиренный Василий, архиепископ Черниговский

Протопресвитер Александр Дернов

Реакция РПЦ на Февральскую революцию была сложной. Последние годы существования монархии настроили ряд высших иерархов Церкви негативно по отношению к личности Григория Распутина, который неоднократно лично вмешивался в назначения синодального обер-прокурора и епископов. Уже во время революции начинаются увольнения бывших назначенцев Распутина. В целом, Церковь приходит к выводу, что, раз уж царь отрёкся от престола, а великий князь Михаил Александрович признал Временное правительство, то и Церкви тоже стоит его признать. 7 марта 1917 года РПЦ вносит изменения в текст присяги для лиц христианских исповеданий, убрав из него упоминание царя, и добавив обязательство «служить Временному правительству», 9 марта Синод выпустил послание «К верным чадам Православной Российской Церкви по поводу переживаемых ныне событий», также признавшее Временное правительство. В целом, позиция Церкви в какой-то степени выбила почву из-под ног правомонархических движений, лишив их идеологической поддержки. Вместе с тем определённая часть как священства, так и паствы воспринимают ситуацию в стране, как «междуцарствие».
РПЦ видит в падении монархии удобный предлог наконец перейти от введённого ещё Петром I синодального контроля к патриаршему устройству. С апреля 1917 года начинается подготовка к созыву Поместного собора, который современники воспринимали, как «церковный аналог Учредительного собрания». Церковь впервые начинает требовать созыва Собора ещё во время революции 1905 года, однако Николай II, пока находился у власти, блокировал все эти требования.
Собор открывается в августе 1917 года, немедленно начав обсуждать вопрос о переходе от синодального устройства к патриаршему. Октябрьское вооружённое восстание 1917 года в Петрограде окончило колебания духовенства, подтолкнув его принять решение о восстановлении патриаршества; по выражению епископа Астраханского Митрофана, «Россия горит, всё гибнет. И разве можно теперь долго рассуждать, что нам нужно орудие для собирания, для объединения Руси? Когда идёт война, нужен единый вождь».
Первый конфликт Церкви с новой властью, судя по всему, произошёл уже в ноябре 1917 года, и был связан с арестом в числе других министров Временного правительства, также и министра исповеданий Карташёва А. В.. Карташёв был освобождён только в феврале 1918 года под обещание «не бороться против Советской власти». 24 ноября 1917 года Поместный собор потребовал от большевиков его освобождения, заявив, что

В Петропавловской крепости вместе с другими членами Временного Правительства доныне находится в заключении Министр Исповеданий А. В. Карташёв. Государственная деятельность его за 7 месяцев пребывания его в составе Правительства протекла на глазах всего русского общества и запечатлена была неизменною верностью тем началам, которые положены в основу нового государственного строя России. А. В. Карташёв вышел из простой крестьянской семьи и никогда не стремился к широкой общественной или государственной деятельности. Привлечение его к участию в составе Правительства было для него неожиданным и до некоторой степени случайным, так как только уступая настойчивым просьбам общественных деятелей, стоявших у власти в первые дни революции, он согласился вступить в состав Правительства сначала на правах Товарища Обер-Прокурора, затем Обер-Прокурора и, наконец, Министра Исповеданий. Для Православной Церкви деятельность А. В. Карташёва была в высшей степени благотворною и отмечена неизменно сочувственным его отношением ко всем её нуждам. При его, между прочим, деятельном участии мог состояться тот Церковный Собор, о котором давно мечтали лучшие сыны Церкви Христовой, и которого не могла дать Церкви власть старого порядка. Выражая твёрдую уверенность, что в деятельности А. В. Карташёва не было ничего, что могло бы явиться предметом общественного суда и запятнать его доброе имя, и имея в виду, что многие товарищи его по комитету, одинаково ответственные за деятельность Правительства в его целом, давно уже получили свободу. Всероссийский Церковный Собор настаивает на незамедлительном освобождении А. В. Карташёва из Петропавловской крепости.

Декрет о земле 1917 года привёл к конфискации и распределению между крестьянами в том числе и церковных земель, дошедших в России до 300 тыс. гектаров. 11 декабря все церковные школы были переданы в подчинение Наркомпроса, 18 декабря регистрация актов гражданского состояния передана от Церкви к светским властям, незаконнорождённые уравнены в правах. Однако в целом Церковь никак на эти шаги не отреагировала.
В декабре 1917 года Собор принимает документ «О правовом положении Российской православной церкви», потребовавший, в том числе, чтобы «глава Российского Государства, Министр Исповеданий и Министр Народного Просвещения и Товарищи их должны быть православными» в то время, как все большевистские лидеры считали себя атеистами.
Параллельно в Тобольске, где в это время находилась в ссылке царская семья, разгорается конфликт вокруг епископа Тобольского и Сибирского Гермогена. Уже 25 декабря 1917 года в Покровском храме диакон Евдокимов в присутствии царской семьи провозгласил им «многая лета», обратившись к ним с использованием полных титулов, от «государя императора», до «великих княжон». После этого он был арестован, причём настоятель храма протоиерей Васильев заявил на допросе, что не признаёт власти советов «рачьих и собачьих депутатов», а сам Евдокимов, что «придёт скоро защита царская, погодите ещё немного, получите своё сполна». Несмотря на произошедший в 1912 году острый конфликт с Григорием Распутиным (в частности, Гермоген назвал Распутина «мошенником и развратником»), и с царём лично, епископ Гермоген в ответ на происшествие заявил большевикам, что «Россия юридически не есть республика, никто Её таковой не объявлял и объявить не правомочен, кроме предполагаемого Учредительного Собрания… в действиях причта Покровского храма ничего предосудительного не усмотрел и не вижу». Самих же арестованных Гермоген смог вытащить из-под ареста, и отправить в монастырь.
Сам Николай комментирует этот конфликт записью в своём дневнике:

Узнали с негодованием, что нашего доброго о. Алексея привлекают к следствию и он сидит под домашним арестом. Это случилось потому, что за молебном диакон помянул нас с титулом, в церкве было много стрелков 2-го полка, как всегда, оттуда и загорелся сыр-бор.

Деятельность епископа Гермогена приводит к усиленным подозрениям в предполагаемой организации им побега царя из Тобольска, и связях с белогвардейской тобольской организацией «Союз фронтовиков» во главе с бывшим царским штабс-капитаном Василием Лепилиным. По ходившим в городе слухам, Гермоген якобы даже подготовил для побега шхуну «Святая Мария», стоящую на причале на Иртыше. Некоторые источники даже приписывают ему инициативу ссылки царя именно в Тобольск. В апреле 1918 года большевики арестовывают епископа, и расстреливают его в июне.
С открытием 20 января 1918 года второй сессии Поместного собора начинается обострение отношений новой власти с Церковью, в первую очередь — вокруг декрета «об отделении церкви от государства и школы от церкви», в том числе объявившего имущество церкви «народным достоянием».
Принятие декрета проходит на фоне ряда эксцессов на местах. Так, в Петрограде 13-21 января большевики попытались реквизировать помещения Александро-Невской Лавры; в ходе столкновений революционных матросов с верующими погиб протоиерей Скипетров П. И.. 25 января, после взятия Киева войсками левого эсера Муравьёва М. А., погиб митрополит Киевский и Галицкий Владимир, в порядке самосуда убитый революционными матросами с целью грабежа.

19 января патриарх Тихон в своём воззвании осудил «безумцев, творящих кровавые расправы», хотя в тексте большевики и не упоминались прямо. Поместный Собор в своих постановлениях от 25 и 27 января резко осудил Декрет, заявив, в том числе, что «…люди, ставшие у власти и назвавшие себя народными комиссарами, сами чуждые христианской, а некоторые из них и всякой веры, издали декрет (закон), названный „о свободе совести“, а на самом деле устанавливающий полное насилие над совестью верующих».
В феврале 1918 года происходят очередные эксцессы, на этот раз в Омске. 2 февраля большевики, в соответствии с Декретом, попытались реквизировать часть церковного имущества, потребовав от епископа Омского и Павлодарского Сильвестра передать в их распоряжение здания Духовной консистории и Архиерейский дом. Слухи сильно преувеличили предъявленные требования; так, в них говорилось, что большевики якобы собрались реквизировать Омский кафедральный собор для устройства в нём лазарета.
Епископ Сильвестр в знак протеста организовывает 4 февраля демонстративный крестный ход, распространяются воззвания о том, что якобы «Омский Совет Народных Комиссаров решил, согласно декрету из Петрограда, изданного под председательством Иоселя Абрамовича Троцкого — Бронштейна, отобрать Омский кафедральный собор и ваш Омский Никольский казачий собор». На самом деле Троцкий, на тот момент бывший наркомом иностранных дел, к Декрету «Об отделении церкви от государства и школы от церкви» никакого отношения не имел, и его подписи на Декрете не значится.
В ночь с 5 на 6 февраля 1918 года красногвардейцы арестовывают епископа, причём его эконом Цикура был убит. Инцидент приводит к массовым беспорядкам в Омске; патриарх Тихон фактически становится на сторону епископа Сильвестра, 12 апреля произведя его в архиепископы.
По данным исследователя Ричарда Пайпса, в общей сложности в период с февраля по май 1918 года в подобных столкновениях с верующими погибает 687 человек. Столкнувшись с подобным сопротивлением, советские власти решили сосредоточиться вместо закрытия церквей на закрытиях монастырей, которые пользовались меньшей поддержкой населения. К 1920 году было закрыто 673 монастыря, вся их собственность, вплоть до свечных заводов, секуляризована в той или иной форме.
Патриарх Тихон окончательно отказывается от принципа невмешательства Церкви в дела государства в марте 1918 года, выступив с осуждением Брестского мира. Однако окончательно отношения большевиков с патриархом портятся 26 октября 1918 года, когда он выступает с обращением к Совнаркому, крайне резко высказавшись против введения «красного террора»; после подобного обращения патриарх был заключён под домашний арест.

## Основные события

### Февральская революция
| Восстание Петроградского гарнизона, февраль 1917 года | Восстание Петроградского гарнизона, февраль 1917 года |
| Время                                                 | Восставших солдат                                     |
| ----------------------------------------------------- | ----------------------------------------------------- |
| Утро 27 февраля                                       | 10 тыс.                                               |
| День 27 февраля                                       | 26 тыс.                                               |
| Вечер 27 февраля                                      | 67 тыс.                                               |
| 28 февраля                                            | 127 тыс.                                              |
| 1 марта                                               | 170 тыс.                                              |

Спиридович А. И. так описывает атмосферу в предреволюционном Петрограде, 20 февраля 1917 года:
| Повидав кое-кого из Охранного Отделения понял, что они смотрели на положение дел — безнадёжно. Надвигается катастрофа, а министр видимо не понимает обстановки и должные меры не принимаются. Будет беда. Убийство Распутина положило начало какому-то хаосу, какой-то анархии. Все ждут какого-то переворота. Кто его сделает, где, как, когда — никто ничего не знает. А все говорят и все ждут. Попав же на квартиру одного приятеля, серьёзного информатора, знающего всё и вся, соприкасающегося и с политическими общественными кругами, и с прессой и миром охраны, получил как бы синтез об общем натиске на правительство, на Верховную Власть. Царицу ненавидят, Государя больше не хотят. За пять месяцев моего отсутствия как бы всё переродилось. Об уходе Государя говорили как бы о смене неугодного министра. О том, что скоро убьют Царицу и Вырубову говорили так же просто, как о какой-то госпитальной операции. Называли офицеров, которые, якобы, готовы на выступление, называли некоторые полки, говорили о заговоре Великих Князей, чуть не все называли В. К. Михаила Александровича будущим Регентом. |

23 февраля (8 марта) 1917 года в Петрограде начинаются демонстрации женщин — работниц Невской ниточной мануфактуры, требовавших устранить перебои в снабжении Петрограда хлебом, и вернуть с фронта мужей. Судя по всему, забастовка возникла стихийно; большевик Каюров В. Н., непосредственно курировавший эту мануфактуру, в своих воспоминаниях сообщает, что 22 февраля «посоветовал» воздержаться от забастовки, так как для неё «не было повода». К демонстрациям присоединяются рабочие Путиловского завода, 22 февраля все поголовно в составе 36 тыс. чел. уволенные за забастовку. Толпа заполняет Сампсониевский проспект. Благодаря «снятию» соседних фабрик и заводов забастовка разрастается, к 24 февраля — до 170 тыс. рабочих, к 28 февраля — до 240 тыс.
24 февраля командующий Петроградским военным округом генерал Хабалов С. С. заявляет, что «За последние дни отпуск муки в пекарни для выпечки хлеба в Петрограде производится в том же объёме, что и прежде. Недостатка хлеба в продаже не должно быть. Если же в некоторых лавках хлеба иным не хватило, то потому, что многие, опасаясь недостатка хлеба, покупали его в запас на сухари. Ржаная мука имеется в Петрограде в достаточном количестве. Подвоз этой муки идёт непрерывно». Однако после этого демонстрации на убыль не пошли: на Невском проспекте, Литейном проспекте, Садовой улице и Знаменской площади появляются огромные толпы, в 12 часов дня петроградский градоначальник Балк сообщает генералу Хабалову, что полиция «не в состоянии остановить движение и скопление народа».
По всей видимости, первой жертвой революции становится пристав Крылов, убитый казаком 25 февраля в три часа дня при попытке разогнать революционную толпу, собравшуюся на Знаменской площади на большой митинг у памятника Александру III. Исследователь Г. Катков указывает, что пристав Крылов пытался протолкаться сквозь толпу, чтобы сорвать красный флаг, однако казак нанёс ему несколько сабельных ударов, а демонстранты добили Крылова лопатой. Катков также указывает, что в Крылова стреляли из казачьей винтовки, однако при вскрытии огнестрельных ранений не обнаружено. Судя по донесению генерала Хабалова царю, отправленному 25 февраля в 17:30, в тот же день, помимо пристава Крылова, ещё «четыре чина полиции получили неопасные поранения", и также «утром полицмейстеру Выборгского района сломали руку и нанесли в голову рану тупым орудием».
На Выборгской стороне появляются баррикады из телеграфных столбов и трамвайных вагонов. В тот же день генерал Хабалов получает приказ царя «незамедлительно прекратить беспорядки, недопустимые в тяжёлое время войны с Германией и Австрией». Руководствуясь этим приказом, генерал Хабалов требует от рабочих в срок до 28 февраля окончить забастовки, угрожая в противном случае отправкой их на фронт. В ночь с 25 на 26 февраля полиция проводит массовые аресты социалистов, до ста человек, но на события это никак не повлияло.
25 февраля в 22:00 генерал Хабалов отдаёт приказ:

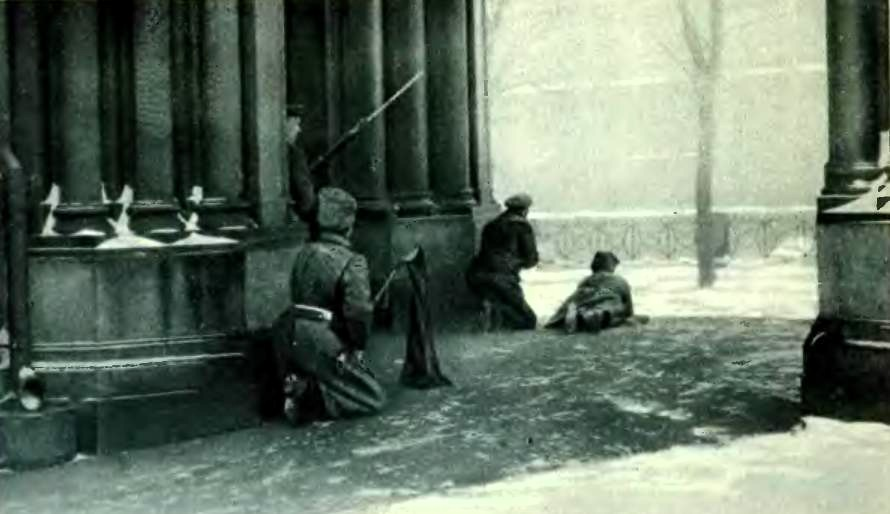
Уличные бои в Петрограде, февраль 1917 года

| Господа! Государь приказал завтра же прекратить беспорядки. Вот последнее средство, оно должно быть применено… Поэтому, если толпа малая, если она не агрессивная, не с флагами, то вам в каждом участке дан кавалерийский отряд, — пользуйтесь кавалерией и разгоняйте толпу. Раз толпа агрессивная, с флагами, то действуйте по уставу, то есть предупреждайте троекратным сигналом, а после троекратного сигнала — открывайте огонь. |

26 февраля взбунтовалась 4-я рота запасного батальона лейб-гвардии Павловского полка, участвовавшего в разгонах демонстраций. Произошла перестрелка солдат Павловского полка с полицией, и с собственными офицерами. Бунт был подавлен силами Преображенского полка. Комендант Петропавловской крепости отказывается принять всех участвовавших в мятеже солдат, заявив, что у него недостаточно места (численность роты составляла 1500 человек, а всего полка — 17 700 человек, что по численности соответствовало дивизии). Арестованы только 19 зачинщиков. Из числа солдат полка 21 человек дезертировали с оружием в руках.
В тот же день, 26 февраля, царское правительство собирается на заседание, на котором обсуждает сложившуюся в столице ситуацию, и постановляет ввести в Петрограде осадное положение. Однако властям не удалось даже расклеить в городе уведомления об осадном положении, так как они немедленно срывались революционерами. Вечером 26 февраля председатель Госдумы Родзянко М. В. получает царский указ о роспуске Госдумы с 26 февраля; указ официально опубликовывается 27 февраля.

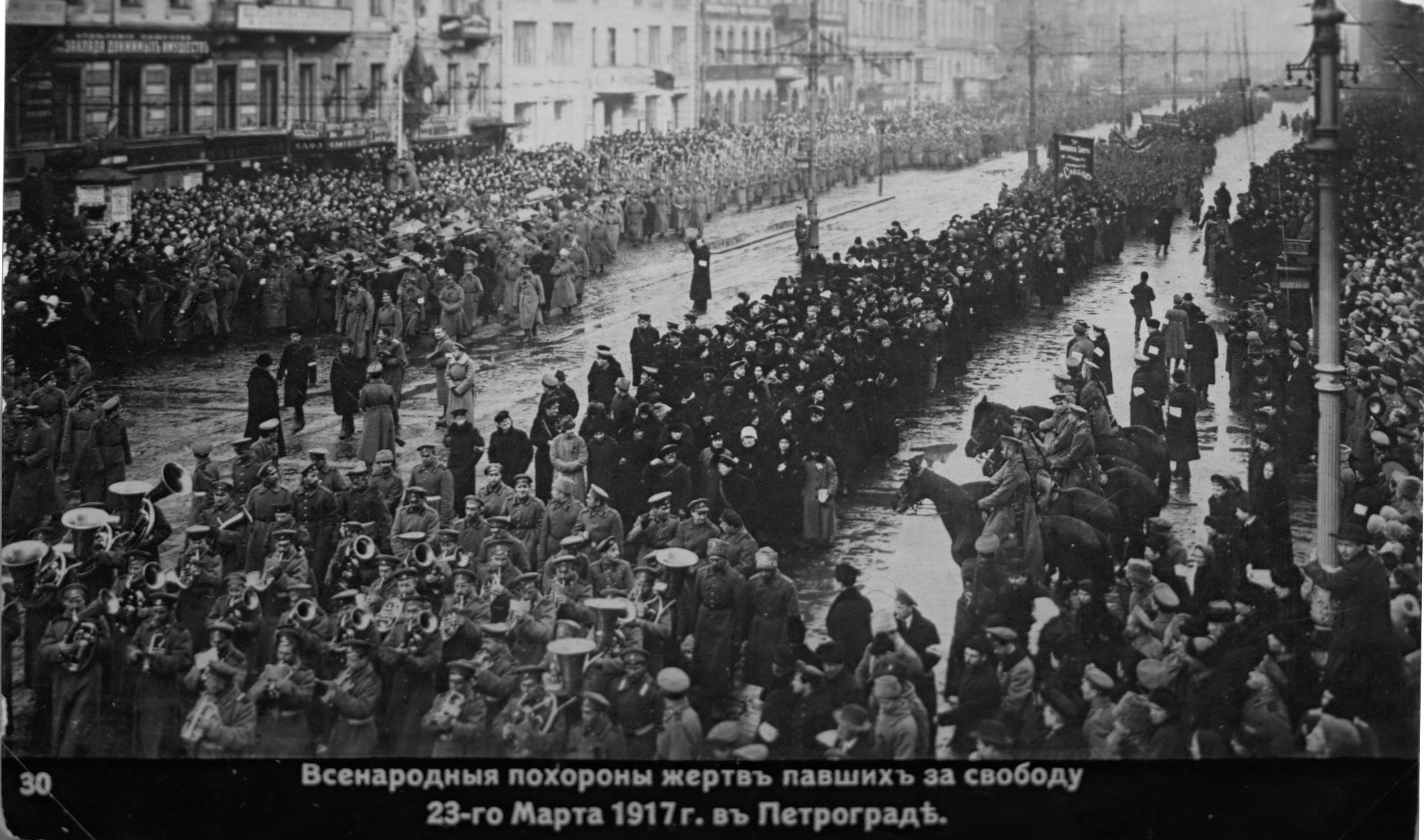
«Всенародные похороны жертв, павших за свободу» 23 марта 1917 года, Петроград. Погибшие в ходе Февральской революции были похоронены на Марсовом поле

27 февраля взбунтовалась также участвовавшая в разгонах учебная команда запасного батальона лейб-гвардии Волынского полка. Во время разгонов демонстраций эта команда находилась под мощным давлением рабочих, в том числе женщин, уговаривавших «не стрелять в своих». Основным «зачинщиком» бунта фактически стал унтер-офицер (сержант), старший фельдфебель Кирпичников Т. И., отозванный в Петроград с фронта после ранения. По словам самого Кирпичникова, «Публика окружила нас сзади, идущие на нас кричат: „Солдатики, не стреляйте“… Я в то время, что называется, обалдел. Думаю: стрелять — погиб, не стрелять — погиб». Взбунтовавшаяся учебная команда убивает своего командира, капитана Лашкевича; бунт распространяется на весь полк, восставшие солдаты по образцу бастующих рабочих начинают «снимать» соседние части, вынуждая их также присоединиться к восстанию: Преображенский полк, Литовский полк, Сапёрный батальон и др. Толпа революционных солдат Волынского, Преображенского и Литовского полков продвигается по Кирочной улице, разгромив казармы жандармского дивизиона и школу прапорщиков инженерных войск.
Популярная легенда утверждает, что фельдфебель Кирпичников предположительно лично убил собственного командира, штабс-капитана Лашкевича. Сам же Кирпичников в своих воспоминаниях утверждал, что Лашкевич был убит выстрелом неизвестного солдата с чердака. Как указывает исследователь Г. Катков, «командир внезапно широко раскинул руки и упал лицом в снег во дворе казармы. Он был убит метко пущенной случайной пулей!».
Происходят перестрелки в расположении Московского полка. К полудню восставшие подавляют сопротивление 4-й роты этого полка, пытавшейся блокировать пулемётами Литейный мост. Революционная толпа громит полицейские участки, берёт штурмом тюрьму «Кресты», и освобождает арестованных. Подожжено здание Окружного суда на Литейном проспекте. Прибывшие на тушение пожарные заблокированы толпой.
Как указывает исследователь Г. Катков, сопротивление революционерам также попытался оказать Самокатный батальон, располагавшийся на Сампсониевском проспекте. Командир батальона полковник Балкашин прекратил сопротивление утром 28 февраля под угрозой разрушения своих казарм артиллерией и попытался обратиться к революционной толпе, но был убит.
27 февраля премьер-министр князь Голицын Н. Д. обращается к царю с прошением об отставке, роспуске правительства и назначении «ответственного министерства» однако она царём не принимается со словами «относительно перемены в личном составе при данных обстоятельствах считаю их недопустимыми». Правительство отправляет в отставку министра внутренних дел Протопопова, как вызывавшего особое раздражение восставших. Военный министр генерал Беляев М. А. обнаруживает, что командующий войсковой охраной и гвардейскими запасными частями Петрограда генерал Чебыкин с января находится в отпуске по болезни, а заменивший его полковник Павленков также заболел. Генерал Беляев заменяет полковника Павленкова на полковника Михайличенко, кроме того, собирается заменить генерала Хабалова, как «проявившего растерянность», на генерала Занкевича.
По оценке Спиридовича А. И.,
|  | Беляев лишь теперь, благодаря военным бунтам, понявший, что происходит нечто серьёзное, поехал в градоначальство, где был как бы штаб Хабалова. Там царили сутолока и растерянность. Командир всех запасных батальонов полковник Павленков объявился больным. Его должен был заменить Московского полка полковник Михайличенко. Беляев впервые увидел воочию, что нет начальника, который бы фактически командовал войсками. Только теперь военный министр увидел то, что уехавший в отпуск генерал Чебыкин не был заменён соответствующим старшим начальником! |

В течение нескольких дней мятеж распространяется практически на весь Петроградский гарнизон. Толпа солдат и рабочих осаждает, с выражением поддержки, Государственную думу IV созыва, продолжавшую заседать, несмотря на то, что 26 февраля император объявил её распущенной. Правомонархический депутат Шульгин В. В. иронически замечает, что революционные солдаты украли из буфета Таврического дворца все серебряные ложки: «Это было начало: так революционный народ ознаменовал зарю своего освобождения… Пулемётов — вот чего мне хотелось. Ибо я чувствовал, что только язык пулемётов доступен этой уличной толпе и что только он, свинец, может загнать обратно в его берлогу вырвавшегося на свободу страшного зверя… Увы, этот зверь был — его величество русский народ».
Попытка подавить восстание 27 февраля силами отряда полковника Кутепова А. П. в составе до 1 тыс. чел. при 15 пулемётах проваливается; по оценке Спиридовича А. И., отряд Кутепова «рассосался» среди огромной толпы революционных солдат и рабочих. Сам полковник Кутепов сообщил генералу Хабалову, что блокирован на Кирочной и Спасской улицах. Остатки лояльных царю сил численностью до 2 тыс. чел. группируются в Адмиралтействе, откуда впоследствии вынуждены отступить под угрозой обстрела артиллерией Петропавловской крепости. Начинается массовое избиение полицейских, армейские офицеры частью присоединяются к революции, частью разбегаются. По свидетельству очевидца событий, председателя Госдумы Родзянко М. В., «Вспыхнул неожиданно для всех нас такой солдатский бунт, которому подобных я ещё не видел и которые, конечно, не солдаты, а просто взятые от сохи мужики и которые все свои мужицкие требования нашли полезным теперь же заявить. Только слышно было в толпе: „Земли и воли“, „Долой династию“, „Долой Романовых“, „Долой офицеров“, и началось во многих частях избиение офицеров. К этому присоединились рабочие, и анархия дошла до своего апогея».
С 27 февраля начинает отмечаться участие в событиях радикальных партий: большевиков, анархистов и радикальной социал-демократической фракции межрайонцев. Однако лидер межрайонцев Троцкий Л. Д. в это время находился в эмиграции, и вместо него фактическим главой фракции был Юренев К. К.. Восставшие по образцу революции 1905 года образуют Петроградский совет рабочих и солдатских депутатов. Впервые с такой идеей выступает 25 февраля меньшевик-«оборонец» (сторонник продолжения войны) Череванин Ф. А., однако все участники совещания были арестованы полицией.
Совет впоследствии выпускает Приказ № 1. Большинство в первом составе Петросовете принадлежит партиям эсеров и меньшевиков.
С 27 февраля восстание начинает перекидываться на пригороды Петрограда. 27 февраля восстал Первый пулемётный запасной полк в Ораниенбауме, и, убив 12 своих офицеров, выдвинулся в Петроград через Мартышкино, Петергоф и Стрельну, присоединив к себе по дороге ряд частей: батарея тяжёлой артиллерии, школы прапорщиков и т. д. 28 февраля начинается восстание части Царскосельского гарнизона.
1 марта, по ряду свидетельств, на сторону революции переходит двоюродный брат Николая II, великий князь Кирилл Владимирович, с красным бантом на груди приведший к Государственной думе Гвардейский экипаж. Ричард Пайпс сообщает, что к Госдуме явилась даже жандармская рота, прошествовавшая с красными флагами под звуки «Марсельезы», и указывает, что
|  | Резкая перемена настроений части наиболее нелиберального слоя петроградского общества — офицеров правых взглядов, жандармов, полицейских, всего несколько дней назад бывших опорой монархии, можно объяснить только одним — страхом. Шульгин, вращавшийся в гуще событий, был твёрдо уверен, что офицеры, в частности, были парализованы страхом и искали у Думы защиты от взбунтовавшихся солдат. |

Сама Госдума с началом событий оказывается в сложной ситуации; многие думские лидеры, включая и её председателя Родзянко М. В. оказываются застигнуты врасплох революцией, и, на первых порах, опасаются предполагаемой «карательной экспедиции» лояльных царю войск в столицу. С другой стороны, Таврический дворец оказывается осаждён революционной толпой, пришедшей к Думе как к центру оппозиции. В итоге Дума принимает решение, формально подчинившись царскому указу о собственном роспуске, собираться лишь «в порядке частных совещаний», и образовать с 27 февраля Временный комитет «для водворения порядка в столице и для сношений с общественными организациями и учреждениями».
Также 1 марта взбунтовалась Кронштадтская военно-морская база, 3 марта военно-морская база в Гельсингфорсе, начинается массовое истребление морских офицеров. Убиты командующий Балтийским флотом адмирал Непенин А. И., военный губернатор Кронштадта адмирал Вирен Р. Н. и начальник его штаба адмирал Бутаков А. Г.. Ряд исследователей указывают, что львиную долю погибших составили офицеры, убитые «за шпионаж» только из-за немецкого звучания своих фамилий.

2 марта Николай II отрекается от престола в пользу своего младшего брата, великого князя Михаила Александровича. Отречение происходит под давлением генералитета, в первую очередь начальника штаба Ставки генерала Алексеева и командующих фронтами, единогласно ответивших согласием на телеграммы Алексеева о желательности отречения. Троцкий Л. Д. впоследствии ехидно комментирует их действия так: «генералы почтительно приставили семь револьверных дул к вискам обожаемого монарха». Действия высшего генералитета впоследствии становятся поводом для обвинения ряда царских генералов в «масонском заговоре» так называемой «Великой ложи». В любом случае, если такой заговор действительно существовал (что до сих пор является дискуссионным вопросом), мотивы предполагаемых заговорщиков очевидны — спасение монархии через замену императора по образцу дворцовых переворотов XVIII века.

Однако 3 марта отрекается и великий князь Михаил Александрович: представители Госдумы Родзянко, Шульгин, и Керенский заявляют ему, что «не гарантируют безопасность», так что ему в случае принятия престола следует опасаться самосуда со стороны восставших. Присутствовавший при этой беседе депутат Милюков возражает против отказа Михаила Александровича от власти, Керенский «умоляет» великого князя «принести жертву во имя России», и заявляет, что «сейчас резкое недовольство направлено именно против монархии… именно этот вопрос будет причиной кровавого разлада». После откровенного разговора великого князя с председателем Госдумы Родзянко М. В. наедине Родзянко прямо заявляет, что Госдума не может гарантировать Михаилу Александровичу безопасность, и великий князь передаёт вопрос о государственном устройстве России на рассмотрение будущего Учредительного собрания.

#### Деятели Февральской революции (галерея)

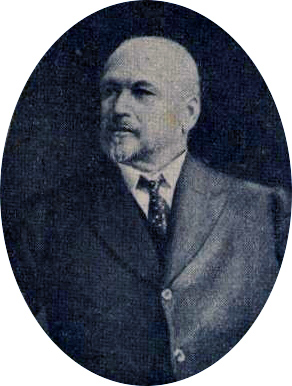
Лидер либеральной центристской партии «октябристов» камергер Родзянко М. В., в начале 1917 года — председатель Госдумы. Убеждённый сторонник конституционной монархии, неоднократно пытался склонить царя к введению в России «ответственного министерства». С началом Февральской революции возглавляет Временный комитет Государственной думы, образованный под предлогом водворения порядка в охваченной революционным хаосом столице. Однако события 1917 года быстро выходят из-под его контроля, уже по крайней мере с апреля 1917 Родзянко полностью теряет влияние на происходящее. С началом Гражданской войны присоединяется к Белому движению
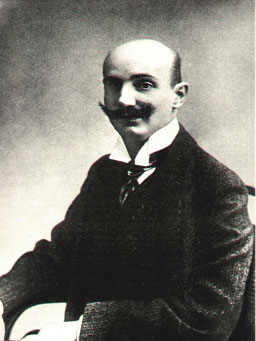
Правомонархический думский депутат Шульгин В. В. Непосредственный свидетель отречения Николая II от престола. По своим политическим убеждениям — антисемит и сторонник конституционной монархии во главе с одним из великих князей, Шульгин принял Февральскую революцию крайне негативно. Как очевидец ряда ключевых событий 1917 года, оставил ценные для историка воспоминания («Годы», «Дни», «Три столицы»). С началом Гражданской войны присоединился к Белому движению
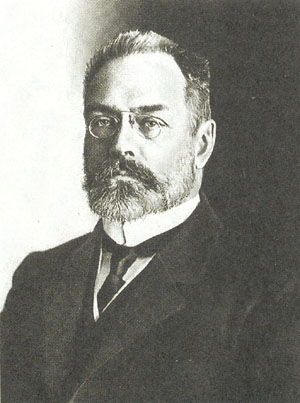
Умеренный думский депутат, деятель центристской партии «октябристов» Гучков А. И. Убеждённый сторонник конституционной монархии, Гучков стал одним из самых известных думских оппозиционеров и ярых противников Григория Распутина. В конце 1916-начале 1917 года пытался организовать смещение Николая II с заменой его на одного из великих князей по образцу дворцовых переворотов XVIII века. Непосредственный свидетель отречения царя от престола. После доставки текста отречения в Петроград пытался провозгласить здравицу в честь «царя Михаила», и едва не был разорван на куски железнодорожными рабочими. Безуспешно пытался бороться с нарастающим распадом армии, уже в апреле 1917 года подал в отставку. С началом Гражданской войны присоединился к Белому движению
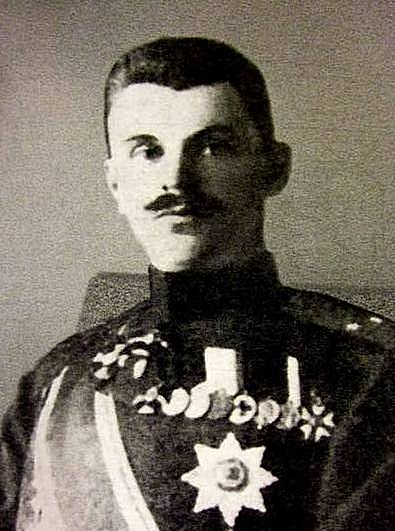
Генерал царской жандармерии Спиридович А. И. Как высокопоставленный сотрудник Охранного отделения, Спиридович имел самую детальную информацию о событиях в стране перед Февральской революцией и во время неё. Оставил первую серьёзную работу по истории революции, «Великая война и Февральская революция»
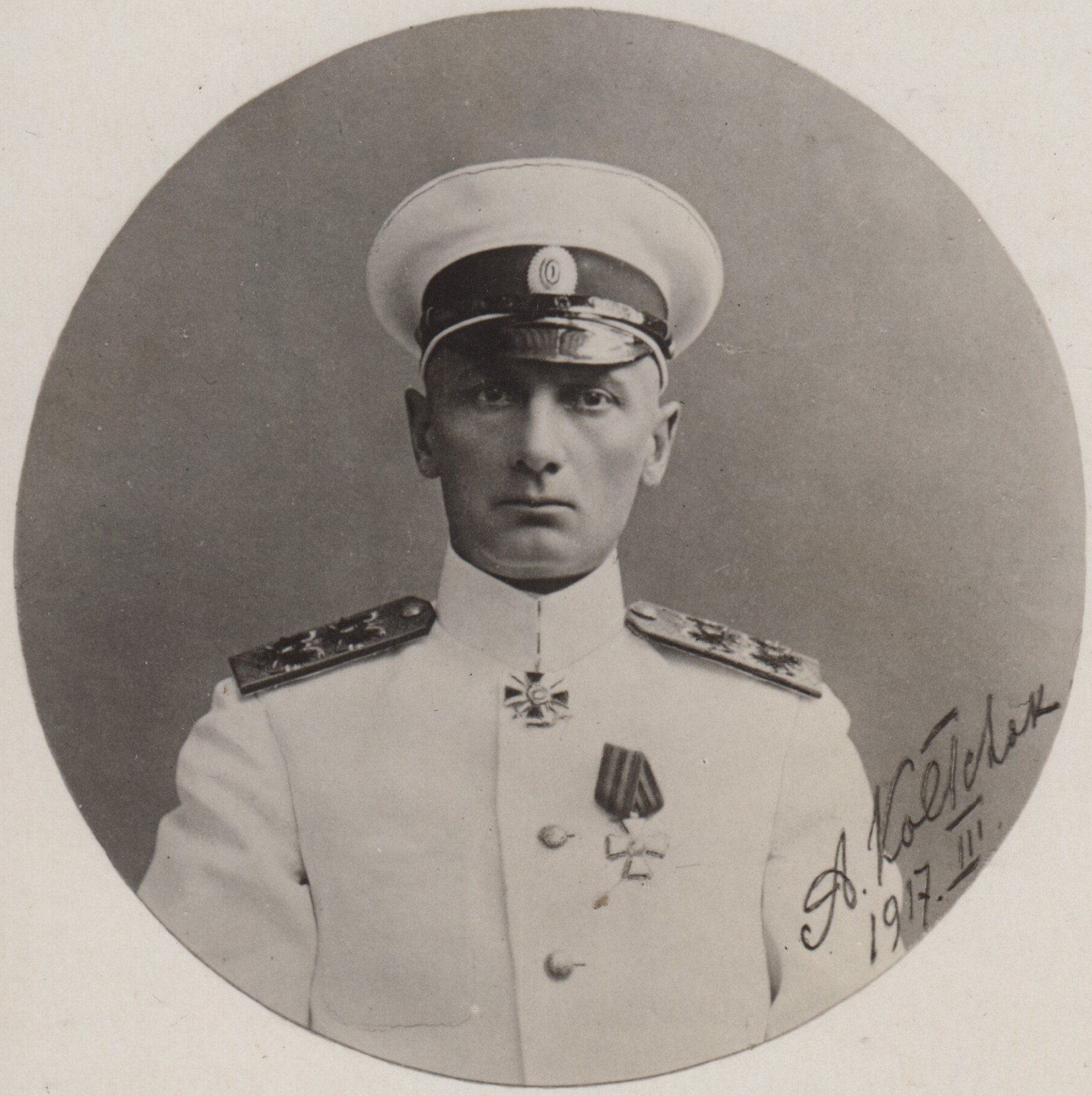
Лидер Белого движения в общероссийском масштабе, Верховный Правитель России и Верховный главнокомандующий Русской армией, учёный и морской офицер, адмирал Колчак А. В.В феврале 1917 года — Командующий Черноморским флотом. Единственный из командующих фронтами и флотами, кто не отреагировал на телеграммы генерала Алексеева по вопросу о желательности отречения. Адмирал Колчак никак не высказался ни за отречение, ни против него. В первые месяцы после Февральской революции сохраняет контроль над флотом, однако к июню вступает в конфликт с Севастопольским советом, уходит в отставку, и уезжает в США, где работает военным преподавателем. С началом активной фазы Гражданской войны летом 1918 года прибывает в Омск через Токио и Сингапур, в ноябре 1918 года приходит к власти в России в результате избрания Советом министров на должность Верховного Правителя

#### Отмена монархической символики
| Переименования кораблей весной 1917 года. | Переименования кораблей весной 1917 года. | Переименования кораблей весной 1917 года.                               | Переименования кораблей весной 1917 года. |
| Дата                                      | Тип                                       | Старое название                                                         | Новое название                            |
| ----------------------------------------- | ----------------------------------------- | ----------------------------------------------------------------------- | ----------------------------------------- |
| 29 марта                                  | Линкор                                    | «Цесаревич»                                                             | «Гражданин»                               |
| 16 апреля                                 | Линкор                                    | «Император Павел I»                                                     | «Республика»                              |
| 9 мая                                     | Линкор                                    | «Император Александр II»                                                | «Заря свободы»                            |
| 16 апреля                                 | Линкор                                    | «Император Александр III»                                               | «Воля»                                    |
| 16 апреля                                 | Линкор                                    | «Императрица Екатерина Великая»                                         | «Свободная Россия»                        |
| 16 апреля                                 | Линкор                                    | «Император Николай I»                                                   | «Демократия»                              |
| 28 апреля                                 | Броненосец                                | «Пантелеймон» (до 29 сентября 1905 года — «Князь Потёмкин Таврический») | «Борец за свободу»                        |
| 31 марта                                  | Крейсер                                   | «Кагул» (до 25 марта 1907 года «Очаков»)                                | «Очаков»                                  |
| 31 марта                                  | Крейсер                                   | «Двина» (до 12 февраля 1909 года — «Память Азова»)                      | «Память Азова»                            |

Как отмечает исследователь Шепелев Л. Е. в своей фундаментальной работе «Титулы, мундиры, ордена в Российской империи», в марте-апреле 1917 года происходит массовый отказ от монархической символики: 21 марта — роспуск царской военной свиты с уничтожением «военно-придворных» (свитских) званий, 16 — апреля уничтожение погон, императорских вензелей и корон. Привилегированный Пажеский корпус переименовывается в Петроградский кадетский корпус, Российская Императорская академия наук постановлением Временного правительства от 15 марта переименовывается в Российскую академию наук. Российская Императорская лейб-гвардия — в Российскую гвардию. 4 марта генерал Алексеев М. А. переименовывает Собственный Его Императорского Величества Конвой в Конвой Верховного Главнокомандующего. К лету 1917 года Конвой начинает вызывать всё большую неприязнь солдат армейских частей, и распускается.
Кроме того, 22 марта 1917 года приказом военного министра отменены шефские названия частей, имевших шефами императоров или здравствовавших на тот момент членов императорской фамилии. Впоследствии также были отменены шефские названия покойных членов императорской фамилии.
Слово «императорский» («императорская») убирается также из названия Публичной библиотеки (ставшей «Национальной публичной библиотекой»), Петроградской Императорской Духовной академии, и множества других. Массовое переименование затронуло не только учреждения, но также названия городов (так, город Романов-на-Мурмане 3 апреля 1917 года переименован в Мурманск, город Алексеевск, названный в честь наследника престола цесаревича Алексея, переименован в Свободный), улиц и военных кораблей (например, госпитальное судно «Император Николай II» переименовано в «Товарищ»).
В марте-апреле 1917 года вводятся изменения в государственную символику: из государственного герба, изображавшего двуглавого орла, устраняются монархические символы: короны, скипетр, держава, орден св. Андрея Первозванного, изображение св. Георгия Победоносца и гербы областей России. Существовавшие в армии обращения «благородие», «высокоблагородие», «превосходительство», «высокопревосходительство» заменяются на обращения по званию «господин поручик», «господин полковник».
К осени 1917 года Временное правительство начинает задумываться об отмене Табели о рангах и об уничтожении сословий. В августе 1917 года Министерство юстиции подготавливает законопроект «Об отмене гражданских чинов, орденов и других знаков отличия», но окончательно подобная отмена происходит только после прихода к власти большевиков.

### Формирование Временного правительства

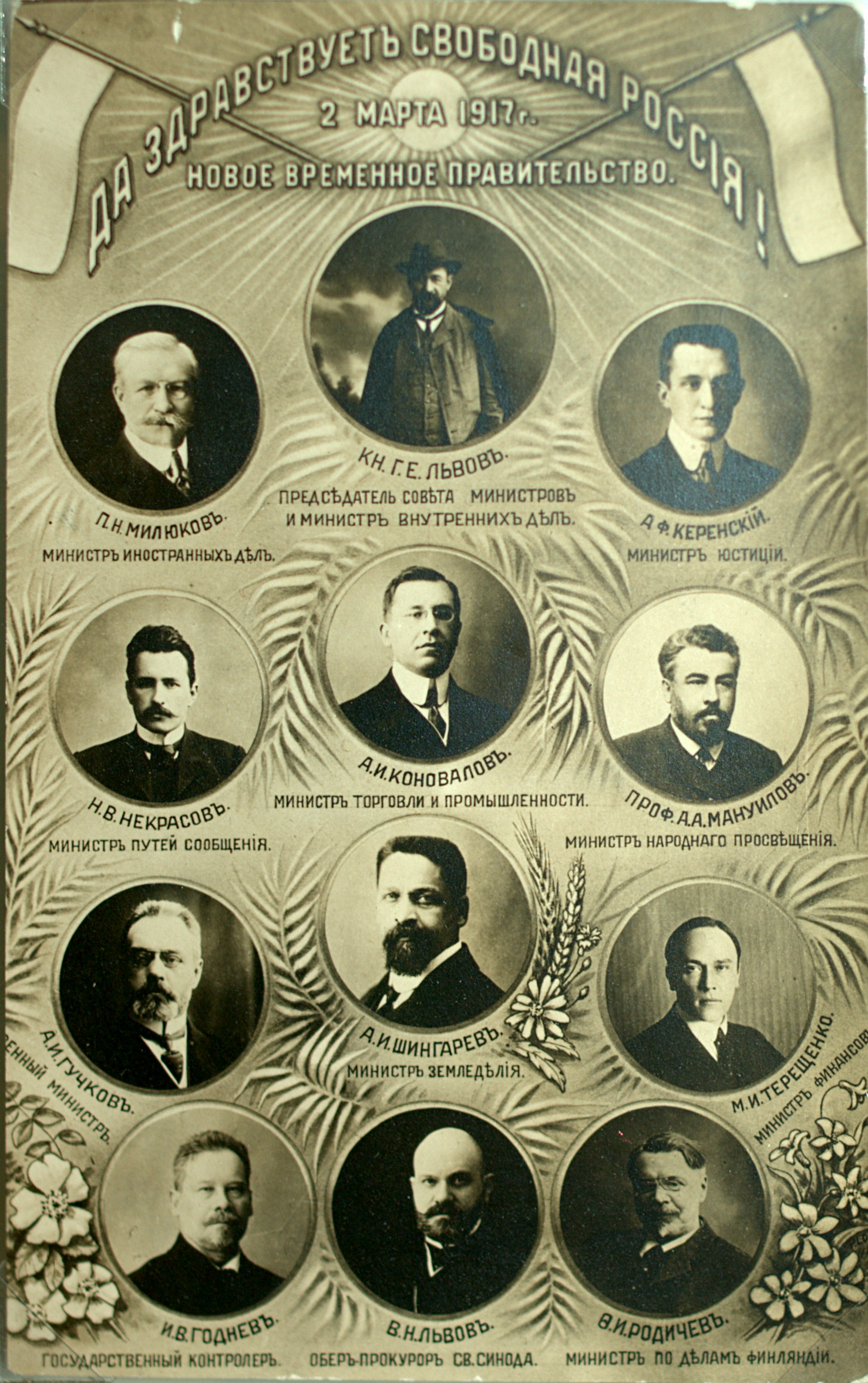
Плакат (1917) с портретами членов временного правительства

Обсуждение персонального состава будущего буржуазного правительства велось на собраниях общественных представителей и в печати с августа 1915 года, в связи с созданием Прогрессивного блока в Государственном совете и Государственной думе. Однако только в конце 1916 года список будущих министров был согласован до деталей. На пост председателя правительства был выдвинут князь Г. Е. Львов, считавшийся кадетом.
В этом обсуждении участвовали члены ЦК кадетской партии, политические кружки Москвы и Петрограда, тайная масонская политическая организация «Великий Восток народов России». Рассматривалось несколько вариантов прихода такого правительства к власти — путём прямой сделки с царём в результате его призыва, в результате успешного военного переворота или в результате стихийной революции. Именно последний путь и осуществился на практике.
27 февраля (12 марта) 1917 П. Н. Милюков, лидер кадетской партии и председатель бюро Прогрессивного блока, убедил председателя Временного комитета Государственной думы М. В. Родзянко взять временно формальную государственную власть в свои руки и объявить о создании нового правительства. Тот после колебаний согласился.
В Петроград из Москвы был вызван Г. Е. Львов. Он прибыл утром 1 (14) марта 1917, и в Комитете началась подготовка к созданию правительства. При этом приходилось считаться уже не с царём и его окружением, а с совершенно новым политическим фактором — Петроградским Советом. В ночь на 2 (15) марта 1917 состоялись переговоры между делегациями Исполкома Петроградского Совета рабочих и солдатских депутатов и Временного комитета Государственной думы.
В результате Временный комитет и члены будущего буржуазного Временного правительства приняли ряд условий Исполкома, которые вошли в Программу будущего правительства, а Исполком заявил, что не претендует на участие в правительстве (А. Ф. Керенский, однако, принял предложенный ему пост министра юстиции). Временное правительство обязывалось объявить политическую амнистию, обеспечить демократические свободы всем гражданам, отменить сословные, вероисповедные и национальные ограничения, заменить полицию народной милицией, подчинённой органам местного самоуправления, начать подготовку к выборам в Учредительное собрание и в органы местного самоуправления на основе всеобщего, равного, прямого и тайного голосования, не разоружать и не выводить из Петрограда воинские части, принимавшие участие в революционном движении.
В состав правительства вошло 11 министров:
- председатель Совета Министров и министр внутренних дел — князь Г. Е. Львов (бывший член 1-й Государственной думы, председатель главного комитета Всероссийского земского союза);
- министр иностранных дел — кадет П. Н. Милюков (член Государственной думы от города Петрограда);
- министр юстиции — «трудовик» (с марта — эсер) А. Ф. Керенский (член Государственной думы от Саратовской губернии, товарищ председателя Исполкома Петроградского Совета рабочих и солдатских депутатов);
- министр путей сообщения — кадет Н. В. Некрасов (товарищ председателя Государственной думы);
- министр торговли и промышленности — прогрессист А. И. Коновалов (член Государственной думы от Костромской губернии, товарищ председателя Военно-промышленного комитета);
- министр просвещения — кадет, профессор А. А. Мануйлов (бывший член Государственного совета, бывший ректор Московского университета);
- военный и временно морской министр — октябрист А. И. Гучков (член Государственного совета, председатель Военно-промышленного комитета);
- министр земледелия — кадет А. И. Шингарёв (член Государственной думы от Петрограда);
- министр финансов — крупный предприниматель М. И. Терещенко;
- обер-прокурор Святейшего Синода — центрист В. Н. Львов (член Государственной думы от Самарской губернии);
- государственный контролёр — октябрист И. В. Годнев (член Государственной думы от Казанской губернии).

Временное правительство сохранило структуру царского Совета министров, упразднив лишь министерство императорского двора и уделов.
Первый состав правительства был сформирован из представителей правой буржуазии и крупных помещиков. Кадеты, ставшие после Февральской революции правящей партией, сыграли определяющую роль в формировании его состава и политической линии. Правительство было тесно связано с буржуазными общественными организациями, которые возникли в годы войны (Всероссийский земский союз, Центральный Военно-промышленный комитет).

Вот что впоследствии писал о составе Временного правительства П. Н. Милюков:
Во главе первого революционного правительства, согласно состоявшемуся ещё до переворота уговору, было поставлено лицо, выдвинутое на этот пост своим положением в российском земстве: кн. Г. Е. Львов, мало известный лично большинству членов Временного комитета. П. Н. Милюков и А. И. Гучков, в соответствии с их прежней деятельностью в Государственной думе, были выдвинуты на посты министров иностранных дел и военного (а также морского, для которого в эту минуту не нашлось подходящего кандидата). Два портфеля, министерства юстиции и труда, были намечены для представителей социалистических партий. Но из них лишь А. Ф. Керенский дал 2 марта своё согласие на первый пост. Н. С. Чхеидзе, предполагавшийся для министерства труда, предпочёл остаться председателем Совета рабочих депутатов (он фактически не принимал с самого начала участия и во Временном комитете). Н. В. Некрасов и М. И. Терещенко, два министра, которым суждено было потом играть особую роль в революционных комитетах, как по их непосредственной личной близости с А. Ф. Керенским, так и по их особой близости к конспиративным кружкам, готовившим революцию, получили министерства путей сообщения и финансов. Выбор этот остался непонятным для широких кругов. А. И. Шингарев, только что облечённый тяжёлой обязанностью обеспечения столицы продовольствием, получил министерство земледелия, а в нём не менее тяжёлую задачу — столковаться с левыми течениями в аграрном вопросе. А. И. Коновалов и А. А. Мануйлов получили посты, соответствующие социальному положению первого и профессиональным занятиям второго — министерство торговли и министерство народного просвещения. Наконец, участие правых фракций Прогрессивного блока в правительстве было обеспечено введением И. В. Годнева и В. Н. Львова, думские выступления которых сделали их бесспорными кандидатами на посты государственного контролёра и обер-прокурора синода. Самый правый из блока, В. В. Шульгин, мог бы войти в правительство, если бы захотел, но он отказался и предпочёл остаться в трудную для родины минуту при своей профессии публициста.
Временное правительство считало себя преемником монархического государства и стремилось сохранить старый государственный аппарат, однако на волне демократизации в состав ведомств и учреждений включались представители Советов, профсоюзов и других общественных организаций.
Генерал А. И. Деникин писал:
«В начале революции Временное правительство, несомненно, пользовалось широким признанием всех здравомыслящих слоёв населения. Весь старший командный состав, всё офицерство, многие войсковые части, буржуазия и демократические элементы, не сбитые с толку воинствующим социализмом, были на стороне правительства…»
9 (22) марта 1917 Временное правительство было признано правительством США, 11 (24) марта 1917 — правительствами Великобритании и Франции.
Свою первую программу правительство изложило в декларации, обнародованной 3 (16) марта 1917, а затем в обращении к гражданам России 6 (19) марта 1917. В своей Декларации правительство заявило о намерении вести войну «до победного конца» и неуклонно выполнять договоры и соглашения, заключённые с союзными державами. В области внутренней политики правительство объявляло амнистию политическим заключённым, обещало ввести ряд политических свобод, приступить к подготовке созыва Учредительного собрания, заменить полицию «народной милицией», провести реформу местного самоуправления.
12 (25) апреля 1917 правительством был принят закон о свободе собраний и союзов.

### Двоевластие. Временное правительство и Петросовет

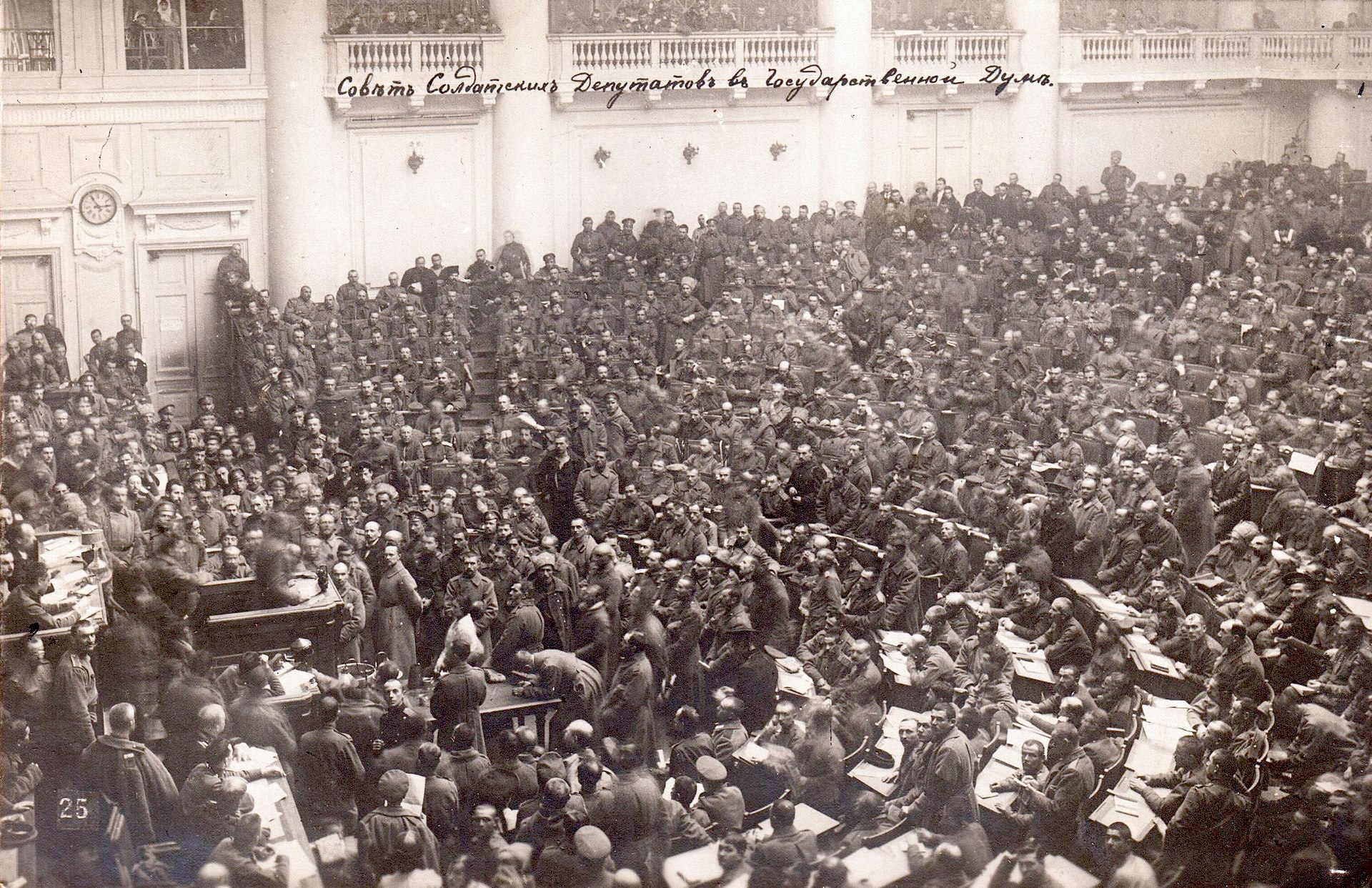
Совет Солдатских депутатов в Государственной думе

В ходе Февральской революции параллельно с Временным правительством возникают Советы рабочих и солдатских депутатов (одновременно в деревнях — Советы крестьянских депутатов), создаваемые по образцу Советов, возникавших во время революции 1905 года. В течение марта 1917 года в стране формируется до 600 советов разных уровней, во главе с Петроградским советом рабочих и солдатских депутатов. К октябрю 1917 года количество Советов в стране доходит до 1429, формируются областные объединения Советов. В Советах преобладают социалисты, на начало 1917 года — в основном меньшевики и эсеры. В то же время во Временном правительстве доминируют кадеты.
Основным отличием Советов 1917 года от Советов 1905 года было то, что в новой системе были представлены и солдаты.
Ядром Петросовета стала меньшевистская Рабочая группа, созданная в 1915 году при Центральном военно-промышленном комитете. 27 января 1917 года Рабочая группа арестована последним царским министром внутренних дел Протопоповым по подозрению в организации революции, которая, по мнению Протопопова А. Д., должна была случиться 14 февраля, в день открытия Госдумы.
В ходе Февральской революции Рабочая группа 27 февраля была освобождена революционными солдатами. В тот же день формируется Петросовет и Исполком Петросовета в составе 15 человек во главе с меньшевиком Чхеидзе Н. С.. 28 февраля начат выпуск официального органа Петросовета, газеты «Известия» («Извѣстія Петроградскаго Совѣта Рабочихъ Депутатовъ»).
1 марта Петросоветом принимается Приказ № 1, основным автором которого обычно считается социал-демократ Соколов Н. Д., колебавшийся между меньшевиками и большевиками. 2 марта приказ был опубликован в «Известиях» с уведомлением, что он предназначен только для солдат Петроградского гарнизона. Однако в течение нескольких дней текст приказа распространяется по всем фронтам и флотам, начав процесс разложения  действующей армии. В течение 3-5 марта Временное правительство и Петросовет безуспешно пытаются минимизировать последствия.
В марте 1917 года оформляется режим «двоевластия»: с одной стороны, власть Госдумы и Временного правительства, с другой — власть Петросовета. В армии и на флоте Временное правительство опирается на традиционное командование, Петросовет — на солдатские и матросские комитеты. Власть Госдумы на местах опирается на традиционные земства и городские думы, Петросовета — на Советы на местах. Реальная власть Петросовета фактически сосредотачивается в руках его Исполкома, невыборного органа, поголовно состоявшего из радикальной интеллигенции, представлявшей различные социалистические партии. По воспоминаниям трудовика Станкевича В. Б., «вопросы приходилось разрешать под напором чрезвычайной массы делегатов и ходоков как из петроградского гарнизона, так и с фронтов и из глубины России, причём все делегаты добивались во что бы то ни стало быть выслушанными в пленарном заседании Комитета, не довольствуясь ни отдельными членами его, ни комиссиями… Усталость физическая была всеобщей. Недоспанные ночи. Бесконечные заседания. Отсутствие правильной еды — питались хлебом и чаем и лишь иногда получали солдатский обед в мисках, без вилок и ножей». Ричард Пайпс характеризует Петросовет как «слоистую структуру»: «сверху — выступающий от имени Совета орган, состоящий из социалистов-интеллигентов, оформленный в Исполнительный комитет, снизу — неуправляемый сельский сход».
В течение марта Исполком Петросовета образует ряд комиссий, параллельных соответствующим министерствам Временного правительства, и фактически превращается в теневое правительство. Образованы комиссии по железным дорогам, почте и телеграфу, продовольствию, финансам, назначены комиссары в штаб Верховного Главнокомандующего и штабы Командующих фронтами и флотами.
Основным механизмом режима «двоевластия» стала Контактная Комиссия исполкома Петросовета, образованная 8 (21) марта 1917 года, и фактически осуществлявшая контроль Советов над Временным правительством «в целях осведомления Совета о намерениях и действиях Временного правительства, осведомления последнего о требованиях революционного народа, воздействия на правительство для удовлетворения этих требований и непрерывного контроля над их осуществлением». В состав Контактной комиссии входили Чхеидзе Н. С., Скобелев М. И., Стеклов Ю. М., Суханов Н. Н. и Филлипповский В. Н.
Весной 1917 года начата подготовка к созыву высшего органа власти Советов — непостоянного Съезда Советов. В течение 1917 года таких съездов собирается два, в их отсутствие высшим органом считается ВЦИК в составе 320 человек. В период между Февральской революцией и I Съездом Советов, сформировавшим первый состав ЦИК летом 1917 года, высшей властью фактически являлся Исполком Петросовета.
К маю 1917 года формируется до 50 тыс. солдатских и матросских комитетов разных уровней, в которых состояло до 300 тыс. человек. Значительной революционной силой становится Центральный комитет Балтийского флота (Центробалт) во главе с Дыбенко П. Е..
В российской промышленности идёт стихийное формирование фабрично-заводских комитетов, выдвинувшие лозунг рабочего контроля над производством. К июню 1917 года формируется Центральный совет фабрично-заводских комитетов, к октябрю 1917 такие комитеты формируются в 50 основных промышленных центрах. Параллельно резко растёт число профсоюзов, объединявшихся вокруг Советов профсоюзов.
В условиях России с её многовековыми сословными традициями Советы разделяются на рабочие и солдатские секции, вплоть до 1918 года Съезды крестьянских депутатов проходят отдельно от Съездов рабочих и солдатских депутатов. Нормы представительства были не равными; так, при выборах первого в 1917 году состава Петросовета были приняты нормы: один делегат от тысячи рабочих и один от роты солдат (то есть примерно от ста человек).
На выборах I Съезда Советов крестьянских депутатов Организационным комитетом по созыву съезда была установлена норма: один делегат от 150 тыс. крестьян, в то же время на I Съезде Советов рабочих и солдатских депутатов норма составляла — один делегат от 25 тыс. человек. Фактически, представительство было перекошено, в первую очередь, в пользу солдат, во вторую — в пользу рабочих. Отличались также нормы представительства рабочих крупных (один делегат от тысячи рабочих) и мелких предприятий (один делегат от каждого предприятия), в результате в первых составах Петросовета в 1917 году рабочие крупных заводов, составлявшие 87 % всех рабочих, направили столько же делегатов, сколько и рабочие мелких заводов.
В целом система Советов в 1917 году отличалась значительным хаосом: кроме Советов рабочих и солдатских депутатов и Советов крестьянских депутатов, на местах могли также существовать Советы военных депутатов, Советы матросских и офицерских депутатов, Советы безземельных крестьян, Советы казачьих депутатов, Советы рабочих старост, Советы депутатов трудовой интеллигенции и т. д. По некоторым источникам, предпринимались даже безуспешные попытки организовать «Совет дворянских депутатов». Нормы представительства при выборах на местах советов уровня волости также назначались хаотично: в Роминской волости избиралось по 3-10 депутатов от селения, в Подбужской — 3 депутата от 1000 избирателей, в Будской — 1 от 200, в Яровщинской — по 5 от селения, Пупповской — по 1 депутату от 10 дворов; как видно, не были унифицированы не только нормы представительства, но даже единицы измерения — в одних случаях это был двор, в других определённое количество жителей, в третьих — деревни в целом. Нормы представительства были унифицированы только большевистской конституцией 1918 года. При всей хаотичности власти Советов общим местом было то, что в Советах не были представлены имущие классы («цензовые элементы», «цензовая буржуазия»), составлявшие большинство в Госдуме III созыва (см. Избирательная система 1907 года). Следствием этого стало резкое преобладание в Советах представителей социалистов и анархистов.

#### Конфликты между Советами и Временным правительством

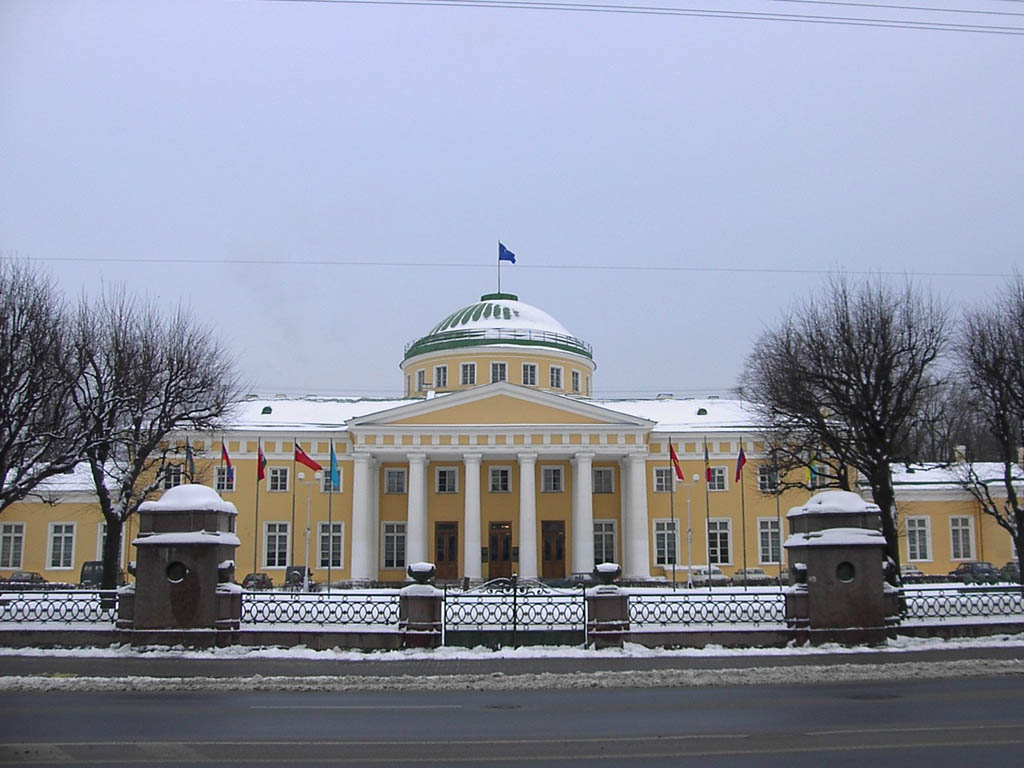
Таврический дворец — в 1917 году одновременно резиденция Временного правительства, Петросовета, и, вплоть до августа 1917 года, ВЦИК I Съезда Советов рабочих и солдатских депутатов

Государственная Дума много лет безуспешно добивалась от царя введения «ответственного министерства» (правительства, назначаемого Думой, и ответственного перед Думой), но с появлением Советов этот лозунг начал быстро превращаться в политический анахронизм, окончательно вымерший с приходом к власти большевиков.
Отношения Временного правительства и Совета зачастую могли выглядеть, как диктат Совета: так, Ричард Пайпс указывает, что
| Вожди Совета не скрывали того факта, что Временное правительство существует лишь с их благоволения. На Всероссийском совещании рабочих и солдатских депутатов 29 марта Церетели, меньшевистский председатель Исполкома, заявил, что Временное правительство существует благодаря соглашению, заключённому Петроградским Советом с «буржуазными цензовыми элементами общества». Другой член Исполкома, трудовик В. Б. Станкевич, хвастался, что Совет может распустить Временное правительство в пятнадцать минут, дав соответствующие указания по телефону. |

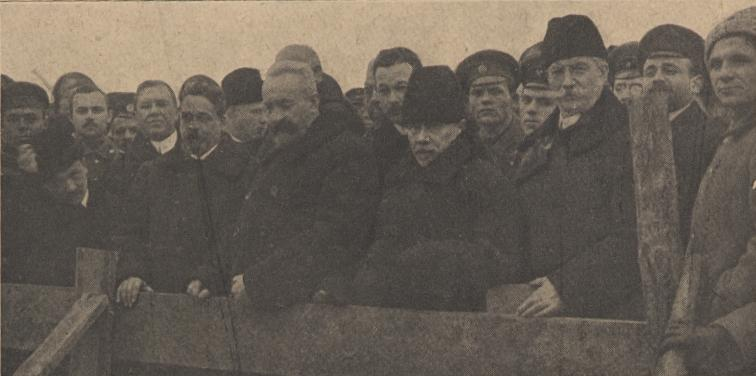
Министры Временного правительства у братской могилы жертв революции, 1 июля 1917 года. На переднем плане с непокрытой головой Львов Г. Е. (?)

Монархический думский депутат Шульгин В. В. ехидно прокомментировал сложившееся положение словами: «старое правительство сидит в Петропавловской крепости, а новое — под домашним арестом». Последняя российская императрица Александра Фёдоровна в письме своему мужу от 2 марта 1917 года отмечает, что «два течения — Дума и революционеры — две змеи, которые, как я надеюсь, отгрызут друг другу головы — и так спасут положение? Я чувствую, что Бог что-нибудь сделает!».
Своеобразная ситуация складывается в Кронштадте: сформированный 4 марта, в ходе Февральской революции, Кронштадтский совет, уже 16 мая объявляет себя единственной властью в городе, и требует удаления комиссара Временного правительства Пепеляева В. Н.. Кроме того, Совет продолжает по собственной воле удерживать ряд офицеров, арестованных восставшими матросами во время Февральской революции. Своеобразное установление таким образом в Кронштадте советской власти вызывает обвинения в «сепаратизме», «отделении от России», и создании «Кронштадтской республики».

#### Эсеры и меньшевики в 1917 году (галерея)

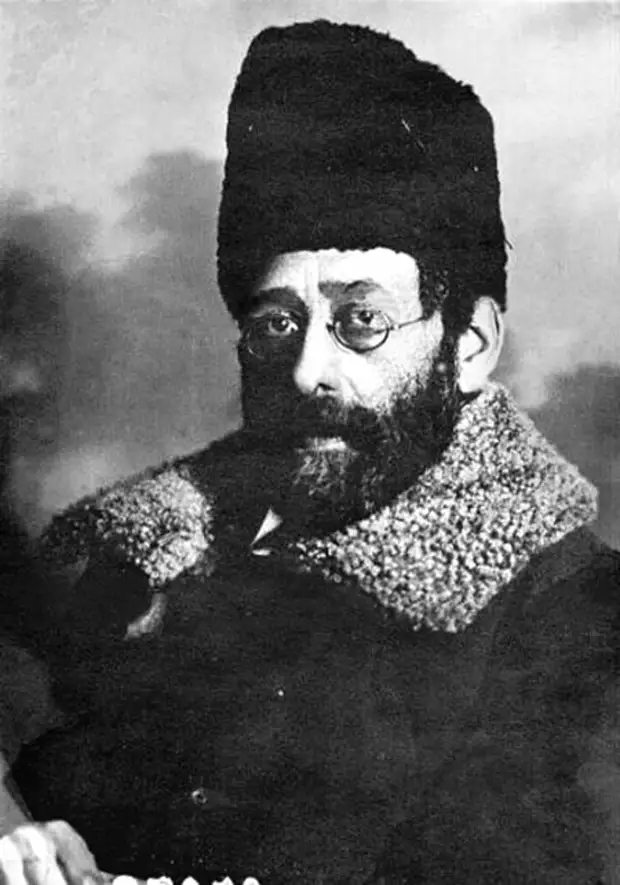
Основатель и главный идеолог меньшевизма Мартов Ю. О.
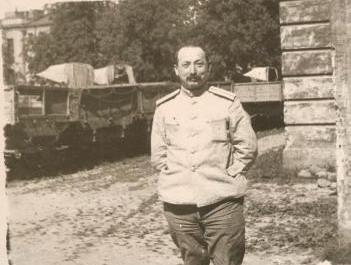
Один из активных деятелей меньшевизма в 1917 году, Дан Ф. И.. На фотографии изображён в форме военного врача (мобилизован в царскую армию с 1915 года)
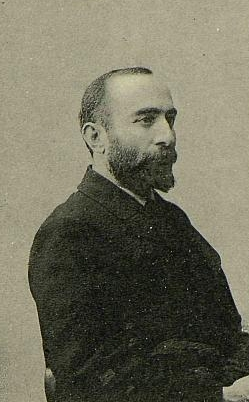
Председатель первого состава Исполкома Петросовета, меньшевик Чхеидзе Н. С.
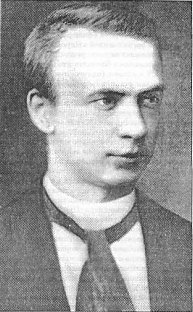
Социал-демократ Суханов Н. Н. в 1917 году колебался между различными фракциями, был ближе всего к меньшевикам. Автор фундаментальной работы «Записки о революции» и очевидец ряда ключевых событий 1917 года
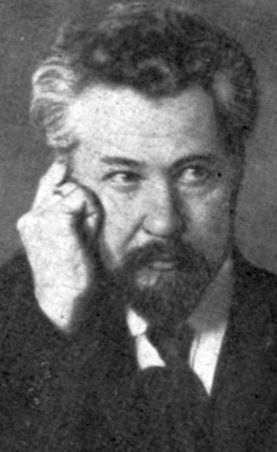
Основной эсеровский идеолог Чернов В. М.. Летом 1917 года — министр земледелия Временного правительства. В октябре 1917 — январе 1918 эсеры центра безуспешно пытаются продвигать его, как премьер-министра
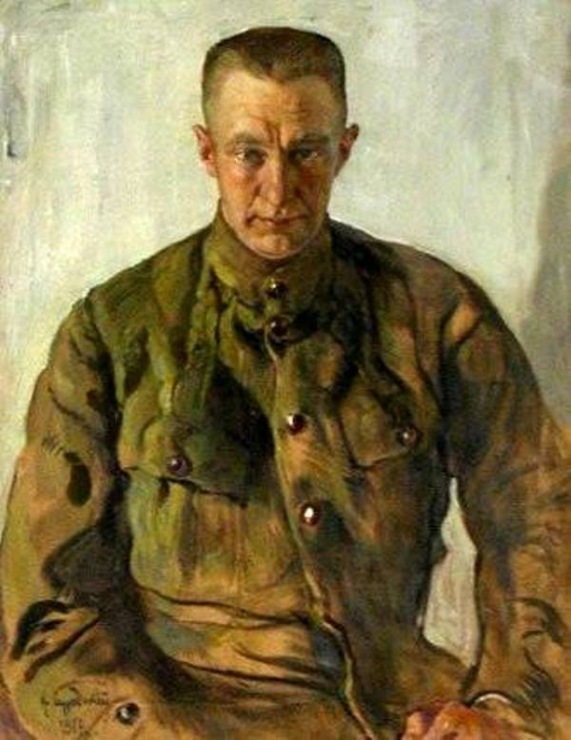
Керенский в изображении Исаака Бродского

### Июльский кризис

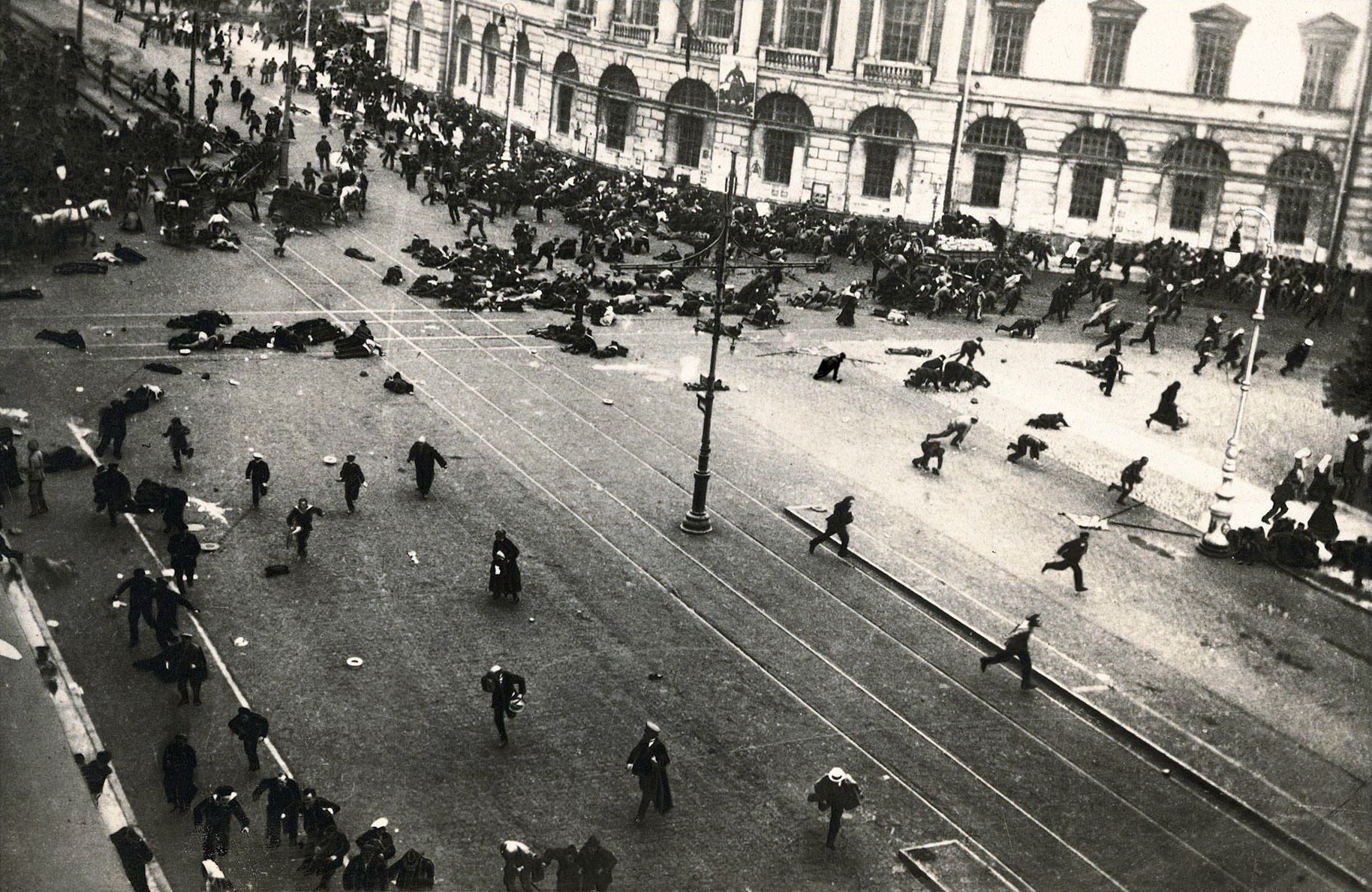
Расстрел большевистской демонстрации. 4 июля 1917 года

После крайне неудачного наступления русской армии на фронте, 3—5 (16—18) июля 1917 года в Петрограде вспыхнуло антиправительственное восстание крайне левых сил, с целью свержения Временного правительства и устранения двоевластия.
Июльские события нарушили неустойчивое равновесие сил между Временным правительством и Петросоветом («двоевластие»). Волнения, начавшиеся со стихийных выступлений солдат 1-го Пулемётного полка, рабочих петроградских заводов, кронштадтских матросов под лозунгами немедленной отставки Временного правительства и передачи власти Советам, проходили при непосредственном участии анархистов и части большевиков. Левый экстремизм вызвал отпор правых сил. В итоге демонстрация 3-4 июля 1917 г. закончилась кровопролитием. Июльские события привели к травле большевиков со стороны властей, выдвинувших версию о причастности Ленина к шпионажу в пользу Германии.
Исследователи расходятся в своих оценках июльских событий 1917 года и той роли, которую в них сыграло большевистское руководство. Рядом историков события оцениваются как первая попытка большевиков захватить власть в стране.
Ситуация усугубилась правительственным кризисом (уходом из правительства министров-кадетов под предлогом уступок, допущенных правительственной делегацией в переговорах с Центральной радой).
Июльские события на какое-то время фактически привели к сворачиванию режима «двоевластия»: благодаря своим жёстким методам в июле Временному правительству удалось на несколько месяцев оттеснить Совет. По итогам политического кризиса подал в отставку глава первого состава Временного правительства князь Львов Г. Е. Его место занял военный министр Керенский А. Ф., влияние которого, таким образом, значительно усилилось. Эсеро-меньшевистский Петросовет признал новый состав Временного правительства «правительством спасения революции».
В результате подавления большевистского выступления в июле произошёл резкий крен российского общественного мнения вправо, вплоть до неприязни к Советам, и вообще ко всем социалистам, включая умеренных эсеров и меньшевиков. Однако Временному правительству, одержав временную политическую победу над большевиками, так и не удалось исправить стремительно ухудшающееся экономическое положение. За восемь месяцев нахождения у власти Временного правительства рубль обесценился примерно во столько же раз, во сколько и за предыдущие два с половиной года тяжёлой войны. Частые перебои в снабжении заводов провоцировали их закрытия и забастовки; не сумело правительство справиться и с массовыми самозахватами крестьянами земли.
Результатом стала стремительная радикализация общественного мнения, которое всё сильнее поляризовалось, и отвергало умеренные альтернативы, склоняясь либо к идее сильной власти с правой ориентацией, либо к большевикам. После июльских событий и вплоть до подавления Корниловского выступления в обществе начали доминировать правые, «нельзя даже говорить об изменении, впечатление столь сильно, как будто перенёсся в какой-то другой город и очутился среди других людей и настроений». Августовское Московское государственное совещание, задуманное Керенским как форум для примирения всех российских политических сил, на деле превратилось в трибуну правых, в первую очередь генералов Каледина и Корнилова.
После волнений большевики вынуждены были перейти на нелегальное положение. Ф. Ф. Раскольников вспоминал: «Оказалось, что на каждом перекрёстке только и слышно, как ругают большевиков. Одним словом, открыто выдавать себя на улице за члена нашей партии было небезопасно». Начались стихийные аресты большевиков солдатами Петроградского гарнизона, всякий старался поймать большевика, ставшего в народном представлении германским наймитом.

### Корниловское выступление

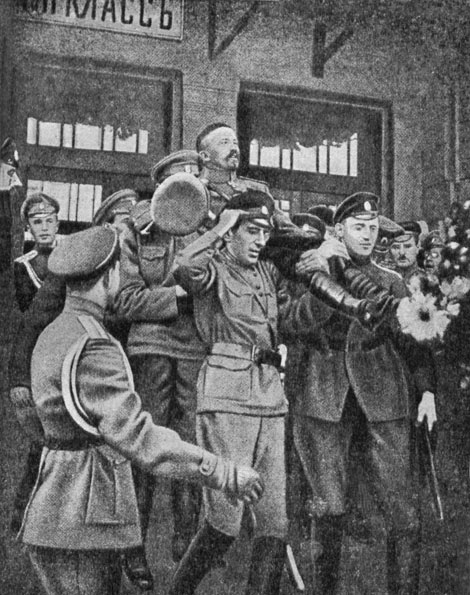
Генерал Лавр Корнилов с офицерами

В августе 1917 года Верховный главнокомандующий Русской армией генерал Л. Г. Корнилов предпринял попытку установления военной диктатуры с целью восстановления в России «твёрдой власти» и предотвращения с помощью военной силы прихода к власти левых радикалов (большевиков).
Выступление произошло на фоне острого общественно-политического кризиса в России и падения авторитета Временного правительства. В этих условиях Корнилов потребовал отставки правительства и предоставления ему чрезвычайных полномочий, выдвинув программу «спасения Родины» (милитаризация страны, ликвидация революционно-демократических организаций, введение смертной казни и т. д.), которая была в основном поддержана министром-председателем Временного правительства А. Ф. Керенским, но её осуществление было признано «несвоевременным».
28 августа (10 сентября) 1917 Керенский издал указ Правительствующему Сенату об отчислении от должностей и предании суду «за мятеж» генерала Корнилова и его старших сподвижников, формально объявляющий Корнилова мятежником и изменником. Известна реакция бывшего Государя на сообщения газет об «измене Корнилова» в связи с началом «мятежа»: Николай Александрович сильно возмутился и «с горечью сказал: „Это Корнилов-то изменник?“». Со своей стороны, Корнилов заявил, что принимает на себя всю полноту власти. Принимая на себя всю полноту власти, генерал Корнилов обещал «спасти Великую Россию» и «довести народ путём победы до созыва Учредительного Собрания»:

Русские люди! Великая родина наша умирает. Близок час её кончины. Вынужденный выступить открыто, я, генерал Корнилов, заявляю, что Временное правительство, под давлением большевистского большинства советов, действует в полном согласии с планами германского генерального штаба и одновременно с предстоящей высадкой вражеских сил на рижском побережье убивает армию и потрясает страну изнутри. Я, генерал Корнилов, сын казака-крестьянина, заявляю всем и каждому, что мне лично ничего не надо, кроме сохранения Великой России и клянусь довести народ — путём победы над врагом — до Учредительного Собрания, на котором он сам решит свою судьбу и выберет уклад новой государственной жизни и произведя давление на Временное правительство, заставить его: 

1. исключить из своего состава тех министров, которые по имеющимся у меня сведениям являются явными предателями Родины;

2. перестроиться так, чтобы стране была гарантирована сильная и твердая власть.
Предать же Россию в руки её исконного врага — германскаго племени — и сделать русский народ рабами немцев я не в силах. И предпочитаю умереть на поле чести и брани, чтобы не видеть позора и срама русской земли. Русский народ, в твоих руках жизнь твоей Родины!
…воспользовавшись для этого все тем же уже движущимся по указанию Керенского на Петроград конным корпусом и дал его командиру генералу А. Крымову соответствующее указание. В тот же день Корнилов распространил ещё одно обращение, где называл взрывы в Казани спланированной большевиками совместно в германской разведкой акцией, призывал не подчиняться распоряжениям правительства. Выступление генерала Корнилова поддержали Союз офицеров, петроградские офицерские организации; «вторая шашка Империи» генерал А. М. Каледин присоединился к восставшим. Командующие четырьмя фронтами объявили о своей солидарности с Верховным главнокомандующим. В тот же день войска Крымова заняли Лугу, разоружив местный гарнизон. У станции Антропшино Корниловская Туземная дивизия вступила в перестрелку с солдатами Петроградского гарнизона. В условиях угрозы власти правительства Керенский ищет возможности для переговоров, но его отговаривают ехать в Ставку из-за опасности расправы — ходят слухи, что Керенскому в войсках вынесен смертный приговор. Помощь в подавлении выступления правительству предложили Советы. Временное правительство было вынуждено прибегнуть к услугам большевистских агитаторов для контакта с восставшими частями и раздать оружие петроградским рабочим, начавшим формировать отряды собственного ополчения — Красной гвардии. Аресту подвергаются также выразившие солидарность Корниловскому выступлению главнокомандующий Юго-Западным фронтом генерал А. И. Деникин, генерал С. Л. Марков, генерал И. Г. Эрдели и ряд других (подробнее об этом см. статью Быховское сидение).
29 августа (11 сентября) 1917 продвижение войск корниловцев было остановлено на участке Вырица-Павловск, где противники Корнилова разобрали железнодорожное полотно. Благодаря агитаторам, посланным для контактов с восставшими частями, удалось добиться того, что последние сложили оружие.
Историк русской революции С. П. Мельгунов отмечал повсеместное развитие большевистских ячеек после неудачи августовского выступления и что меры, пусть и вынужденные, что были предприняты правительством Керенского для ликвидации корниловского движения, нанесли смертельный удар идее коалиционного правительства и развязали руки «безответственным демагогам» из лагеря большевиков, призванных Керенским для борьбы против Корнилова. Питер Кенез, современный американский историк-исследователь Гражданской войны в России, солидаризируется с выводами Мельгунова о сильном ударе по идее коалиции, отмечая полный разрыв между и так не доверявшими друг другу антибольшевистскими социалистами и русским офицерством и что главной причиной победы красных в Гражданской войне стала именно недостаточная сплочённость в лагере их оппонентов.
Если большевики и Советы в августовские дни выступили в глазах масс как спасители революционной демократии, то Временное правительство и лично Керенский серьёзно дискредитировали себя, продемонстрировав, в лучшем случае, беспомощность, в худшем — готовность к сговору с «контрреволюцией». Кадеты, явно замешанные в корниловском движении, были политически полностью дискредитированы, и требование вывода их из правительства стало в сентябре — октябре одним из основных требований советских кругов. Сам Керенский дал все основания большевистской пропаганде называть себя (устами Ленина) «корниловцем, рассорившимся с Корниловым случайно и продолжающим быть в интимнейшем союзе с другими корниловцами».

### Провозглашение Российской республики
1 (14) сентября 1917 года Временного правительства принято постановление о провозглашении России республикой.
Следствием провозглашения республики стало учреждение Директории («Деловой кабинет») из пяти человек во главе с А. Ф. Керенским, которому Временное правительство передавало всю полноту своей власти.
В течение сентября 1917 года появились также и другие новые органы власти: Демократическое совещание и Предпарламент.
К 26 сентября (9 октября) 1917 года формируется третье коалиционное правительство.
Предполагалось, что окончательное решение о государственном устройстве страны вынесет Учредительное собрание.

### Большевизация Советов
Процесс завоевания РСДРП(б) большинства в Советах начался во второй половине 1917 года. Процесс протекал особенно активно после Корниловского мятежа в течение сентября — октября 1917 года и сопровождался вытеснением из этих органов власти ранее доминировавших в них умеренных социалистов, в первую очередь эсеров и меньшевиков.
В ходе этих процессов к началу Октябрьской революции большевики добиваются большинства, в первую очередь, в Советах рабочих и солдатских депутатов крупных промышленных городов, получают до 90 % мест в Петросовете и до 60 % в Москве. 17 сентября 1917 года председателем Президиума Моссовета становится большевик В. П. Ногин, 25 сентября Петросовет возглавляет Л. Д. Троцкий. Опираясь на своё твёрдое большинство в Петросовете, большевики смогли, несмотря на противодействие ВЦИК, созвать II Всероссийский съезд Советов рабочих и солдатских депутатов и подготовить Октябрьское вооружённое восстание.

### Октябрьская революция

#### Состав ЦК РСДРП(б), принявший решение о восстании
Состав ЦК РСДРП(б), принявший решение о вооружённом восстании в октябре 1917 года, был избран на VI съезде РСДРП(б), проходившем 26 июля (8 августа) — 3 (18) августа 1917 года. Историческое решение о восстании было принято на заседании 10 (23) октября голосованием, 10 голосов против 2 (Каменев и Зиновьев). Принятое решение подтверждено на расширенном заседании ЦК 16 октября.
Образовано несколько структур для руководства восстанием: Политическое бюро (10 октября), Военно-революционный комитет Петросовета (12 октября), Военно-революционный центр (16 октября). В отличие от Политического бюро и Военно-революционного центра, бывших учреждениями РСДРП(б), Военно-революционный комитет являлся учреждением Петросовета, то есть советским, а не партийным органом. Политбюро, впервые организованное 10 (23) октября 1917 года, на тот момент отнюдь не имело такой власти, какую этот орган получил в последние десятилетия существования СССР; Политбюро стало постоянным органом только с 1919 года.
| Члены ЦК                                   | Члены ЦК       | Члены ЦК |
| ФИО                                        | Национальность | Возраст  |
| ------------------------------------------ | -------------- | -------- |
| Сергеев Ф. А. («товарищ Артём»)            | русский        | 34       |
| Берзин Я. К. (настоящее имя Петерис Я. К.) | латыш          | 28       |
| Бубнов А. С.                               | русский        | 33       |
| Бухарин Н. И.                              | русский        | 29       |
| Дзержинский Ф. Э.                          | поляк          | 40       |
| Зиновьев Г. Е. (Апфельбаум)                | еврей          | 34       |
| Каменев Л. Б. (Розенфельд)                 | еврей          | 34       |
| Коллонтай А. М. (Домонтович)               | украинка       | 45       |
| Ленин В. И.                                | русский        | 47       |
| Милютин В. П.                              | русский        | 33       |
| Муранов М. К.                              | украинец       | 44       |
| Ногин В. П.                                | русский        | 39       |
| Рыков А. И.                                | русский        | 36       |
| Свердлов Я. М.                             | еврей          | 32       |
| Смилга И. Т.                               | латыш          | 25       |
| Крестинский Н. Н.                          | украинец       | 34       |
| Сокольников Г. Я. (Бриллиант)              | еврей          | 29       |
| Сталин И. В. (Джугашвили)                  | грузин         | 39       |
| Троцкий Л. Д. (Бронштейн)                  | еврей          | 38       |
| Урицкий М. С.                              | еврей          | 44       |
| Шаумян С. Г.                               | армянин        | 39       |

| Кандидаты в члены ЦК        | Кандидаты в члены ЦК | Кандидаты в члены ЦК |
| ФИО                         | Национальность       | Возраст              |
| --------------------------- | -------------------- | -------------------- |
| Джапаридзе П. А.            | грузин               | 37                   |
| Иоффе А. А.                 | еврей                | 35                   |
| Киселёв А. С.               | русский              | 38                   |
| Ломов (Оппоков) Г. И.       | русский              | 29                   |
| Оболенский (Осинский) В. В. | русский              | 30                   |
| Преображенский Е. А.        | русский              | 31                   |
| Скрипник Н. А.              | украинец             | 45                   |
| Стасова Е. Д.               | русская              | 44                   |
| Теодорович И. А.            | поляк                | 42                   |
| Яковлева В. Н.              | русская              | 32                   |

#### Подготовка к восстанию, образование ВРК
Ко всем крестьянам, солдатам и рабочим. Вся власть - Учредительному Собранию!
Против воли представителей всероссийского крестьянства и представителей армий, власть захвачена Петроградским Советом Рабочих и Солдатских Депутатов. Захват власти за три недели до Учредительного Собрания есть захват прав всего народа. Петроградский Совет Рабочих и Солдатских Депутатов начал братоубийственную войну. Враг стоит у ворот столицы. Армии вновь нанесён удар в спину, сопротивляемость её ослабляется. Петроградский Совет обещает мир, хлеб и землю, - это ложь. Он даст междоусобие, монархию и рабство. Временное Правительство объявило об окончательной разработке закона о передаче земли в распоряжение земельных комитетов и решительных мер в деле приближения мира. Пусть знает армия и крестьянство, что, идя за Петроградским Советом, они лишаются земли и воли и сделают невозможным созыв Учредительного Собрания.
Исполнительный Комитет Всероссийского Совета Крестьянских Депутатов, стоя на страже интересов крестьянства, призывает не верить Петроградскому Совету Рабочих и Солдатских Депутатов и органам, им поставленным. Ни на минуту не останавливайте выборов в Учредительное Собрание. Снабжайте хлебом армию. Теснее сплотитесь вокруг своих крестьянских организаций и решительно подавляйте всякие попытки к грабежам и разбоям.
Вся власть Учредительному Собранию, ни одного дня отсрочки!
Исполнительный Комитет Всероссийского Совета Крестьянских Депутатов
Крену колеблющихся солдат влево, помимо большевистской агитации, также способствовала предполагаемая переброска особенно разложившихся частей из Петрограда на фронт. 5 октября глава Временного правительства приказывает комиссару правительства на Северном фронте Войтынскому перебросить из столицы наиболее ненадёжные части, заменив их фронтовыми, в тот же день отдан соответствующий приказ командующему Петроградским военным округом Полковникову. Однако командующий Северным фронтом генерал Черемисов высказался против такой инициативы, заявив Войтынскому, что «таких частей уже достаточно на фронте».
Эта мера вызвала в гарнизоне сильное недовольство. Множество частей, например, Егерский полк, 2-й Балтийский флотский экипаж, и многие другие, на своих собраниях принимают резолюции, осуждающие предполагаемый вывод войск. Армейские солдатские комитеты Северного фронта высказали раздражение этой позицией гарнизона, призвав их «выполнить революционный долг». На совещании во Пскове 17 октября представители солдат-фронтовиков с возмущением заявили, что солдаты гарнизона «с комфортом живут в тылу», в ответ на что представители Петроградского гарнизона возразили, что они «понесли значительные жертвы во имя революции».
12 октября 1917 года большевистский Петросовет по запросу Троцкого формирует Военно-революционный комитет, который начинает активную подготовку к вооружённому восстанию. Эсеро-меньшевистское меньшинство Петросовета протестует против создания ВРК, как органа, параллельного штабу Петроградского военного округа; они характеризуют ВРК, как орган «военного двоевластия». Для отвода глаз председателем ВРК был назначен второстепенный деятель революции, левый эсер Лазимир П. Е. В реальности основными лидерами ВРК были фактически Троцкий, Подвойский и Антонов-Овсеенко. По замыслу Троцкого, восстание было приурочено ко Второму съезду Советов, который уже должен был встать перед фактом уничтожения системы «двоевластия».
16 октября по приказу председателя Петросовета Троцкого выдано 5000 винтовок красногвардейцам.
Создание ВРК проходит на фоне наступления немцев на Балтийском море. Ещё 20 августа немцы заняли Ригу. 3 октября был отдан приказ об эвакуации Ревеля (Таллина). К 8 октября Германия овладела стратегически важными островами Эзель и Моон у входа в Рижский залив, и также островом Даго у входа в Финский залив, что создавало серьёзную угрозу наступления на Петроград. Начальник штаба Верховного Главнокомандующего генерал Духонин заявил, что «с потерей этих островов, являвшихся для нас в полном смысле слова ключами к Балтике, мы фактически возвращаемся как бы к эпохе царя Алексея Михайловича, наши морские пути ставятся под контроль Германии». Керенский обвиняет балтийских матросов в трусости.
Планы Временного правительства по эвакуации («разгрузке») Петрограда вызывают протесты социалистов, обвинивших Керенского в намерении «буржуазии сдать красный Петроград немцам», покинув «столицу революции». Масла в огонь подливает двусмысленное заявление Родзянко, хотя и потерявшего к этому времени всякое влияние, что «Опасаются, что в Петрограде погибнут центральные учреждения. На это я возразил, что очень рад буду, если все эти учреждения погибнут, потому что, кроме зла, они ничего не дали России».
В таких условиях большевики приступают к созданию ВРК под предлогом организации обороны города. Антонов-Овсеенко называет ВРК «хорошим прикрытием для боевой работы партии». Большевики учли июльский опыт: вместо «вооружённой демонстрации» слабо контролируемой толпы тактикой восстания становятся хорошо организованные удары по стратегическим точкам города: мосты через Неву, телефонные станции, типографии и так далее.

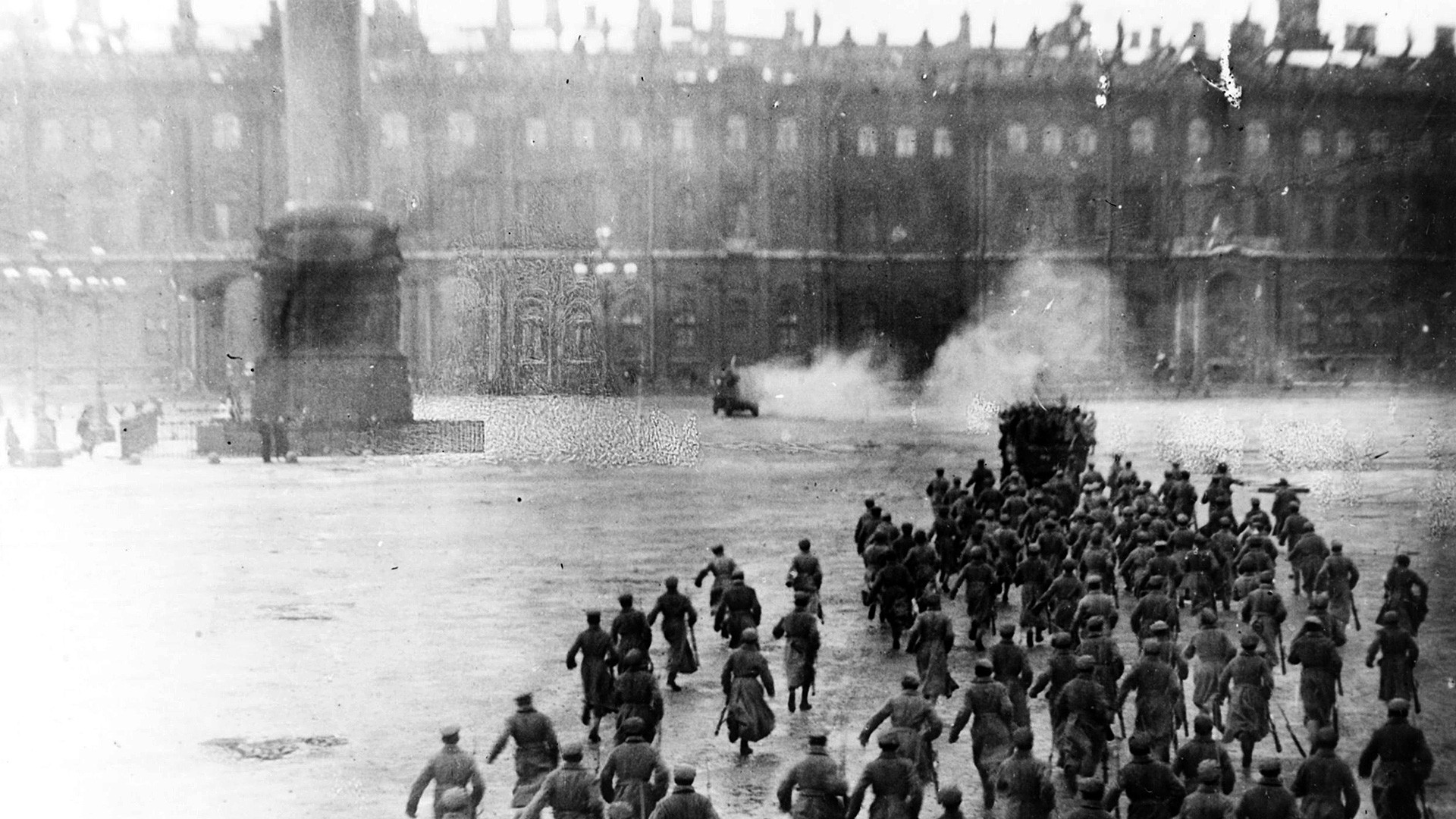
Штурм Зимнего дворца. Кадр из художественного фильма «Октябрь», 1927 год

Перед восстанием Каменев и Зиновьев выступают против него, опасаясь повторения июльского поражения, на что Ленин возразил: «Ждать до Учредительного собрания, которое явно будет не с нами, бессмысленно, ибо это значит усложнять нашу задачу». По оценке самих Каменева и Зиновьева, большевики собирались набрать на выборах в Учредительное собрание около трети мест. Впервые Зиновьев выступает против восстания ещё в августе в своей работе «Что не делать».
Конфликт выходит за пределы ЦК: Каменев и Зиновьев рассылают в партийные организации закрытое письмо, в котором выступают против восстания. Взбешённый Ленин ставит перед ЦК вопрос об исключении Каменева и Зиновьева из партии, как предавших гласности подготовку к восстанию, и назвал их «штрейкбрехерами». ЦК отказывается удовлетворить это требование, ограничившись требованием не выступать с заявлениями против линии партии. В это время восстание фактически уже началось. Впоследствии, в своём «завещании», Ленин заявляет, что «октябрьский эпизод Зиновьева и Каменева, конечно, не являлся случайностью».
В целом большевистские лидеры по вопросу о восстании разделяются на три основные группы: «правые» (Зиновьев и Каменев) настаивали на отказе от восстания, Ленин требовал начать восстание немедленно, «умеренные» во главе с Троцким предлагали перенести восстание, приурочив его к открытию II Всероссийского Съезда Советов рабочих и солдатских депутатов.

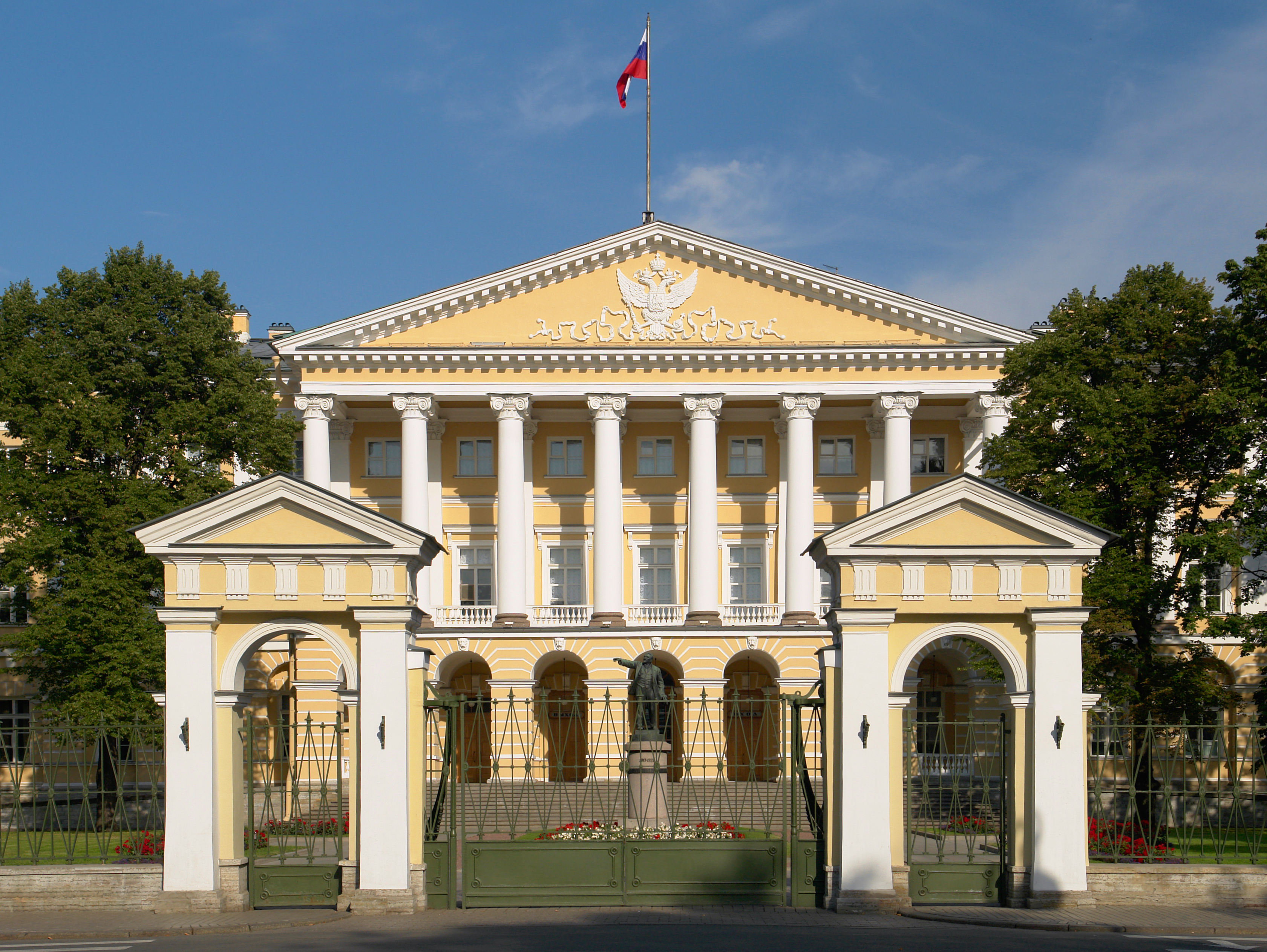
Смольный институт, резиденция ВРК во время восстания

Вместе с тем подготовка большевиков к восстанию становится очевидной для Временного правительства по крайней мере, с 12-16 октября, с образованием ВРК. Слухи начинают просачиваться уже с исторического заседания ЦК РСДРП(б) 10 октября, на котором было принято решение о восстании; по иронии судьбы, заседание прошло на квартире Суханова Н. Н., хотя и в его отсутствие. Сам Суханов оценивает, что подготовка большевиков к восстанию стала очевидной, уже после демарша 7 октября, когда большевистская фракция Предпарламента во главе с Троцким Л. Д. демонстративно покинула зал заседаний. Меньшевик Дан оценил этот шаг, как «открытый призыв к восстанию».
18 октября Троцкому пришлось прямо отвечать на заседании Петросовета на вопрос, готовят ли большевики вооружённое восстание. Этот ответ выглядел двусмысленно: «Мы ничего не скрываем. Я заявляю от имени Совета: никаких вооружённых выступлений нами не было назначено…Если бы по ходу вещей Совет был принуждён назначить выступление, — рабочие и солдаты, как один человек, выступили бы по его зову… Нужно постоянно ожидать нападения со стороны контрреволюции. Но при первой попытке с её стороны сорвать Съезд Советов, при первой попытке наступления мы ответим контрнаступлением, которое будет беспощадным и которое мы доведём до конца». Строго говоря, этот ответ не являлся ложью: Петросовет, как и заявил Троцкий, действительно никаких выступлений не назначал, их назначал ЦК РСДРП(б). Как отмечает исследователь Юрий Емельянов, двусмысленное заявление Троцкого в Петросовете было полностью поддержано Лениным, который в своём письме, адресованном ЦК РСДРП(б), заявил: «…неужели трудно понять, что Троцкий не мог, не имел права, не должен перед врагами говорить больше, чем он сказал».
18 октября со своей статьёй выступает Максим Горький, заявивший, что «всё настойчивее распространяются слухи о выступлении большевиков». 20 октября министр юстиции выпускает приказ об аресте Ленина, к тому времени уже прибывшего в Петроград, что вынуждает его продолжать скрываться на конспиративной квартире. 21 октября кадетская газета «Речь» заявляет, что «если большевики рискнут выступить, то будут раздавлены тут же, и без труда».
21-22 октября большевики проводят Петрограде ряд митингов с целью склонить колеблющихся на свою сторону. К выступлениям присоединяется в том числе Каменев, проигнорировавший запрет ЦК выступать. Троцкий 21 октября выступает в Народном доме, заявив, что «Советская власть уничтожит окопную страду. Она даст землю и уврачует внутреннюю разруху. Советская власть отдаст всё, что есть в стране, бедноте и окопникам. У тебя, буржуй, две шубы — отдай одну солдату… У тебя есть тёплые сапоги? Посиди дома. Твои сапоги нужны рабочему». По свидетельству меньшевика Суханова Н. Н.,

Зал был почти в экстазе. Казалось, что толпа запоёт сейчас без всякого сговора какой-нибудь революционный гимн… Предлагается резолюция: за рабоче-крестьянское дело стоять до последней капли крови… Кто за? Тысячная толпа, как один человек, вздёрнула руки. Пусть ваш голос будет вашей клятвой поддерживать всеми силами и со всей самоотверженностью Совет, который взял на себя великое бремя довести победу революции до конца и дать людям землю, хлеб и мир.— Суханов Н. Н. Записки о революции.

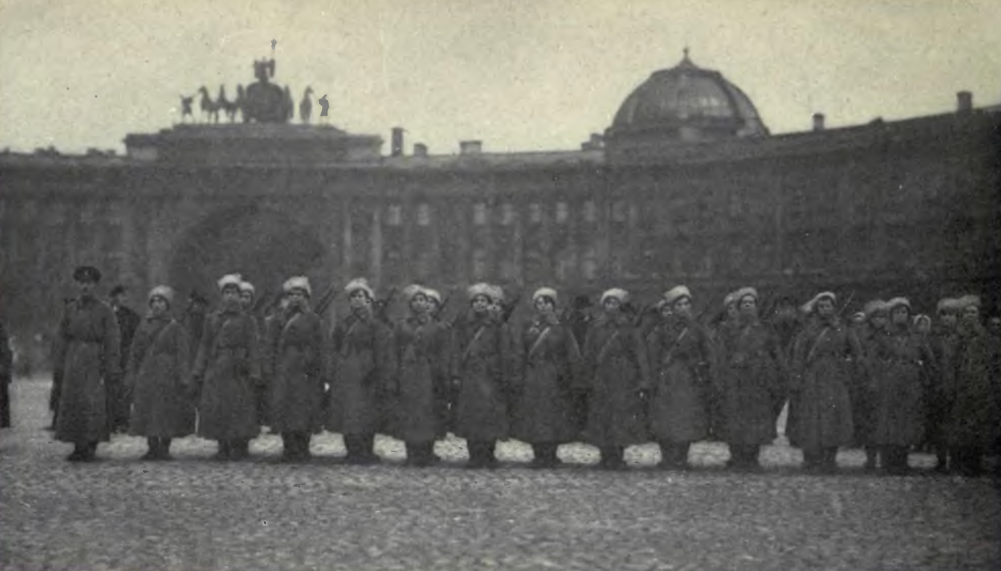
Последние защитники Зимнего дворца, женский «батальон смерти»

На сторону большевиков переходят также многие части, переброшенные в столицу в июле, в частности, 4-й Донской казачий полк. Также на их сторону переходит экипаж крейсера «Аврора», завершавшего ремонт в верфи. Командование пытается вывести крейсер из Петрограда, приказав выйти в море для пробы машин, однако по требованию ВРК Центробалт отменяет этот приказ.
22 октября большевистский ВРК объявляет, что приказы штаба Петроградского военного округа являются недействительными без согласования с ВРК.
23 октября Троцкий выступает перед последней колеблющейся частью в Петрограде — гарнизоном Петропавловской крепости, и «разагититрует» и её, убедив принести «клятву верности Советам». До этого момента настроения гарнизона крепости вызывали у большевиков подозрения, а Антонов-Овсеенко даже подготовил план её штурма.
24 октября Сталин пишет для большевистской газеты «Рабочий путь» редакционную статью «Что нам нужно?», в которой призвал к свержению Временного правительства, заявив, что «…в правительстве сидят враги народа… нужно нынешнее самозванное правительство, народом не избранное и перед народом не ответственное, заменить правительством, народом признанным, избранным представителями рабочих, солдат и крестьян, ответственным перед этими представителями».
События, происходящие в настоящий момент в Петрограде, являются величайшим несчастьем! Группа Бунд присоединяется к декларации меньшевиков и социалистов-революционеров и покидает съезд! Наш долг перед русским пролетариатом не позволяет нам остаться здесь и принять на себя ответственность за это преступление. Так как обстрел Зимнего дворца не прекращается, то городская дума вместе с меньшевиками, эсерами и исполнительным комитетом крестьянских Советов постановила погибнуть вместе с Временным правительством. Мы присоединяемся к ним! Безоружные, мы открываем свою грудь пулемётам террористов… Мы призываем всех делегатов съезда…[далее неразборчиво]

#### Действия Керенского
Ответные шаги Керенского отличаются нерешительностью: он не может обратиться за помощью к военным, понимая, что в случае своего выступления они уничтожат вместе с большевиками и его самого. По собственному выражению Керенского, Временное правительство оказалось «между молотом корниловцев и наковальней большевиков». Ещё в мае 1917 Керенский выразил сожаление, что не умер два месяца назад, «пока революция ещё была молода», и заявил, что «Неужели русское свободное государство — это государство взбунтовавшихся рабов?»
Буквально за один день до восстания, 24 октября (6 ноября) 1917 года, умеренные социалисты предпринимают последнюю попытку спастись: по инициативе эсеровской и меньшевистской фракций Предпарламент принимает резолюцию с призывом к Временному правительству немедленно передать землю крестьянским земельным комитетам, и также немедленно начать переговоры о мире. По мнению исследователя Ганелина Р. Ш. подобная «формула перехода», «перехватывающая» лозунги большевиков, была предложена представителями США Робинсоном Р. и Томпсоном У. Б. Однако глава Временного правительства отказался следовать этой резолюции. Кроме того лидер самих же эсеров Чернов В. М. охарактеризовал «формулу перехода», как запоздалую: «уж если не удержался за гриву — за хвост и подавно не удержаться».
С утра 24 октября штаб округа предпринял слабые полумеры: выставил охрану Зимнего дворца, отключил связь Смольному, закрыл типографии двух большевистских газет, «Солдат» и «Рабочий путь» (одно из названий «Правды») и развёл мосты над Невой. Силы, которые предполагалось перебросить в столицу с фронта, остановились, не дойдя до неё, а к самому Зимнему дворцу удалось стянуть не более 3 тысяч человек, что было значительно меньше сил, которыми располагал большевистский ВРК. Командование Петроградского военного округа запрещает покидать казармы без особого разрешения, а Керенский в 1100 выступает на заседании Предпарламента, пытаясь склонить его на свою сторону, после чего отправляется в штаб Петроградского военного округа лично руководить действиями юнкеров.
| Большевики… открывают фронт русского государства перед бронированным кулаком Вильгельма и его друзей… я квалифицирую такие действия русской политической партии как предательство и измену Российскому государству… Известная часть населения Петербурга находится в состоянии восстания… Это есть попытка поднять чернь против существующего порядка… сорвать Учредительное собрание и раскрыть фронт перед сплочёнными полками железного кулака Вильгельма! |

Однако на заседании в 19:00 Предпарламент отказался предоставлять Керенскому чрезвычайные полномочия для подавления большевистского выступления, левый эсер Камков позднее отмечает, что Керенский «требовал полномочий, чтобы подавить большевистское восстание, не сознавая того факта, что некому подавлять это восстание, какие бы санкции он ни получил». В своём выступлении в Предпарламенте 24 октября он заявляет, что «Когда председатель Совета министров приходит сюда и объявляет, что поднимается какая-то чернь, и требует от нашего собрания санкцию для расправы с нею, то, быть может, подавляющая часть эту санкцию даст. Но я не знаю, даст ли её русский народ, революционная армия и трудовое крестьянство. Не будем играть в прятки. Разве есть сейчас кто-нибудь, кто бы доверял этому правительству?.. Оно не опирается на революционную армию или пролетариат, и против него сейчас идёт не чернь, а как раз самые сознательные элементы революционной демократии. Если мы хотим серьёзно уничтожить почву, на которой назревают ужасы гражданской войны, мы должны открыто сказать, что единственный выход из положения — создание единородной, революционной демократической власти, в которой не будет элементов, устраивающих демонстрации в честь Корнилова».
Меньшевик Мартов также заявляет протест высказыванию Керенского про «взбунтовавшуюся чернь».

#### Восстание 25 октября

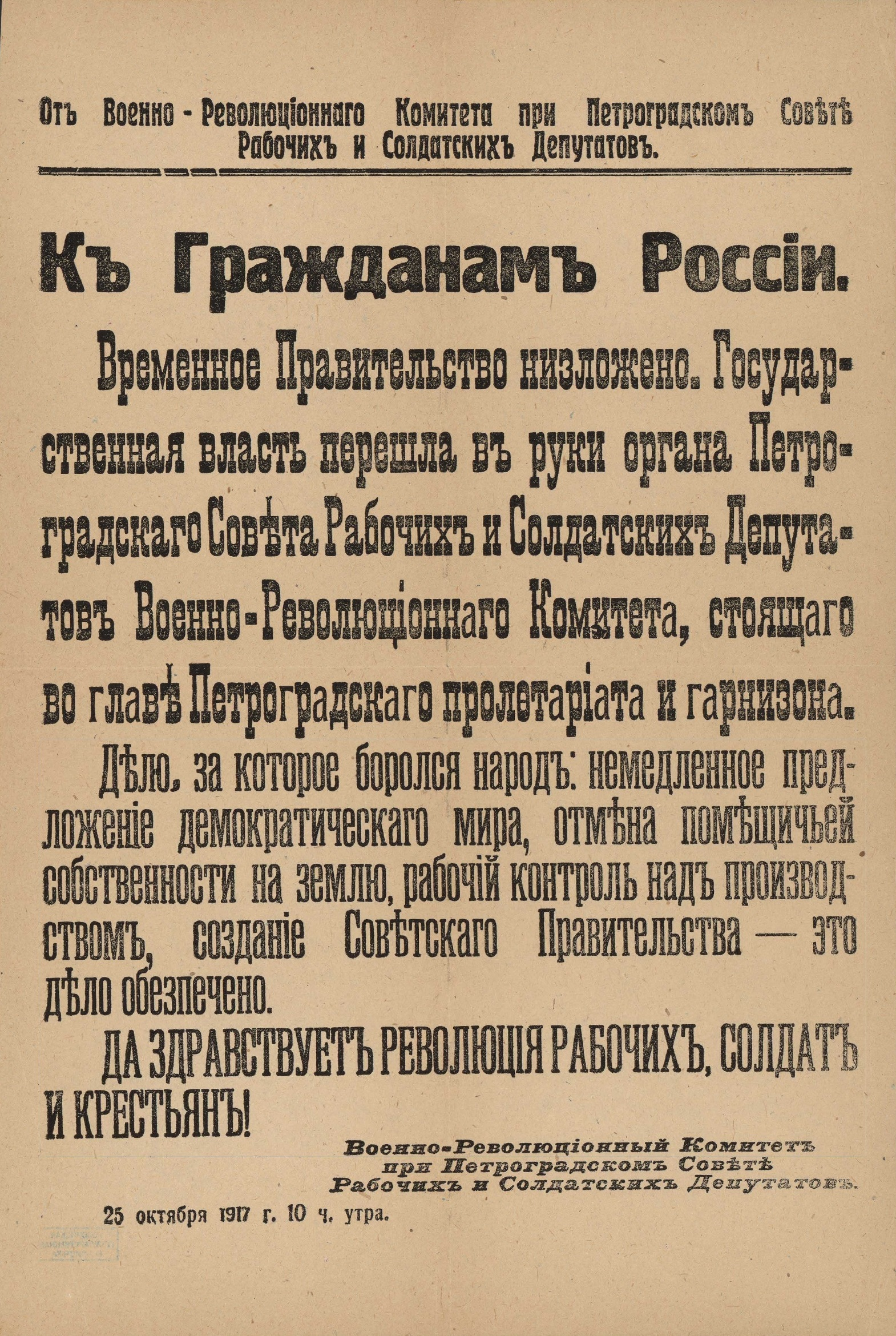
К гражданам России! (Ленин)

Уже утром 24 октября большевистский ЦК собирается на заседание в составе Каменева, Свердлова, Дзержинского, Бубнова, Милютина, Троцкого, Иоффе, Урицкого, Ломова, Ногина и Берзина, на котором обсуждает шаги, предпринятые Временным правительством. Каменев констатирует, что разгромом «Правды» («Рабочего пути») действовавший в то время эсеро-меньшевистский ВЦИК I Съезда Советов нарушил договорённости с большевиками, и «разрыв с ЦИК должен произойти именно на этой почве».
24 октября в 17:00 ВРК захватывает контроль над Центральным телеграфом, в 18:00 над Петроградским телефонным агентством, 19:00 над Особым присутствием по продовольствию. К 11 утра 25 октября большевики устранили последствия шагов Керенского, в том числе, мосты были вновь сведены. Измайловский гвардейский полк, вызванный в июле для подавления большевистского выступления, теперь также перешёл на их сторону, и занял Балтийский вокзал после получения сообщения о предполагаемом прибытии лояльных Временному правительству войск. Возобновилась работа большевистских газет. Сталин лично руководит освобождением от юнкеров и возобновлением деятельности газеты «Правда» (в тот момент выходившей под названием «Рабочий путь»). Соответствующее распоряжение ВРК вышло за подписью Подвойского, и секретаря Антонова.
Октябрьское вооружённое восстание в Петрограде происходит 25 октября (7 ноября).

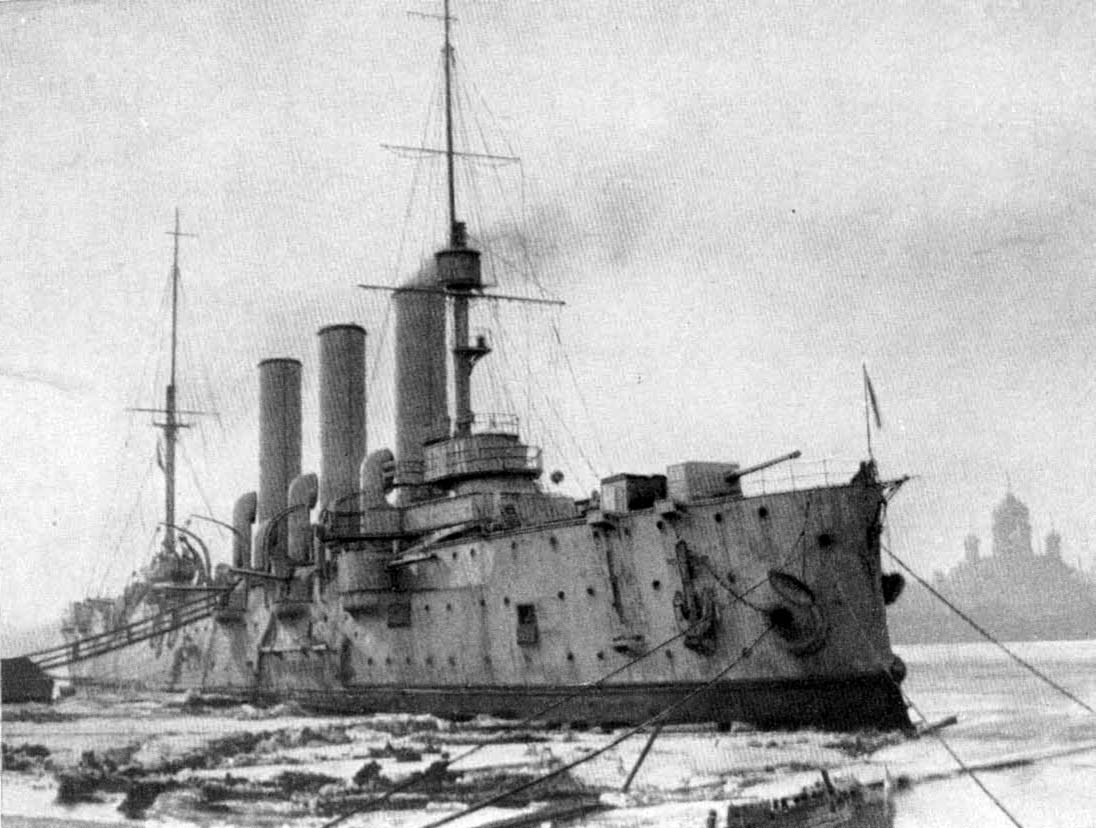
Крейсер «Аврора» в 1917 году

ВРК выпускает воззвание, в котором заявляет, что выступление большевиков является «защитой демократии от контрреволюции». Ленин обращается, минуя ЦК, к Петроградскому и районным комитетам партии с воззванием о том, что «Правительство колеблется. Надо добить его во что бы то ни стало! Промедление в наступлении смерти подобно!».

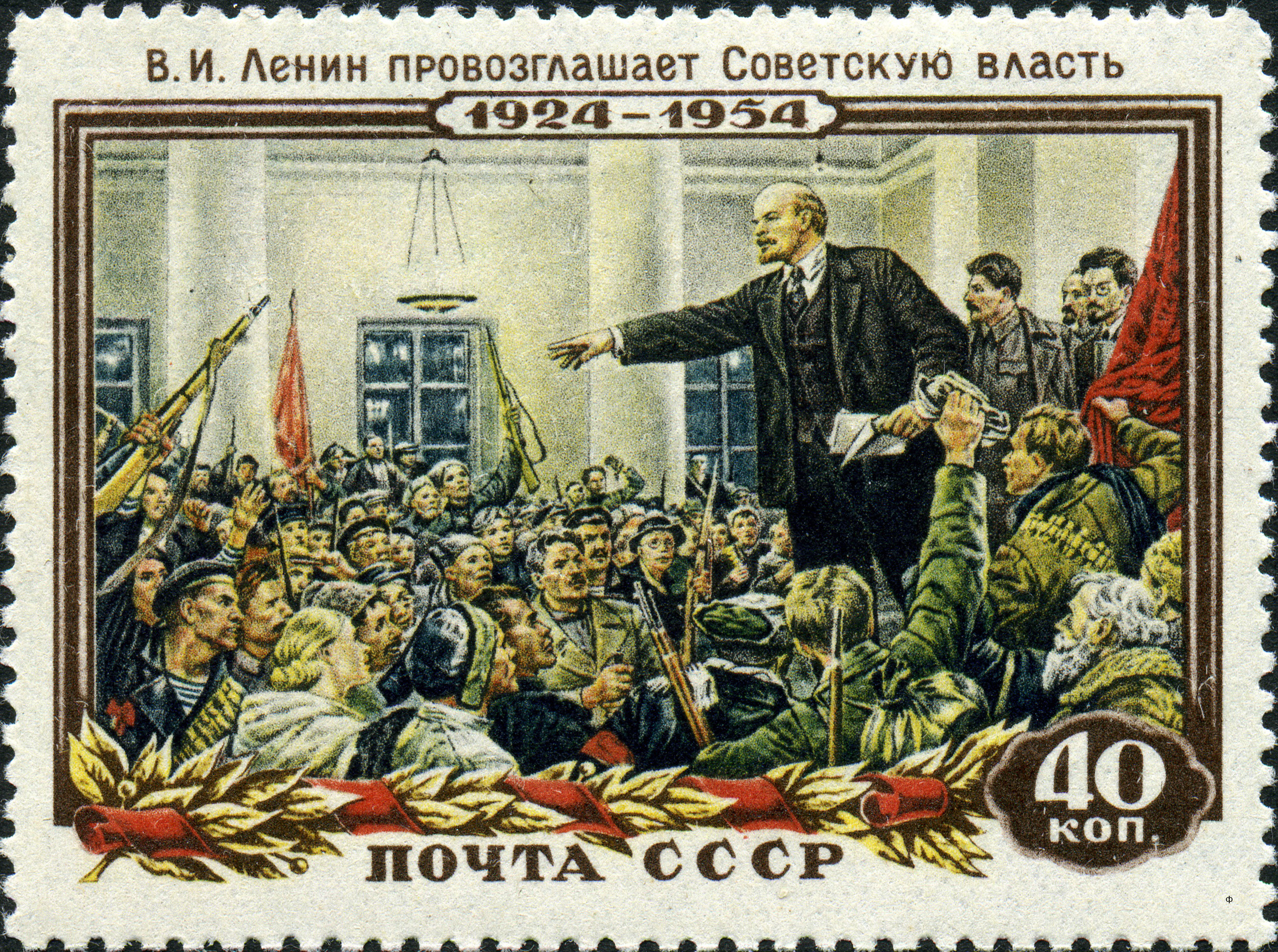
Как указывает исследователь Восленский М. С., известная до распада СССР картина Серова В. А. содержит фактические ошибки: изображённое на ней выступление Ленина, на котором он произнёс историческую фразу «Товарищи! Рабочая и крестьянская революция, о необходимости которой все время говорили большевики, совершилась» имело место не на II Всероссийском Съезде Советов рабочих и солдатских депутатов, а на заседании Петросовета, к тому же в это время Ленин в целях конспирации ещё был бритым, без бороды

Написав это воззвание, Ленин в гриме направляется с конспиративной квартиры в Смольный в сопровождении финского социалиста Эйно Рахья. На Шпалерной улице им приходится прятаться от конного патруля юнкеров. Подозрения Ленина вызывают сообщения о предполагаемых переговорах ВРК со штабом округа («Что они трусят? Тут они всё время говорили, что тот полк — наш, тот — наш…а есть у них 100 человек солдат, 50 человек? Мне не надо полк»), однако, всё-таки попав в Смольный, он лично убеждается, что восстание всё-таки идёт полным ходом. По воспоминаниям Троцкого, прорвавшийся в Смольный Ленин (которого не хотела пускать охрана из-за смены пропусков), прочитав в газетах о предполагаемых переговорах ВРК со штабом округа, «весьма яростно был настроен против нас». Троцкий «успокаивает» Ленина, заявив, что сообщения о переговорах были дезинформацией, которую ВРК пустил в порядке «военной хитрости».
Уничтожив последствия действий Временного правительства большевистский ВРК, в том числе под давлением Ленина, переходит от оборонительных действий к наступательным. Силы ВРК занимают Николаевский вокзал, Петроградскую электростанцию, Госбанк, в 330 ночи крейсер «Аврора» входит в фарватер Невы.
По приказу ВРК, в Петроград из Гельсингфорса выехали три эшелона с революционными матросами, также из Гельсингфорса направлена в Петроград флотилия из патрульного катера и пяти эсминцев. Несколько кораблей направляются в Петроград из Кронштадта. Современники описывают происходящее частушкой «из-за острова Кронштадта на простор Невы-реки выплывает много лодок, в них сидят большевики».
Утром 25 октября Керенский обращается с воззванием 1-му, 4-му и 14-му казачьему полкам «выступить на помощь … революционной демократии … для спасения гибнущей России», однако казаки отказались «служить живыми мишенями». Около 200 человек из 14-го полка всё-таки прибывают к Зимнему дворцу. Они покидают дворец одними из первых, заявив попытавшемуся их остановить поручику Александру Синегубу, что «Когда мы шли сюда, нам сказок наговорили, что здесь чуть ли не весь город… русский-то народ там, с Лениным, остался. А вас тут даже Керенский, не к ночи будь помянут, оставил одних».
В 10 утра Ленин пишет воззвание «к гражданам России» о переходе власти от Временного правительства Керенского к ВРК, надеясь поставить перед фактом II Съезд Советов, заседание которого должно было начаться через несколько часов. В 11 утра Керенский бежит из Петрограда, в 12 часов большевики блокируют Мариинский дворец, в котором заседал Предпарламент.
В 14:35 Троцкий выступает в Смольном на заседании Петросовета, где объявляет, что «Власть Временного Правительства, возглавлявшегося Керенским, была мертва и ожидала удара метлы истории, которая должна была её смести». В ответ на возражения одного из делегатов, что «Вы предрешаете волю Всероссийского съезда Советов», Троцкий ледяным тоном возразил: «Воля Всероссийского съезда Советов предрешена огромным фактом восстания петроградских рабочих и солдат, происшедшего в ночь на сегодня. Теперь нам остаётся лишь развивать нашу победу».
После Троцкого под аплодисменты появляется Ленин, и объявляет Совету, что «Товарищи! Рабочая и крестьянская революция, о необходимости которой всё время говорили большевики, совершилась».

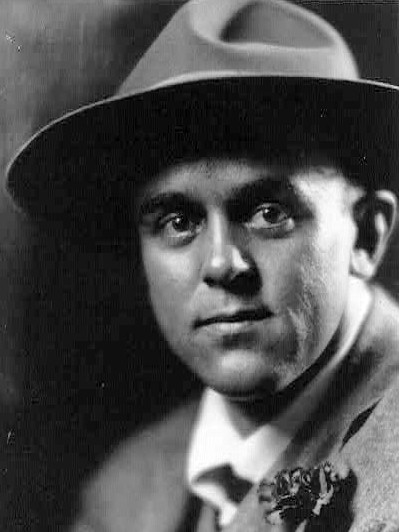
Очевидец Октябрьского вооружённого восстания в Петрограде, американский журналист Джон Рид, автор книги «Десять дней, которые потрясли мир»

Уже в первые дни после прихода к власти большевики заявляют о своей решимости применять любые меры для разгрома своих политических конкурентов. По выражению Ленина, «В Париже гильотинировали, а мы лишь лишим продовольственных карточек… Пускай вопят об арестах. Тверской делегат на Съезде Советов сказал: „всех их арестуйте“, — вот это я понимаю; вот он имеет понимание того, что такое диктатура пролетариата». Троцкий же заявляет, что «Нельзя, говорят, сидеть на штыках. Но и без штыков нельзя. Нам нужен штык там, чтобы сидеть здесь… Вся эта мещанская сволочь, что сейчас не в состоянии встать ни на ту, ни на другую сторону, когда узнаёт, что наша власть сильна, будет с нами… Мелкобуржуазная масса ищет силы, которой она должна подчиняться. Кто не понимает этого — тот не понимает ничего в мире, ещё меньше — в государственном аппарате». Высказывание Троцкого фактически перефразировало императрицу Александру Фёдоровну, в 1916 году заявившую Николаю II, что «Россия любит кнут»: «Дай им теперь почувствовать твой кулак… Нам нужен кнут… Такова славянская натура — великая твёрдость, даже жестокость и вместе с тем горячая любовь».
По воспоминаниям британского посла Дж. Бьюкенена,

…большевики составляли компактное меньшинство решительных людей, которые знали, чего они хотели и как этого достигнуть. Кроме того, на их стороне было превосходство ума, а с помощью своих германских покровителей они проявили организационный талант, которого у них сначала не предполагали. Как ни велико мое отвращение к их террористическим методам, и как ни оплакиваю я разрушение и нищету, в которую они ввергли свою страну, однако я охотно соглашаюсь с тем, что и Ленин и Троцкий — необыкновенные люди. Министры, в руки которых Россия отдала свою судьбу, оказались все слабыми и неспособными, а теперь, в силу какого-то жестокого поворота судьбы, единственные два действительно сильные человека, которых она создала в течение войны, были предназначены для того, чтобы довершить её разорение. Однако, когда они пришли к власти, то они были ещё неизвестными величинами, и никто не ожидал, что они долго продержатся на своих постах. Перспективы были столь темны, что можно было только пробираться ощупью, во тьме.

#### Большевики и левые эсеры в революции 1917 года (галерея)

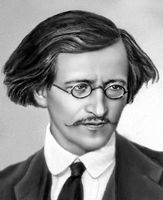
Большевик Антонов-Овсеенко В. А. Лично арестовал последних министров Временного правительства. Сочетал службу в царской армии в чине подпоручика с революционной работой. Поступив в военное училище, он отказался давать присягу на верность царю, после чего был арестован. Через какое-то время снова поступил в другое военное училище, и к присяге всё-таки был приведён. Во время русско-японской войны попытался поднять восстание, затем дезертировал и два раза арестовывался, бежал с царской каторги. За семь лет сменил три социал-демократические фракции, побывав меньшевиком, меньшевиком-интернационалистом и, наконец, присоединился к большевизму
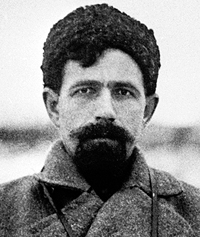
Один из авантюристов[93] революции и Гражданской войны, балтийский матрос Дыбенко П. Е. Пользовался огромной популярностью среди революционных матросов. Сыграл ключевую роль в событиях октября 1917 года, склонив на сторону большевиков слабо поддававшихся какому-либо контролю моряков Балтийского флота
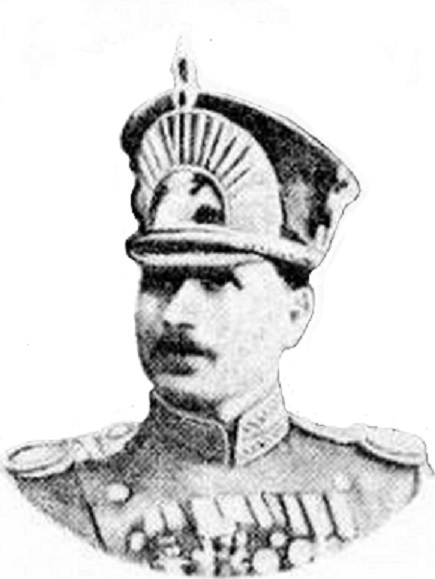
Один из авантюристов революции, подполковник царской армии, левый эсер Муравьёв М. А. До революции был ярым монархистом и черносотенцем, весной-летом 1917 года активно участвовал в организации «ударных» частей. В октябре 1917 года переходит на сторону большевиков, и командует войсками, направленными на подавление выступления Керенского-Краснова, зимой 1917/1918 года воюет на Киевском направлении. Один из изобретателей «эшелонной войны». Летом 1918 года получает должность Командующего Восточным фронтом Красной Армии, поднимает мятеж против большевиков
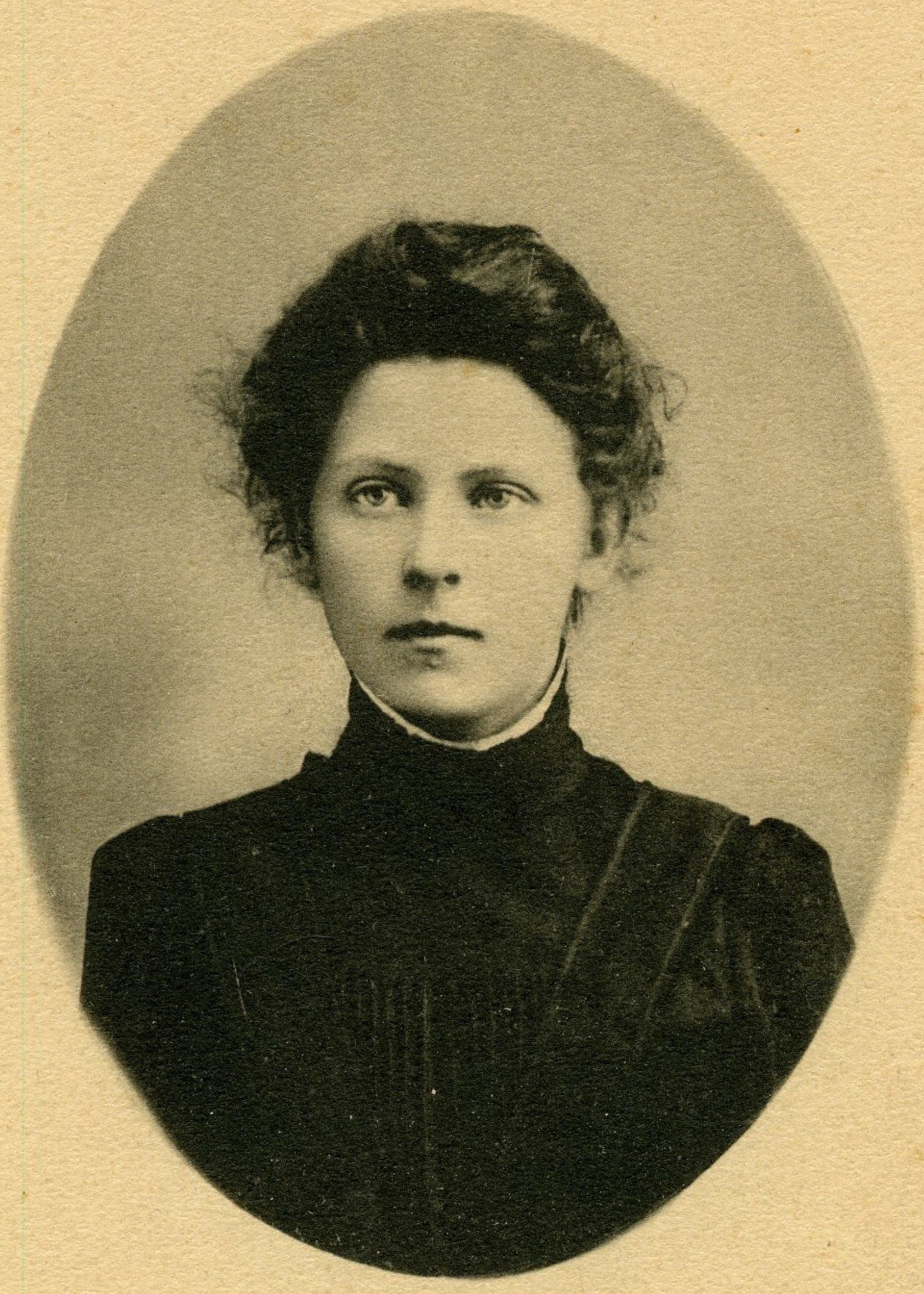
Лидер левых эсеров, террористка Спиридонова М. А. Большинство современников описывает Спиридонову как фанатика. В 1906 году ликвидировала царского чиновника Луженовского. После ареста была изнасилована двумя жандармами, которые затем были ликвидированы эсерами в качестве мести[94]. Приговорена к каторге, освобождена только после Февральской революции. Одобрила Октябрьскую революцию и разгон Учредительного собрания, однако возражала против Брестского мира и политики большевиков в деревне. Лично санкционировала Левоэсеровский мятеж в Москве в июле 1918 года
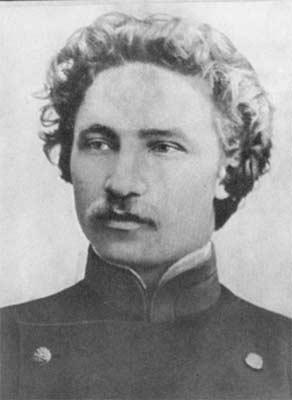
Один из основных организаторов подавления левоэсеровского мятежа большевик Подвойский Н. И., участник захвата особняка Кшесинской в феврале 1917 года, участник штурма Зимнего дворца и подавления выступления Керенского-Краснова. В качестве председателя Высшей военной инспекции стал одним из основателей регулярной Красной армии

### Первые декреты Советской власти
Сразу после своего прихода к власти большевики издают, как правило — за подписью или даже с авторством Ленина — ряд постановлений (названных по образцу Французской революции «декретами»), в какой-то степени задавших важнейшие направления политики новой власти. По оценке Ричарда Пайпса, первые декреты Советской власти не являлись законами как таковыми, а носили исключительно пропагандистский характер, так как Ленин тогда ещё не имел понятия, как долго он продержится у власти, и «видел в них [декретах] модели, по которым будущие поколения смогут учиться революции». Новые законопроекты начинают проходить экспертизу профессиональных юристов Наркомюста только с февраля 1918 года, с весны 1918 года в текстах советских законов уже начинает отмечаться деятельность «старорежимных бюрократов», принятых к тому времени на советскую службу.
|  | В Викитеке есть полный текст Декрета о мире |

|  | В Викитеке есть полный текст Декрета о земле |

|  | В Викитеке есть полный текст Декрета о печати |

|  | В Викитеке есть полный текст Декрета об уничтожении сословий |

|  | В Викитеке есть полный текст Декрета о восьмичасовом рабочем дне |

|  | В Викитеке есть полный текст Декларации прав народов России |

|  | В Викитеке есть полный текст Декрета об отделении церкви от государства и школы от церкви от 20 января (2 февраля) 1918 года |

|  | В Викитеке есть полный текст Декрета о полноте власти Советов |

|  | В Викитеке есть полный текст Декрет о национализации банков |

### Выборы в Учредительное собрание и его силовой роспуск большевиками

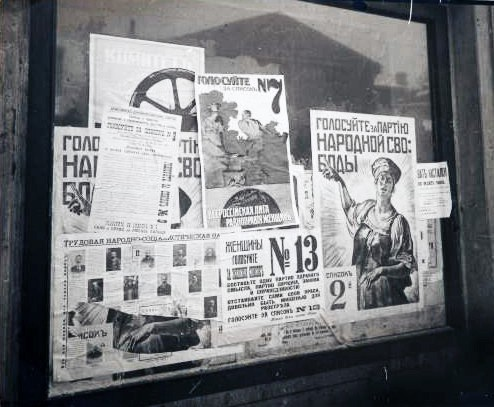
Агитационные плакаты на выборах в Учредительное собрание

Сразу после Октябрьской революции 27 октября 1917 года Совет народных комиссаров принял и опубликовал за подписью В. И. Ленина постановление о проведении в назначенный срок — 12 ноября 1917 года выборов в Учредительное собрание. В соответствии с этим постановлением «все избирательные комиссии, учреждения местного самоуправления, Советы рабочих, солдатских и крестьянских депутатов и солдатские организации на фронте должны напрячь все усилия для обеспечения свободного и правильного производства выборов в Учредительное собрание в назначенный срок». Таким образом, Советское правительство оставалось временным — до созыва Учредительного собрания.
12 ноября 1917 г. начались выборы. Правда, не везде выборы состоялись в установленные сроки и в ряде округов они были перенесены на декабрь и даже на январь. Это связано в основном с техническими и организационными причинами. Электоральная активность колебалась в зависимости от возраста избирателей. Например, в городах Московской губернии самый низкий показатель явки оказался у молодёжи (у 20-летних он составил 45,5 %), а самый высокий показатель был у группы избирателей в возрасте 40—49 лет (59,2 %).
Результатом выборов стала победа социалистов-революционеров (эсеров), получивших на 16 % голосов больше (40 % по официальным данным), чем большевики.
При этом на выборах в Учредительное собрание партия левых эсеров выступала с партией эсеров по общим спискам, так как организационно левые и правые эсеры вплоть до съезда левых эсеров 2—11 декабря (19—28 ноября) 1917 г. представляли единую партию.
В целом же в выборах приняли участие менее 50 % избирателей (44,5 миллиона из 90). Низкая явка на выборах может объясняться тем, что II Всероссийский съезд советов рабочих и солдатских депутатов ко времени выборов принял все важнейшие декреты и самостоятельно установил форму правления (власть Советов), которая предположительно подразумевала разработку первой конституции в истории страны, и тем самым в какой-то степени уменьшил значение избираемого Учредительного собрания.

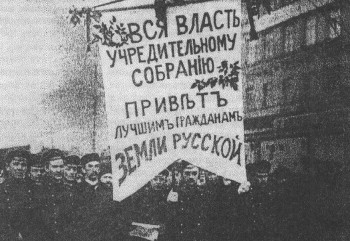
Демонстрация в поддержку Учредительного собрания

Заседание Учредительного собрания открылось 5 (18) января 1918 в Таврическом дворце в Петрограде. На нём присутствовало 410 депутатов только от победивших левых партий; большинство принадлежало эсерам-центристам, большевики и левые эсеры имели 155 мандатов (38,5 %). Открыл заседание по поручению ВЦИК его председатель Я. Свердлов, который выразил надежду на «полное признание Учредительным собранием всех декретов и постановлений Совета народных комиссаров» и предложил принять написанный В. И. Лениным проект «Декларации прав трудящегося и эксплуатируемого народа», 1-й пункт которой объявлял Россию «Республикой Советов рабочих, солдатских и крестьянских депутатов». Декларация повторяла резолюцию II съезда Советов рабочих и солдатских депутатов об аграрной реформе, рабочему контролю и миру. Однако Собрание большинством в 237 голосов против 146 отказалось даже обсуждать большевистскую Декларацию.

Большевики и левые эсеры досрочно покинули заседание, на следующий день оно было разогнано. 9 января был опубликован декрет ВЦИК о роспуске Учредительного собрания, принятый 6 января.

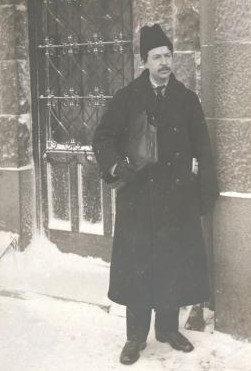
Левый эсер Штейнберг И. З., наркомюст с декабря 1917 по март 1918 года. Враждебно относился к послеоктябрьской деятельности большевиков, особенно к заключению Брестского мира и деятельности ВЧК, пришёл к личной ссоре с Дзержинским Ф. Э. Охарактеризовал новую власть следующим образом: «На одной стороне — опьянение властью: наглость и безнаказанность, издевательство над человеком и мелкая злоба, узкая мстительность и сектантская подозрительность, все более глубокое презрение к низшим, одним словом, господство. На другой стороне — задавленность, робость, боязнь наказания, бессильная злоба, тихая ненависть, угодничество, неустанное обманывание старших. Получаются два новых класса, разделённых между собой глубочайшей социальной и психологической пропастью»

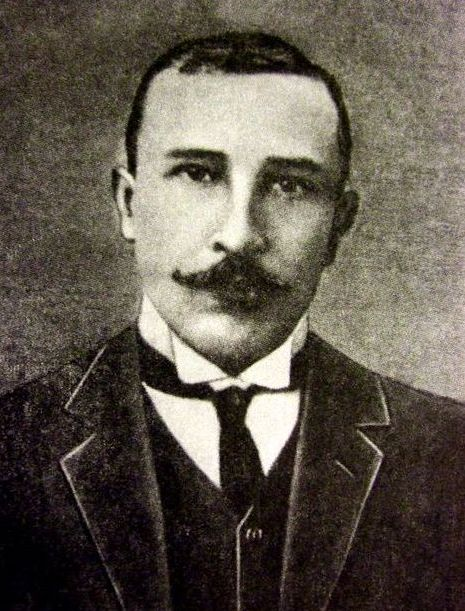
Один из авантюристов революции и гражданской войны, активный террорист Савинков Б. В. Бывший руководитель эсеровской Боевой организации. Автор книг «Конь бледный» и «Воспоминания террориста», экранизированных в 2004 году под названием «Всадник по имени Смерть». Летом 1917 года Савинков являлся товарищем (заместителем) военного министра и и. о. Командующего войсками Петроградского военного округа. Рассматривался как возможный диктатор в качестве правой альтернативы большевикам. После ноября 1917 года развернул бурную антибольшевистскую деятельность, причём в связи с неспособностью социалистов противостоять большевикам начал склоняться к белогвардейцам. Организовал эсеро-белогвардейский Союз защиты Родины и Свободы, был одним из организаторов мятежей в Ярославле, Муроме и Рыбинске летом 1918 года. Состоял в белогвардейском отряде генерала Каппеля В. О., в 1920-21 годах содействовал «зелёным» повстанцам

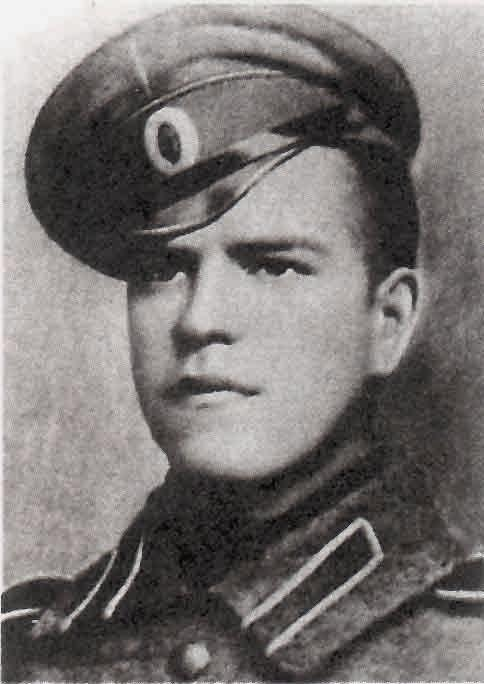
Будущему маршалу Советского Союза Жукову Г. К. в 1917 году был 21 год. В 1915 году мобилизован на фронт, стал Георгиевским кавалером 4-й и 3-й степеней, произведён в унтер-офицеры. С августа 1918 года участвует в гражданской войне. Первую де-факто офицерскую должность командира взвода получает осенью 1920 года

Украинский авантюрист Гражданской войны, бывший штабс-капитан царской армии и георгиевский кавалер, атаман Григорьев Н. А. Отличался значительными колебаниями: в 1917 году поддержал Центральную раду, в 1918 году взбунтовался против режима гетмана Скоропадского и поддержал Петлюру. Однако в феврале 1919 года поднял мятеж и против него, перейдя вместе со своим отрядом на сторону коммунистов. Уже в мае 1919 года Григорьев поднял очередной мятеж, на этот раз против коммунистов. Действия Григорьева сорвали предполагаемый заграничный поход Красной Армии на помощь Венгерской советской республике, которая в результате уже в августе терпит крах. В июне 1919 года Григорьев соединился с силами Нестора Махно, однако уже в июле вошёл с ним в конфликт, и был застрелен самим Махно лично. На фотографии изображён вместе с Антоновым-Овсеенко

Бывший штабс-капитан царской армии и полный георгиевский кавалер, красный сибирский партизан Щетинкин П. Е. В 1919 году распространял среди крестьян фантастические прокламации следующего содержания: «В Москве Великий князь Михаил Александрович торжественно венчался на царствование. Да здравствует Государь Император Михаил Александрович! Председателем Правительства Государь Император назначил Владимира Ильича Ленина. Вся Россия признала Государя Императора Михаила Александровича и Председателя Правительства Владимира Ленина, только один Колчак не хочет его признавать. Все на борьбу с Колчаком!»

## Последующие события
- Установление советской власти в России (1917—1918)

Период с ноября 1917 года по февраль 1918 гг. отличался относительной быстротой и лёгкостью установления власти большевиков и ликвидации вооружённого сопротивления их противников (под Петроградом, в Москве, на Украине, Дону, Кубани и пр.). Для этого периода было характерно наличие широкой социальной опоры у большевиков: они решительно ликвидировали помещичье землевладение, передали землю в распоряжение крестьян, приступили к выводу России из войны, ввели рабочий контроль в промышленности, признали право народов бывшей империи на обретение государственной самостоятельности, поэтому основная масса населения поддержала их. Эта массовая поддержка компенсировала численную и организационную слабость вооружённой силы большевиков (отрядов Красной гвардии, революционно настроенных матросов и солдат старой армии).
Распустив Учредительное собрание, большевики окончательно взяли власть в Петрограде, но взятие власти в стране в целом ещё не было закончено. Если большевики к осени 1917 года заняли большинство в местных Советах крупных промышленных городов, то в Советах более мелких городов и в деревнях большинство, как правило, было эсеровским. Распространение власти большевиков в советской историографии именовалось «триумфальным шествием Советской власти» в связи с тем, что в 69 из 84 губернских городов власть была передана мирно. Установление власти большевиков в Москве произошло ещё в октябре 1917 в ходе ожесточённых боёв. В Нижнем Новгороде, Казани, Туле, Калуге, Севастополе и ряде других городов влияние большевиков в местных Советах было минимальным. Опираясь на отряды Красной гвардии и местные гарнизоны, настроенные в основном пробольшевистски, большевики добиваются переизбрания либо роспуска местных Советов, передавая власть либо большевистским фракциям Советов, либо невыборным ВРК и ревкомам. Основным инструментом таких действий стал декрет ВЦИК «О праве отзыва делегатов» от 21 ноября (4 декабря) 1917 года, декларировавший право избирателей отзывать своих выборных представителей. В некоторых случаях перевыборы могли проводиться 4-5 раз подряд. В апреле—мае 1918 проходят выборы в местные Советы; в ряде городов побеждают меньшевики и эсеры.
Антибольшевистские силы (добровольческое офицерство, казаки тыловых частей, юнкера) в первые послеоктябрьские месяцы не имели значительной социальной опоры, поэтому их попытки организовать сопротивление на фронте и в казачьих областях были сравнительно слабыми. Донскому атаману А. М. Каледину не удалось поднять казаков-фронтовиков на борьбу против большевистской власти, поскольку казаки, уставшие от войны, не хотели драться с большевиками, прекратившими войну. По этой же причине генералам М. В. Алексееву и Л. Г. Корнилову не удалось сформировать на Дону многочисленную армию из добровольцев.
Ликвидация первых очагов сопротивления и антибольшевистских вооружённых формирований не была доведена до конца из-за плохой работы ещё слабых органов Советской власти и низкой боеспособности красногвардейских отрядов и частей Красной армии. В городах Поволжья, Сибири и других районов множились подпольные офицерские организации. Добровольческая армия сумела выжить и сохранить основные офицерские кадры. В этот период Белое движение переживало своего рода подпольно-партизанский период становления, когда закладывались идейные, организационные, кадровые и материальные основы будущих белых правительств и их армий
- Формирование однопартийного государства

| Год          | Численность РКП(б) |
| ------------ | ------------------ |
| Февраль 1917 | 23 600             |
| 1919         | 250 000            |
| 1921         | 730 000            |

Большинство современных исследователей сходятся в том, что формирование в России однопартийного государства не задумывалось большевиками заранее, а стало чистой импровизацией в условиях крайне жёсткой борьбы за власть. По мнению Ричарда Пайпса, к РКП(б) вскоре стало неприменимо слово «партия», как означающее по-латыни «часть», поскольку она поставила вне закона все остальные партии. Более уместным, по мнению Ричарда Пайпса, был бы термин «двусоставное государство», прообразом которого послужил якобинский режим во время Французской революции. Процесс формирования такого государства в общих чертах закончился к лету 1918 года, и в нём можно выделить следующие значимые этапы:
- - II Всероссийский съезд Советов рабочих и солдатских депутатов. Умеренные социалисты в знак протеста против произошедшей Октябрьской революции бойкотируют работу Съезда, и отказываются принимать участие в новом правительстве. Меньшевик Либер М. И. характеризует Октябрьскую революцию, как «удачную контрреволюцию». Первый состав Совнаркома на 100 % состоит из большевиков;
  - В том числе под давлением исполкома железнодорожного профсоюза Викжель, угрожающего блокадой в случае отказа от формирования «однородного социалистического правительства» (правительственной коалиции всех социалистических партий), в декабре 1917 года составляется правительственная коалиция большевиков и левых эсеров;
  - Объявление вне закона кадетской партии 28 ноября (11 декабря) 1917 года ленинским декретом «Об аресте вождей гражданской войны против революции»;
  - В январе 1918 года большевики и левые эсеры, убедившись, что в Учредительном собрании они оказались в меньшинстве, разгоняют его;
  - Начиная уже с ноября 1917 года, Совнарком начинает присваивать себе вместе с исполнительной, и законодательную власть. Опираясь на своё большинство во ВЦИК, большевики переносят центр принятия решений из ВЦИК в Совнарком и ЦК РСДРП(б). В частности, решение о подписании Брестского мира было принято ЦК РСДРП(б), а затем большевистская фракция ВЦИК проголосовала за него в порядке партийной дисциплины. Окончательное перемещение реальной власти из советских органов в партийные (в том числе — из ВЦИК в ЦК) вплоть до 1922 года сдерживалось тем, что Ленин возглавлял одновременно и советское правительство (Совнарком), и партию. Тем не менее, с декабря 1919 года вводится сессионный порядок работы ВЦИК с созывом плановых сессий раз в два месяца, и чрезвычайных — в случае необходимости решения неотложных вопросов. Таким образом, ВЦИК превращается в непостоянный орган, от имени которого действует постоянный орган, Президиум ВЦИК;
  - С разгоном Учредительного собрания в январе 1918 года большевикам удаётся в целом разгромить умеренных социалистов (меньшевики, правые эсеры и эсеры центра), которые какое-то время сохраняют влияние только на периферии бывшей Российской империи (меньшевистское правительство в Грузии, эсеро-белогвардейское правительство Комуча в Самаре и др.). К апрелю 1918 года обостряются отношения большевиков уже с другими радикальными партиями, в первую очередь, левыми эсерами и анархистами, обвиняющими коммунистов в «оппортунизме» и «предательстве интересов масс». Поводом для конфликтов становится строительство большевиками новой государственной машины (по выражению левого эсера Мстиславского С. Д. — «оппортунистическое служение Молоху государства»), привлечение «буржуазных специалистов», политика на селе, и особенно — заключение непопулярного Брестского мира. На II Съезде ПЛСР в апреле левый эсер Штейнберг И. З. обвиняет большевиков в том, что «наши советские органы развращаются все больше и с каждым днём». Также в апреле 1918 года ВЧК проводит разгром анархистской организации в Москве, обвинив её в перерождении в «анархо-бандитизм».
  - Известный эсеровский террорист Борис Савинков в марте 1918 года пытается организовать антибольшевистский переворот в Москве, однако к концу мая этот заговор был раскрыт ВЧК. Тем не менее, в июле 1918 года руководимой Савинковым террористической организации «Союз защиты Родины и Свободы» удаётся организовать восстание в Ярославле. Кроме того, начинаются восстания в Муроме и Рыбинске, которые, однако, были подавлены большевиками через несколько часов. К лету 1918 года эсеры и меньшевики окончательно приходят к выводу, что политическая конкуренция с большевиками мирными методами является невозможной, так как большевики разгоняют выборные органы силой. Также летом 1918 года большевики начинают попытки перенести центры силы в деревнях из находившихся под влиянием эсеров Советов в комбеды;
  - После левоэсеровского мятежа в Москве правительственная коалиция окончательно превращается в однопартийное правительство. Многие рядовые левые эсеры публично отмежёвываются от действий руководства своей партии, образуются лояльные коммунистам новые партии из бывших левых эсеров: Партия революционного коммунизма (самораспустилась в 1920 году, слившись с РКП(б)) и Партия народников-коммунистов (также самораспустилась и слилась с РКП(б) уже 6 ноября 1918 года);
  - В борьбе с большевиками правые эсеры прибегают к методу, испытанному ещё до революции — индивидуальному террору. Как указывает исследователь Ричард Пайпс в своей фундаментальной работе «Большевики в борьбе за власть», после переезда Совнаркома из Петрограда в Москву весной 1918 года за ним также последовала часть Боевой организации партии с.-р. Следуя дореволюционной тактике, эсеровские боевики решили детально изучить перемещения большевистских вождей, наметив основной целью для теракта Троцкого, как «военного лидера» большевиков. Однако вскоре они выяснили, что Троцкий непрерывно и хаотично перемещается между столицей и фронтом, поэтому, по выражению эсеровского террориста Семёнова, «по техническим причинам» было решено сначала ликвидировать Ленина. В процессе подготовки теракта Семёнов обнаруживает, что независимо от него такое же покушение готовит Каплан, которую он охарактеризовал, как «непоколебимого революционного террориста». После серии покушений правых эсеров на большевистских лидеров (комиссар печати и агитации Северной области Володарский, председатель Петроградской ВЧК Урицкий М. С., председатель Совнаркома Ленин В. И.) в сентябре 1918 года официально объявляется красный террор. Ещё 14 июня 1918 года партии меньшевиков и эсеров (правых и центра) запрещены.

Ещё до 1917 года, в эмиграции в Швейцарии, лидер эсеров Чернов В. М. заявляет Ленину: «Приди вы к власти, вы на следующий день меньшевиков вешать станете», на что Ленин, «прищурившись», в шутку отвечает, что «Первого меньшевика мы повесим после последнего эсера». Сталин в своей статье «Лондонский съезд РСДРП» (1907 год) выразился ещё грубее: «Статистика показала, что большинство меньшевистской фракции составляют евреи (не считая, конечно, бундовцев), далее идут грузины, потом русские. Зато громадное большинство большевистской фракции составляют русские, далее идут евреи (не считая, конечно, поляков и латышей), затем грузины и т. д. По этому поводу кто-то из большевиков заметил шутя (кажется, тов. Алексинский), что меньшевики — еврейская фракция, большевики — истинно — русская, стало быть, не мешало бы нам, большевикам, устроить в партии погром».
Отдельные небольшие фракции эсеров, меньшевиков и анархистов сохраняют легальность вплоть до 1922 года, однако, уже полностью потеряв какое-либо влияние на ход событий. Партия меньшевиков с приходом к власти в Омске адмирала Колчака под влиянием Ноябрьской революции в Германии признаёт Октябрьскую революцию «исторически необходимой», несмотря на её «антипролетарские, антидемократические или анархические тенденции». 30 ноября 1918 года меньшевики на какое-то время легализовались постановлением ВЦИК, и даже проводили меньшевистские партийные мобилизации в Красную армию на борьбу с Колчаком, также сняв лозунг созыва Учредительного собрания. В январе 1919 года легализуется меньшевистская газета «Всегда вперёд», однако после нескольких выпусков она закрывается за критику «красного террора».
Уже в марте 1919 года начинаются новые аресты. Освобождённого в мае 1919 года после очередного ареста меньшевика Дана Ф. И. мобилизуют в РККА, затем откомандировав в Наркомздрав. С приближением окончания Гражданской войны рядом постановлений Политбюро ЦК РКП(б) в 1920—1921 годах меньшевики выводятся на вспомогательные должности в провинцию. Во второй половине 1922 года проходит очередная волна арестов, в результате которой меньшевики фактически прекращают своё существование в России. К этому времени ряд меньшевиков, вплоть до бывших членов меньшевистского ЦК, порывают со своей партией, и присоединяются к РКП(б) (Хинчук Л. М., Вышинский А. Я., Майский И. М. и др.) Близкая к «меньшевикам-интернационалистам» Российская социалистическая рабочая партия интернационалистов в 1920 году сливается с РКП(б).
С началом Гражданской войны правые эсеры принимают самое активное участие в деятельности первого антибольшевистского правительства Комуча. С приходом к власти в Омске адмирала Колчака один из эсеровских лидеров Гоц А. Р., ещё в октябре 1917 года возглавивший антибольшевистский Комитет спасения Родины и революции, осенью 1918 года провозглашает «борьбу на два фронта» — как против большевиков, так и против белогвардейцев. В декабре 1918 года Уфимский комитет ПСР обращается к остаткам Народной армии Комуча с призывом переходить на сторону большевиков, и снимает лозунг созыва Учредительного собрания. 20 марта 1919 года ПСР вновь легализуется, возобновлён выпуск эсеровской газеты «Дело народа», однако, закрытой уже после шести номеров.
Эсеры принимают участие в крестьянских восстаниях, как против колчаковского правительства в Сибири, так и против большевиков. Фактически прекращают своё существование тоже в 1922 году. Летом этого года над ними организован показательный процесс, санкционированный лично Лениным и Троцким. Остатки эсеров объявляют о своём самороспуске в начале 1923 года.
- Бойкот Советского правительства госслужащими (1917—1918)

Немедленно после прихода большевиков к власти им пришлось столкнуться со всеобщим бойкотом (в советской историографии — «контрреволюционный саботаж») старых госслужащих. На несколько месяцев была заблокирована работа нескольких старых министерств, предпринимались попытки распространения забастовок на почту, телеграф, телефон, типографии, продовольственное снабжение Петрограда и т. д. Самым чувствительным ударом для большевиков стала забастовка Госбанка и Государственного казначейства, отказавшихся признавать новую власть.
В течение ноября — декабря 1917 года большевики постепенно «завоёвывают» ряд старых органов власти, вынуждая их возобновить свою работу. Для этого использовался массовый набор, на место бастующих госслужащих, петроградских рабочих и балтийских матросов.
- Слом старой государственной машины, и строительство новой («Диктатура пролетариата»)

Опираясь на разработанную в XIX веке Марксом и Энгельсом доктрину «диктатуры пролетариата», и на исторический опыт Парижской коммуны 1871 года, Ленин в своей работе 1917 года «Государство и революция» отстаивает необходимость слома старой государственной машины. Уже с ноября 1917 года разворачивается бурный процесс уничтожения старого госаппарата, и строительство вместо него нового. До начала его работы, в ноябре — декабре 1917 года, основной властью в столице оставался Петроградский ВРК, создавший в своей структуре даже отдел по организации снабжения Петрограда и фронта продовольствием.
II Всероссийский Съезд Советов формирует новые органы власти — ВЦИК («советский парламент») и СНК («советское правительство»). Министерства разогнанного Временного правительства заменяются наркоматами. Старые судебные органы заменяются «народными судами» и ревтрибуналами, 7 декабря 1917 года основана ВЧК. 15 января 1918 года декретом СНК «О рабоче-крестьянской Красной армии» начато формирование РККА.
Одним из шагов новой власти стал роспуск «народной милиции» Временного правительства, заменённой на «рабочую милицию». 28 октября (10 ноября) 1917 года НКВД принимает постановление «О рабочей милиции»; эта дата в настоящее время отмечается в России как День милиции. 2 декабря 1917 года распускаются центральные органы старой милиции.
Первоначально большевистская милиция задумывалась, как самодеятельные добровольческие отряды, в соответствии с курсом на замену постоянной армии и полиции «всеобщим вооружением народа»; постоянные организационно-штатные формы милиции никак не были зафиксированы. Управление милицией первоначально также было децентрализованным; милиция на местах подчинялась местным Советам. В том или ином городе иногда параллельно существовали фактически дублировавшие друг друга рабочая милиция и Красная гвардия, иногда только рабочая милиция или только Красная гвардия.
Организационное оформление милиции произошло в 1918 году. Уже в октябре 1918 года милиция окончательно оформилась в постоянную централизованную структуру, действующую на профессиональной основе и по своему статусу фактически ничем не отличающуюся от царской полиции.
Создание новой государственной машины проходит в условиях всеобщего бойкота (в советской историографии — «саботажа») старых госслужащих. Начинается массовый набор в формирующиеся наркоматы рабочих, революционных солдат и матросов. С июля 1918 года начинают широко практиковаться массовые партийные мобилизации коммунистов, как правило — на фронт, но в некоторых случаях также на административно-хозяйственную деятельность (см. также Партийная мобилизация). С марта 1920 года проводятся массовые мобилизации на практически разрушенный войной транспорт, после окончания Гражданской войны широко практикуются партийные мобилизации в самые разные отрасли.
В общих чертах создание новой государственной машины заканчиваются к лету 1918 года с принятием Конституции РСФСР 1918 года, которая унифицировала систему Советов, и устранила накопившийся в ней хаос. Так, на местах «рабочая милиция» могла дублироваться Красной гвардией, стихийно возник целый ряд различных судебных органов («народный суд», «пролетарский суд», «суд общественной совести» и др.). До принятия Конституции не были окончательно урегулированы отношения местных Советов с центром; так, некоторые из этих Советов отказались признавать Брестский мир, и считали себя в состоянии войны с Германией. Кроме того, на местах могли существовать самые разнообразные Советы (Советы военных депутатов, Советы матросских и офицерских депутатов, Советы безземельных крестьян, Советы казачьих депутатов, Советы рабочих старост, Советы депутатов трудовой интеллигенции и т. д) с самыми разными нормами представительства и разной структурой (некоторые местные Советы даже имели в своём составе «наркоматы иностранных дел»; так, Съезд Советов Центрально-Сибирской области, собравшийся в Иркутске в феврале 1918 года, отказался признавать условия будущего Брестского мира, и назначил собственного «комиссара по иностранным делам»).
- Цензура в СССР

Уже 27 октября 1917 года Совнарком принимает Декрет о печати, объявивший вне закона «контрреволюционные газеты». Были закрыты правые газеты «Новое время» и «Биржевые ведомости», кадетская газета «Речь» и меньшевистская «День»; некоторые газеты начали выходить снова под другими названиями. Так, газета старого состава ВЦИК «Голос солдата» переименовалась на «Солдатский голос». В дальнейшем эта газета также меняет своё название на «Искра», «Солдатский крик», «Мира, хлеба и свободы», «За свободу», «За свободу народа», «Революционный набат», «Набат революции».
Основная газета самих большевиков, «Правда», после июльского поражения переименовавшаяся в «Рабочий путь», возвращает себе старое название.
Декрет вызвал сильное негодование: 21 ноября большевистский ВРК в Москве отменил его действие, 26 ноября Союз русских писателей выпустил одноразовую «газету-протест». Против декрета высказываются 3. Н. Гиппиус, Е. И. Замятин, В. И. Засулич, В. Г. Короленко, Д. С. Мережковский, А. Н. Потресов, Ф. К. Сологуб, П. А. Сорокин.
Левоэсеровская фракция ВЦИК также заявила протест, однако благодаря своему большинству большевикам удалось забаллотировать резолюцию об отмене Декрета о печати 34 голосами против 24 при одном воздержавшемся. Левые эсеры в знак протеста отказываются сотрудничать с большевиками, и покидают свои посты. К протестам присоединяется также ряд самих большевиков: Ногин, Милютин, Рыков, Теодорович, Ларин, Шляпников.
В рамках Декрета о печати в течение 1917-18 годов было закрыто до 337 газет. Стремясь лишить оппозиционные газеты экономической основы, большевики 8 ноября 1917 года вводят государственную монополию на объявления в газетах. В январе 1918 года цензуре придан более регулярный характер с образованием революционного трибунала печати.
Одним из наиболее активных проводников новой цензуры в Петрограде стал комиссар печати Северного союза коммун В. Володарский. В этом качестве он развил бурную деятельность, за несколько месяцев закрыв до 150 газет общим тиражом до двух миллионнов экземпляров, причём, например, при закрытии газеты «Новый вечерний час» он обвинил издание в том, что оно распространяло «лживые, провокационные слухи» под видом опечаток.
- Земельный вопрос после октября 1917 года.

Большевистский Декрет о земле фактически легализовал массовые самозахваты крестьянами земли, начавшиеся ещё с апреля 1917 года, и ставшие особенно бурными с лета 1917. По оценке Ричарда Пайпса, крестьянское большинство населения страны после принятия Декрета вплоть до весны 1918 года полностью отходит от всякой политической деятельности, с головой уйдя в «чёрный передел» земли. Помимо земли, ранее принадлежавшей помещикам, купцам, духовенству и царской семье, крестьяне также захватывают земли «отрубников», вышедших из общин во время столыпинской аграрной реформы, имели место и столкновения между общинами.
Передел земли привёл к новой вспышке дезертирства в армии, крестьянской по своему составу: многие солдаты стремились успеть в свои деревни к разделу земли. Дезертирству также способствовал окончательный развал продовольственного снабжения армии. К весне 1918 года передел земли был, в общих чертах, закончен, и прибывающие к этому времени дезертиры уже опоздали.
Оценки количества земли, полученной крестьянами в результате принятия Декрета о земле, разнятся. По официальным данным Наркомзема на 1920 год было получено 21,15 млн десятин (23,27 млн га), «прирезки» составили 0,4 десятины на едока, то есть 23,7 %. Крестьянство избавилось от ренты до 700 млн руб. в год, кроме того, большевики отменили задолженности деревни Крестьянскому поземельному банку, дошедшие до 1,4 млрд руб. С другой стороны, гиперинфляция, резко возросшая с 1918 года, полностью уничтожила сбережения крестьян, которые Ричард Пайпс оценивает на октябрь 1917 года в 5 млрд руб.
Ещё до революции большевики, по оценке исследователя Восленского М. С., решили сделать своей опорой не крестьян, а рабочих, не таких многочисленных, но лучше организованных и более дисциплинированных. Вместе с тем рабочих в стране было не более 10 % населения, а большинством по крайней мере в 80 % населения являлось «мелкобуржуазное» крестьянство. «Диктатура пролетариата» была установлена, с точки зрения большевистской идеологии в «мелкобуржуазной» стране, «мелкобуржуазность» которой, в результате принятия большевистского Декрета о земле, только возросла. Все крупные хозяйства к 1918 году были уничтожены, сменившись мелкими. В первую очередь крестьяне-общинники ликвидировали немногие наиболее эффективные хозяйства, принадлежавшие купцам и помещикам, и ориентированные на поставки продовольствия на рынок. В итоге товарность резко падает.
- Продразвёрстка

Первые безуспешные попытки заменить рыночную систему снабжения городов продразвёрсткой начинают предприниматься ещё царским правительством с декабря 1916 года, и продолжаются, также без успеха, Временным правительством в 1917 году. Аналогичные меры параллельно предпринимаются и другими воюющими державами, отличаясь особенным размахом в Германии, которая ввела государственную хлебную и картофельную монополии ещё в 1914—1915 годах. Из-за сопротивления деревни продразвёрстка в России полностью проваливается. Большевики начинают проявлять активность в этой сфере, начиная с введением в мае 1918 года «продовольственной диктатуры». Стремясь сломить сопротивление деревни, они формируют продотряды, и целые «продармии», отношения города и деревни всё больше начинают принимать характер войны с тысячами жертв.
- Рабочий контроль

Популистский лозунг рабочего контроля («фабрики — рабочим») стал для большевиков одним из основных, наряду с лозунгом немедленного мира («демократический мир без аннексий и контрибуций»). Ещё в феврале 1914 года царский министр внутренних дел Дурново В. П. в своей, оказавшейся пророческой, «Записке Дурново», отмечал, что «Русский простолюдин, крестьянин и рабочий одинаково не ищет политических прав, ему и ненужных, и непонятных. Крестьянин мечтает о даровом наделении его чужою землёю, рабочий — о передаче ему всего капитала и прибылей фабриканта, и дальше этого их вожделения не идут». Стихийная организация фабзавкомов и вооружённых рабочих отрядов (Красная гвардия) начинается уже с февраля 1917 года, наряду с введением 8-часового рабочего дня явочным порядком. Уже к июню 1917 года большевики начинают доминировать в движении фабзавкомов.
К ноябрю 1917 года на ряде фабрик и заводов постановлениями собраний рабочих уже стихийно вводился рабочий контроль, в виде непосредственного вмешательства в производство, куплю-продажу, финансы, приём и увольнение рабочих и др. Официально он был узаконен декретом ВЦИК «О рабочем контроле» от 14 (27) ноября 1917 года; в ближайшие месяцы после принятия Декрета он неоднократно являлся предлогом для национализации тех или иных предприятий в связи с недопущением их владельцами рабочего контроля. По оценке исследователя Восленского М. С., уже к середине 1918 года рабочий контроль был отменён большевиками, как, по словам Ленина, «шаг противоречивый, шаг неполный». На деле он вызвал только падение трудовой дисциплины, дезорганизацию и снижение производительности труда, так как рабочие зачастую проявляли некомпетентность в технических и управленческих вопросах, не могли самостоятельно организовать производственный процесс и снабжение.
Уже с марта 1918 года начинается процесс централизации власти на предприятиях в руках профсоюзов и ВСНХ. С апреля 1918 года большевики были вынуждены поддержать возвращение в некоторых случаях на заводы непопулярных управленцев и инженеров («буржуазные специалисты»), изгнанных годом ранее, какое-то время даже ведутся переговоры с предпринимателями Мещерским и Стахеевым с целью использовать их опыт организации крупных промышленных объединений.
- Военный коммунизм

Построение режима «военного коммунизма» в общих чертах начинается с ноября-декабря 1917 года с началом национализации, и доходит до логического завершения уже в 1920 году с формированием трудармий. По замыслу своих создателей, эксперимент по всеобщему огосударствлению экономики должен был привести к невиданному росту производительности труда. Вместо этого, он привёл к полному краху промышленности и железных дорог, всеобщему бегству из городов, в 1921 году начался голод. К концу Гражданской войны население Петрограда сократилось, по крайней мере, втрое, а Москвы — вдвое. Уровень производства упал до 18 % от довоенного, производительность труда, в том числе, вследствие недоедания, до 26 %, численность рабочих в стране упала вдвое. На XI Съезде РКП(б) в мае 1922 года Ленин даже заявил, что пролетариата в стране «не существует», а на фабрики идут «не пролетарии, а всякий случайный элемент», на что Шляпников А. Г. публично заметил: «Владимир Ильич вчера сказал, что пролетариат как класс, в том смысле, каким имел его в виду Маркс, не существует. Разрешите поздравить вас, что вы являетесь авангардом несуществующего класса».
В рамках мер по строительству нового общества в стране вводится эксперимент по нормированному распределению товаров и услуг, образуются новые бюрократические структуры, ВСНХ и Наркомпрод. В сентябре — декабре 1918 года вводится трудовая повинность, которую Ричард Пайпс оценивает как архаичную меру, существовавшую в России ещё во времена Московского государства.
Одной из сторон военного коммунизма стала фантастическая гиперинфляция, далеко превзошедшая «достижения» царского и Временного правительств: к 1923 году рубль обесценился по сравнению с 1914 годом буквально в сотни миллионов раз. Ричард Пайпс подчёркивает, что, в соответствии с курсом на отмену денег, большевики не только никак не боролись с раздутой денежной эмиссией и гиперинфляцией, а, наоборот, даже считали гиперинфляцию позитивным явлением.
- Попытки экспорта революции («Мировая революция»)

| Речь наркомвоенмора Троцкого «Братский союз советских республик» ... Товарищи! Старая царская Россия была скована воедино железным обручем насилия и произвола. Во время последней мировой жестокой войны этот обруч сломился и распался. И вместе с тем распалась на части старая царская Россия. И многим казалось, что больше не собраться народам России воедино никогда. Но вот на наших глазах совершается великое историческое чудо: Советская власть объединяет народы старой царской России воедино. Советские войска освободили Харьков и Киев. И что же? Народ украинский — хочет ли он жить особой жизнью от остальной Советской России ?! Нет, он хочет дружного братского союза и неразрывной связи. Красные полки освободили Ригу и Вильно. И что же ? Народ латышский, народ литовский, народ белорусский,— стремятся ли они отмежеваться от нас каменной стеной ?! Нет, они хотят братского тесного союза. И то же самое произойдёт завтра с Эстляндией, Кавказом, Сибирью, со всеми ныне ещё разрозненными частями старой царской империи. Это значит, что в сердцах трудовых народов живёт непреодолимое стремление к соединению своих сил. Там, где была железом и кровью скованная царская империя, там было вместе с тем в глубинах народного сознания стремление к братской свободной жизни, без вражды, борьбы и свары одной нации с другой нацией. Ныне трудящиеся люди, получившие при посредстве Советской власти в свои руки управление государством,— они строят новую Советскую Федеративную Россию. И эта новая Советская Россия протягивает свои руки рождающейся Германии, и будет во всем мире единая советская республика всех народов! Вслед за приходом большевиков к власти в России целый ряд радикалов начинают аналогичные попытки взятия власти и в других странах. В течение нескольких лет возникает несколько недолговечных советских республик за пределами бывшей Российской империи: Эльзасская советская республика, Венгерская Советская Республика, Баварская Советская Республика, так называемая «Персидская Советская Социалистическая Республика» и др. Как показали дальнейшие события, надежды большевиков на советизацию в самое ближайшее время всей Европы, или даже всего мира, были полностью оторваны от реальности; как указывает Ричард Пайпс, Ленин в 1920 году даже рассматривал на полном серьёзе перспективы скорейшей большевизации Италии. 5 августа 1919 Троцкий, опираясь на предложения Фрунзе М. В., предлагает в своей записке ЦК РКП(б) рассмотреть возможность похода в Индию. В 1919 году основан Коминтерн, задуманный коммунистами, как объединение всех компартий мира в наднациональную (в том числе и над-российскую) мировую компартию. В 1924 году основан СССР, как союз национальных советских республик, в который теоретически могли бы входить и советские республики за пределами бывшей Российской империи — вплоть до советизации всего мира. С окончанием Гражданской войны начинается постепенное сворачивание курса на «мировую революцию». Коминтерн из наднационального органа фактически превращается в зарубежный рычаг национального государства, а в состав СССР так и не вошли территории за пределами бывшей Российской империи (за исключением Тувы, на момент революции находившейся под российским протекторатом — см. Урянхайский край). - Один из участников революции и гражданской войны, чешский писатель Ярослав Гашек, автор всемирно известных «Похождений бравого солдата Швейка». В 1915 году был призван в австро-венгерскую армию, в том же году сдался в русский плен. В 1918 году вступает в ВКП(б), вплоть до декабря 1920 года участвует в Гражданской войне - Венгерский коммунист Бела Кун. Как австро-венгерский военнослужащий, в 1916 году попал в русский плен. В 1917 году вступил в РСДРП(б), после краха Центральных держав в ноябре 1918 года вернулся в Венгрию, и в марте 1919 года основал Венгерскую советскую республику. После её разгрома силами бывшего австро-венгерского адмирала Хорти бежал в Австрию и затем — в Россию - Швейцарский политэмигрант из немецкоязычного кантона Санкт-Галлен Фриц Платтен, был ранен во время первого покушения на Ленина, 1 января 1918 года в Петрограде |

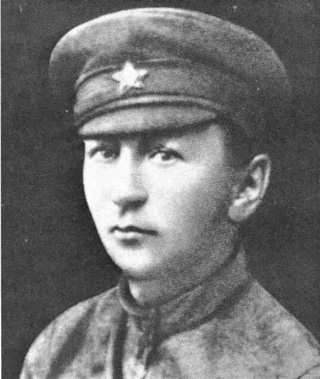
Один из участников революции и гражданской войны, чешский писатель Ярослав Гашек, автор всемирно известных «Похождений бравого солдата Швейка». В 1915 году был призван в австро-венгерскую армию, в том же году сдался в русский плен. В 1918 году вступает в ВКП(б), вплоть до декабря 1920 года участвует в Гражданской войне
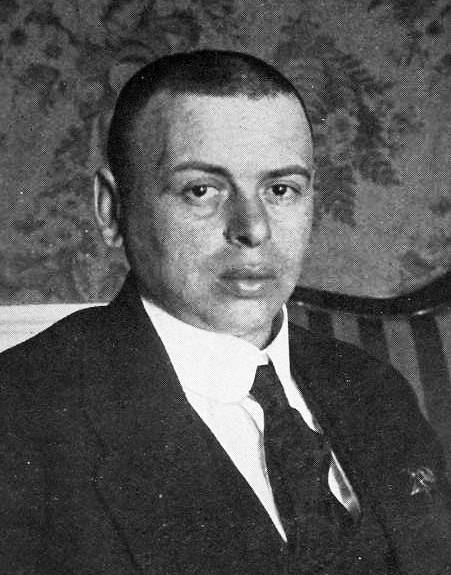
Венгерский коммунист Бела Кун. Как австро-венгерский военнослужащий, в 1916 году попал в русский плен. В 1917 году вступил в РСДРП(б), после краха Центральных держав в ноябре 1918 года вернулся в Венгрию, и в марте 1919 года основал Венгерскую советскую республику. После её разгрома силами бывшего австро-венгерского адмирала Хорти бежал в Австрию и затем — в Россию
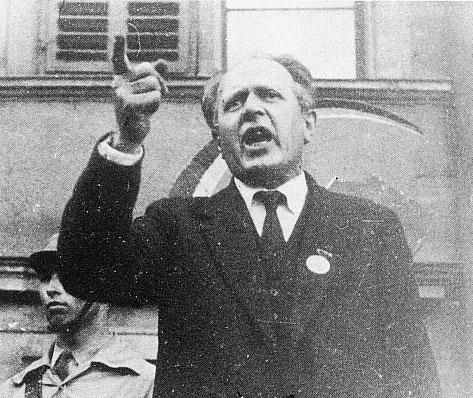
Швейцарский политэмигрант из немецкоязычного кантона Санкт-Галлен Фриц Платтен, был ранен во время первого покушения на Ленина, 1 января 1918 года в Петрограде

- Дипломатическая изоляция Советского правительства

Временное правительство было практически немедленно признано в мире; первой иностранной державой, признавшей новую власть, стали США (22 марта 1917), Великобритания и Франция 24 марта. Приход же к власти большевиков был встречен крайне враждебно как союзными державами Антанты, так и нейтральными государствами. Великобритания отказывается признавать Совнарком законным правительством, посольство Соединённых Штатов в феврале 1918 года убывает из Петрограда в Вологду, а в июле — в Архангельск. К декабрю 1918 года устанавливается фактически полная дипломатическая изоляция большевиков.
Единственной державой, признавшей новую власть в России, оказывается Германия. Вместе с тем советский полпред Иоффе А. А. разворачивает в Германии бурную революционную деятельность, за несколько дней перед Ноябрьской революцией был выслан из страны, а дипломатические отношения разорваны.
- Гражданская война в России

Периодизация Гражданской войны в России до сих пор проводится разными исследователями по-разному. К первым вооружённым столкновениям зачастую относят ещё октябрьские бои 1917 года в Москве, когда впервые был применён термин «белая гвардия». В течение последующих месяцев постепенно проходит формирование ряда очагов вооружённого антибольшевистского сопротивления: казачьи области на Дону, север России (Мурманск, Архангельск) и др. Вплоть до лета 1918 года боевые действия ограничиваются столкновениями относительно небольших по численности вооружённых отрядов, в связи с тем, что бывшая Российская Императорская армия к концу 1917 года окончательно развалилась, а новые армии как большевиков, так и их противников ещё были малочисленны. В связи с этим огромную роль начинают играть разнообразные иностранные войска, на этом этапе более многочисленные и лучше организованные: германо-австрийские оккупанты в бывших западных национальных окраинах Российской империи, британо-американские оккупанты в Архангельске и Мурманске, японо-американские во Владивостоке. В значительную военную силу превращаются бывшие национальные части Российской Императорской армии — латышские и чехословацкие.
Восстание Чехословацкого корпуса летом 1918 года убеждает большевиков в том, что они неспособны противостоять не только наступлению Германии, но даже и чехословакам, и физическое выживание большевизма оказалось под угрозой. Начинается переход к регулярной армии с восстановлением единоначалия и массовыми мобилизациями; летом-осенью 1918 года формируются основные фронты Гражданской войны.

## Хронология революции после октября 1917 года

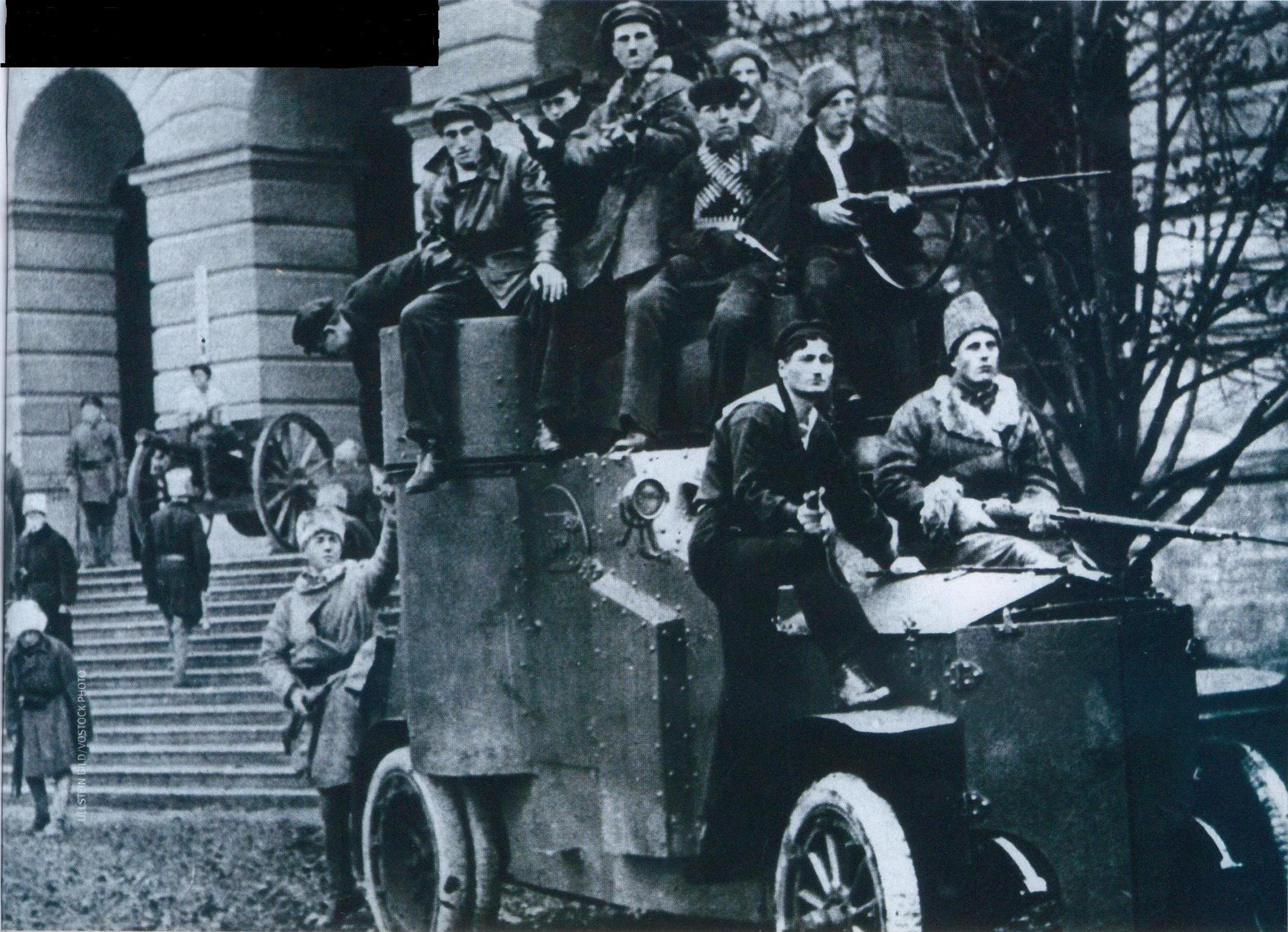
Большевистский Фиат Ижорский у Смольного. Осень 1917

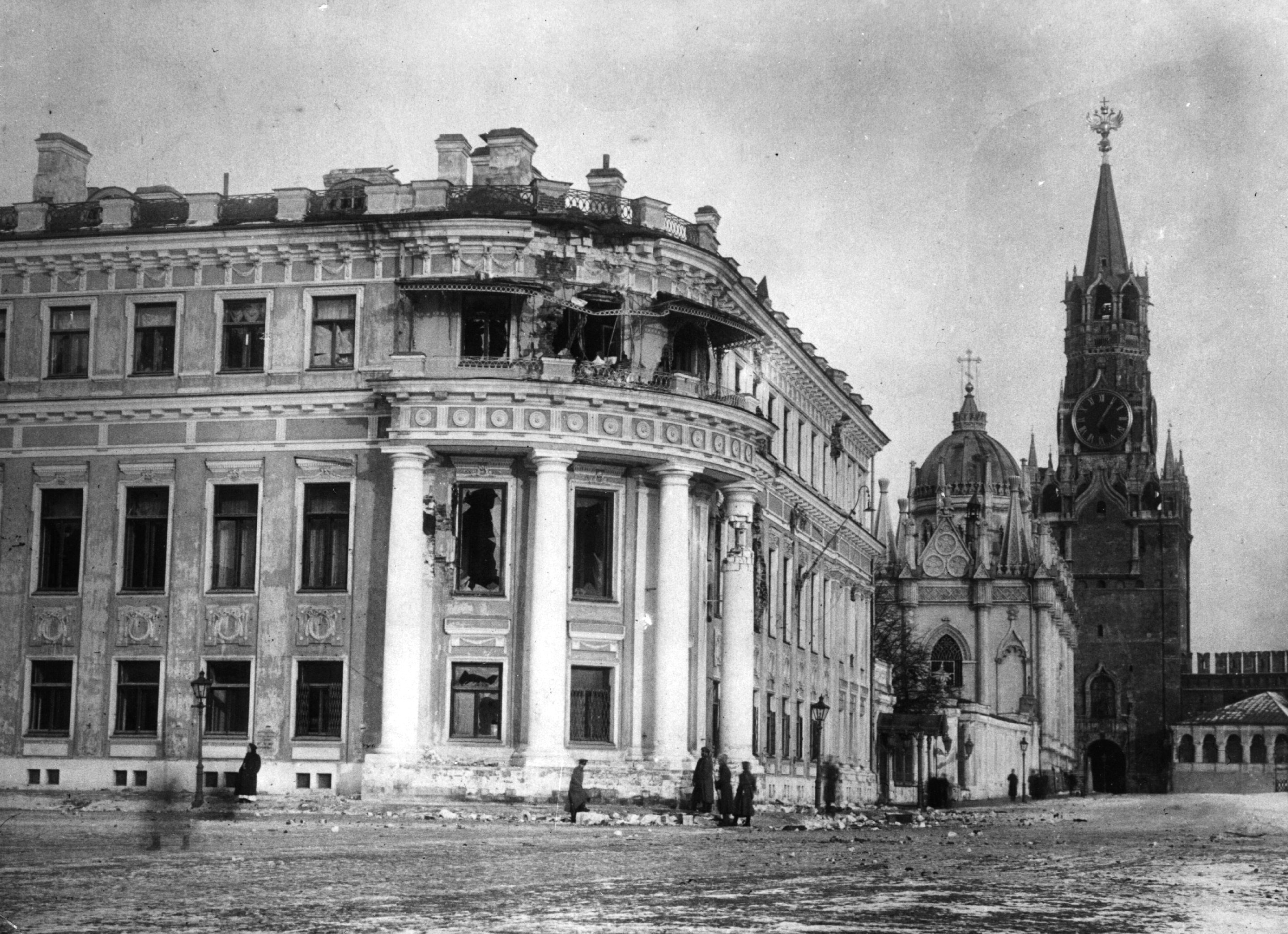
Последствия октябрьских боёв в Москве

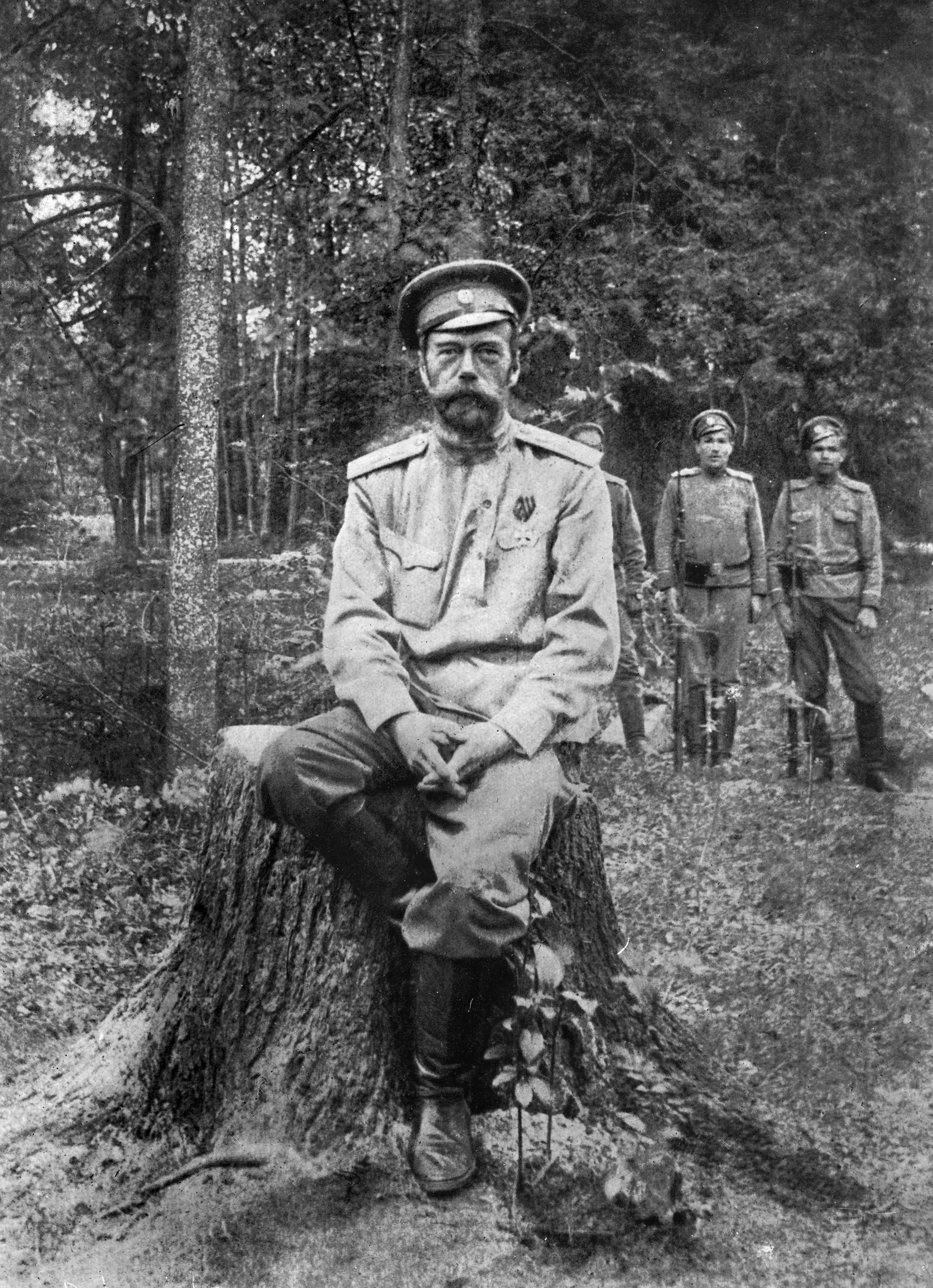
Николай II в ссылке в Тобольске

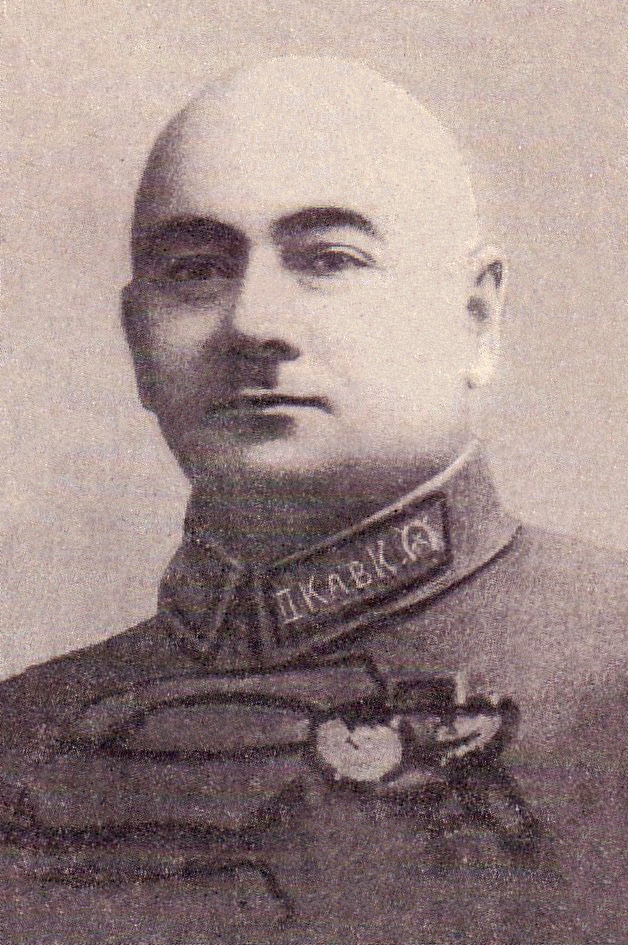
Один из авантюристов революции и гражданской войны Г. И. Котовский. К 1916 году за Котовским числился целый букет уголовных преступлений — многочисленные эпизоды краж и разбойных нападений, также уклонение от призыва и дезертирство. В 1917 году присоединяется к левым эсерам, в 1920 году — к большевикам. Начиная с 1919 года, сделал карьеру в Красной армии, побывав последовательно командиром бригады, дивизии и корпуса. Убит в 1925 году уголовником Мейером Зайдером по кличке Майорик

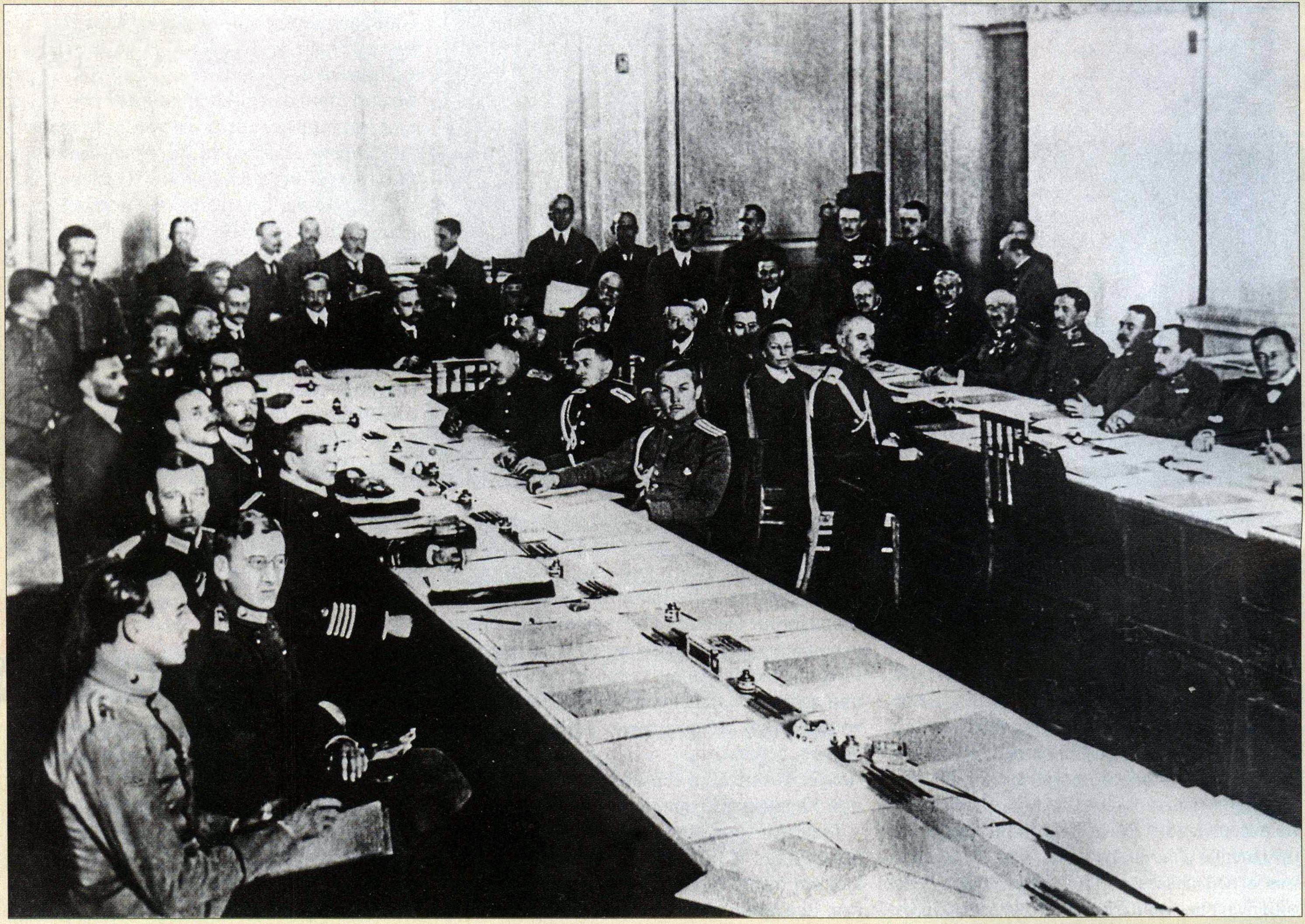
Совещание российской, украинской и германской делегаций в Брест-Литовске

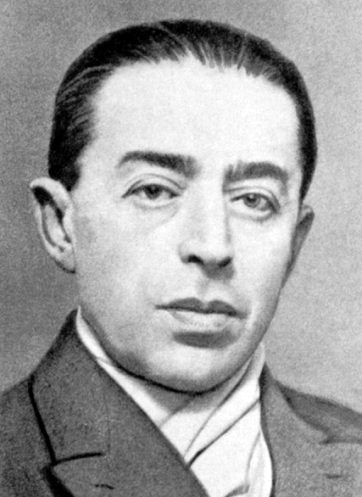
Британский авантюрист, дипломат и тайный агент Сидней Рейли. Осенью 1918 года ВЧК обвиняет его в «заговоре послов» («заговоре Локкарта»): подкупе латышских стрелков, организации мятежа левых эсеров и покушения Фанни Каплан на Ленина. Начальник Рейли, британский полпред Локкарт в сентябре 1918 года арестован. В ответ, британцы арестовывают полпреда РСФСР в Лондоне Литвинова М. М., и в октябре обменивают дипломатов

### 1917 год
Скорейший созыв Учредительного собрания был одним из лозунгов большевиков ещё в октябре 1917 года. После долгих проволочек Временное правительство назначает выборы на 12 ноября. После прихода к власти Ленин уже 27 октября подтверждает эту дату, Совнарком в своих первых декретах именуется в том числе «Временным Рабоче-Крестьянским правительством». В ноябре Крыленко Н. В., назначенный большевиками Верховным Главнокомандующим, заявляет, что «Мы всеми силами стремимся к созыву Учредительного собрания, ибо только оно может успокоить разорённую империалистической войной страну. Да, мы свергли Временное правительство. Но свергли потому, что оно не хотело созывать именно это Учредительное собрание… мы хотим, мы требуем от вас, товарищи солдаты, чтобы вы поддержали нас, чтобы вы утвердили лозунг „Вся власть Советам до дня созыва Учредительного собрания“». Вместе с тем положение большевиков осложнялось и тем, что им не удалось получить контроль над Комиссией по проведению выборов в Учредительное Собрание; Комиссия объявила, что считает Октябрьское восстание незаконным, и не признаёт власти большевистского Совнаркома.

| Партийный состав Учредительного собрания | Партийный состав Учредительного собрания |
| Партия                                   | Мест                                     |
| ---------------------------------------- | ---------------------------------------- |
| Эсеры (правые и центристы)               | 370                                      |
| Большевики                               | 175                                      |
| Национальные партии                      | 86                                       |
| Левые эсеры                              | 40                                       |
| Кадеты                                   | 17                                       |
| Меньшевики                               | 15                                       |

| Второй состав ВЦИК, избранный на II Съезде Советов | Второй состав ВЦИК, избранный на II Съезде Советов |
| Партия                                             | Мест                                               |
| -------------------------------------------------- | -------------------------------------------------- |
| Большевики                                         | 62                                                 |
| Левые эсеры                                        | 29                                                 |
| Меньшевики-интернационалисты                       | 6                                                  |
| Украинские социалисты                              | 3                                                  |
| Эсер-максималист                                   | 1                                                  |

### 1918 год
| Время                         | Событие | Характеристика |
| ----------------------------- | --- | --- |
| Январь 1918 года              | Разгон Учредительного собрания (см. Всероссийское учредительное собрание)                                                       | Первые неудачные попытки покушений на Ленина (см. Покушения на Ленина). Убийство революционными матросами в порядке самосуда кадетов Шингарёва А. И. и Кокошкина Ф. Ф. (см. Убийство Шингарёва и Кокошкина) Большевики и левые эсеры распускают Учредительное собрание. В январе 1918 года проходит созыв III Съезда Советов, легализующего этот роспуск, и принявшего решение об устранении из законодательства все упоминания об его временности, «вплоть до созыва Учредительного собрания». По составу Съезд был практически поголовно большевистско-левоэсеровским: в целом большевики и левые эсеры получили на Съезде 94 % мандатов. Ричард Пайпс обращает внимание на то, что, судя по результатам выборов в Учредительное собрание, количество мест большевиков на II съезде превышало их реальную популярность в два раза, на III съезде — уже в три раза. |
| Январь 1918 года              | Введение в России нового стиля. Отмена дореволюционной орфографии. Декрет об отделении церкви от государства и школы от церкви. | Продолжение большевиками радикальных преобразований общества. Декрет об отделении церкви от государства и школы от церкви резко обострил отношения большевиков с РПЦ, вызвав серию конфликтов. |
| Январь 1918 года              | Январское восстание в Киеве | Провал второй попытки большевизации Киева. В январе 1918 года большевистское правительство предъявляет правительству Центральной рады ультиматум с требованием непропуска через украинскую территорию бывших царских офицеров, следующих на Дон. УНР отказывается выполнять это требование, и своим IV универсалом провозглашает независимость Украины. Войска левого эсера Муравьёва М. А. начинают наступление на Киевском направлении, большевики поднимают восстание в самом Киеве, однако терпят поражение. |
| Февраль 1918 года             | Аннулирование царских займов | 21 января (3 февраля) 1918 года контролируемый большевиками ВЦИК своим декретом аннулирует внешний и внутренний государственный долг России по договорам и облигациям царского и Временного правительства. К концу 1917 года госдолг вырос до 60 млрд руб., из них 14 млрд внешнего госдолга, и 44 млрд внутреннего. 1. Все государственные займы, заключённые правительствами российских помещиков и российской буржуазии, аннулируются (уничтожаются) с декабря 1917 года. 2. Равным образом аннулируются все гарантии, данные правительствами по займам различных предприятий и учреждений. 3. Безусловно, и без всяких исключений аннулируются все иностранные займы. |
| Январь — март 1918 года       | Большевизация Дона | Большевикам временно удаётся, опираясь на «иногородних» (крестьянское неказачье население) и рабочих Таганрога и Ростова-на-Дону, большевизировать Дон, атаман Каледин А. М. кончает жизнь самоубийством. В феврале 1918 года Добровольческая армия (насчитывавшая тогда всего 4 тыс. чел.) под натиском большевиков отходит на Кубань (Ледяной поход). В марте 1918 года начинаются массовые восстания казаков, при поддержке наступающих немцев Советская власть на Дону свергается. Новым атаманом становится генерал Краснов П. Н.. Дон становится крупным очагом антибольшевистского сопротивления («казачья Вандея»). |
| Ноябрь 1917 — февраль 1918    | Триумфальное шествие Советской власти                                                                                           | Принятое в советской историографии обозначение большевизации Советов вслед за Петроградом — по всей России. |
| Январь-февраль 1918 года      | Начало формирования РККА. | В связи с окончательным развалом бывшей царской армии, большевики начинают формировать новую армию на началах добровольности и выборности командиров. |
| Февраль 1918 года             | Большевизация Киева | 26 января (8 февраля) 1918 большевики берут Киев, низложив правительство Центральной рады, однако уже 1 марта покидают город в связи с германским наступлением. |
| 29 января — 1 марта 1918 года | Бои в Забайкалье | Большевики выбивают атамана Семёнова Г. М. из Забайкалья в Маньчжурию. См. также Мятеж Семёнова. |
| Март 1918 года                | Создание «Союза защиты Родины и Свободы»                                                                                        | В марте 1918 года эсеровский террорист Савинков Б. В. организовывает подпольную эсеро-белогвардейскую организацию «Союз защиты Родины и Свободы», впоследствии поднявшую антибольшевистские восстания в Ярославле, Муроме и Рыбинске. Попытка поднять восстание также и в Москве была пресечена арестами ВЧК. |
| Март 1918 года                | Подписание Брестского мира | После ожесточённой внутрипартийной борьбы (см. Левые коммунисты) большевики подписывают мир на германских условиях. Ленин угрожает своей отставкой в случае неподписания мира. Наркоминдел Троцкий Л. Д. лавирует между «левыми коммунистами» и Лениным, предложив собственную промежуточную платформу «ни мира, ни войны»; после её окончательного провала заявляет о поддержке платформы Ленина. Историческое решение о подписании Брестского мира принято на заседании ЦК РСДРП(б) 10 (23) февраля 1918 года, голосование по нему имело следующий вид: - против: Бухарин Н. И., Урицкий М. С., Ломов (Оппоков) Г. И., Бубнов А. С. - за: Ленин В. И., Свердлов Я. М., Сталин И. В., Зиновьев Г. Е., Сокольников Г. Я., Смилга И. Т. и Стасова Е. Д. - воздержались: Троцкий Л. Д., Дзержинский Ф. Э., Иоффе А. А. и Крестинский Н. Н. |
| Март 1918 года                | Начало британо-американской интервенции в Мурманске                                                                             | 6 марта 1918 года начинается высадка в Мурманске британских войск. |
| Март — май 1918 года          | Основание Всевобуча | Решением VIII Съезда РКП(б) начата организация всеобщего обучения населения военному делу («Всевобуч»). Декретом СНК РСФСР от 8 апреля основаны военные комиссариаты, 7 мая при Всероссийском главном штабе основан Центральный отдел Всевобуча. |
| Март 1918 года                | Перенос столицы России из Петрограда в Москву                                                                                   | Перенос большевистско-левоэсеровского правительства в Москву в связи с опасностью германского наступления на Петроград. 12 марта Троцкий публикует в «Правде» заявление, гласящее: Граждане Петрограда! Совет Народных Комиссаров, Центр. Исп. Комитет выехали в Москву на Всероссийский Съезд Советов. Уже сейчас можно почти с полной уверенностью сказать, что на этом съезде будет решено перенести временно столицу из Петрограда в Москву. Этого требуют интересы всей страны. Германские империалисты, навязав нам свой аннексионный мир, остаются смертельными врагами Советской власти. Сейчас они открывают поход против революционной Финляндии. При этих условиях Совету Народных комиссаров невозможно больше оставаться и работать в Петрограде на расстоянии двухдневного перехода от расположения германских войск. …— 12 марта 1918 года Троцкий публикует в «Правде» заявление населению Петрограда от имени уже самораспустившегося Петроградского ВРК. В этом заявлении подчёркивалось, что перенос столицы связан с угрозой германского наступления на Петроград, и якобы является временной мерой. Газета «Новая жизнь» в своём номере от 9 марта 1918 года так прокомментировала перенос столицы: «Всякий, кто знает Москву, с трудом представит себе сочетание Тверской и народного комиссара Троцкого, Спасских ворот, где снимают шапки и Зиновьева, московское купечество и мещанство, насквозь пропитанное истинно-русским духом и интернационалистический Ц. И. К. Что из этого выйдет, скоро увидим». |
| Февраль-май 1918 года         | Германское наступление | Весной 1918 года Германия предпринимает наступление, в ходе которого ликвидирует ряд советских республик в бывших западных национальных окраинах Российской империи и на Дону. После заключения Брестского мира большевики, начиная с 3 марта 1918 года, начинают формировать вдоль демаркационной линии так называемые «войска завесы» численностью до 11 пехотных дивизий. Система «завесы» состояла из подвижных отрядов, формируемых на добровольческих началах, и разделялась на Северный и Западный участки, к которым летом 1918 года добавился Южный участок, осенью 1918 года окончательно преобразованный в регулярные войска и переименованный во фронт. Для службы в отрядах «завесы» активно привлекались бывшие царские офицеры, пришедшие в эти отряды под влиянием патриотических лозунгов борьбы с Германией. Окончательно продвижение немцев останавливается к июню 1918 года на линии Батайск — Дон — Северский Донец — Дёгтево — Осиновка — Новобелая — Валуйки — Грушевка — Белгород — Рыльск. |
| Март 1918 года                | VII съезд большевиков переименовывает партию в «коммунистическую» (РКП(б)).                                                     | Большевики, изначально возникнув, как радикальное крыло социал-демократии, окончательно порывают с социал-демократами, переименовав свою партию в честь Парижской коммуны. Центральный Комитет предлагает вам переменить название нашей партии, назвав её Российской коммунистической партией, в скобках — большевиков…название «социал-демократическая партия» научно неправильно…Мы пришли к тому типу демократии, который в Западной Европе нигде не существовал. Он имел свой прообраз только в Парижской Коммуне… …важнейшим доводом за перемену названия партии является то, что до сих пор старые официальные социалистические партии во всех передовых странах Европы не отделались от того угара социал-шовинизма и социал-патриотизма, который привёл к полному краху европейского социализма…почти все официальные социалистические партии являлись настоящим тормозом рабочего революционного социалистического движения, настоящей помехой ему… |
| Апрель 1918 года              | Разгром большевиками анархистов в Москве (см. также Чёрная гвардия)                                                             | Российские анархисты в 1917 году поддерживали большевиков, уже в марте выдвинув лозунг роспуска Временного правительства и передачи власти Советам, немедленного окончания войны, введения анархо-синдикалистского рабочего контроля в промышленности. К лету 1917 года анархисты получают значительное влияние в некоторых профсоюзах и в военно-морских базах в Кронштадте и Гельсингфорсе; анархистом также являлся матрос Железняк. Анархисты принимают активное участие в июльских событиях 1917 года в Петрограде, в октябре в состав Петроградского ВРК входят трое анархистов (см. также Политические партии России в 1917 году). В целом анархисты в это время поддерживали Октябрьскую революцию, выдвинув лозунг «бить вместе [с большевиками], идти порознь». Однако с переходом большевиков к строительству новой государственной машины и огосударствлению экономики отношения между бывшими союзниками начинают портиться. Большевики заявляют, что анархизм, по их мнению, «переродился» в «анархо-бандитизм» вследствие засорения уголовными элементами, обвиняют в конкретных случаях грабежей. В ночь с 11 на 12 апреля 1918 года ВЧК проводит разгром московской организации анархистов, неожиданно атаковав с использованием пулемётов 25 особняков, захваченных анархистами. Во время штурма Дома «Анархия» на Малой Дмитровке, 25 (здание бывшего Купеческого клуба) ВЧК использовала артиллерию. Со своей стороны анархисты использовали одну горную пушку. По официальным данным, опубликованным в газете «Известия ВЦИК», при операции было убито и ранено около 30 анархистов и около 10 сотрудников ВЧК. Вслед за разоружением анархистов в Москве происходит аналогичная операция в Петрограде 23 апреля, арестовано около 500 человек. Проведены операции в Витебске, Курске, Воронеже, Таганроге. В июне 1918 года закрыта газета «Анархия». 15 апреля 1918 фракция «анархистов-коммунистов» на заседании ВЦИК заявляет протест против проведённой операции, после чего получает заверения Якова Свердлова, что «когда Советская власть решила покончить здесь с бандитизмом, она имела в виду именно бандитизм, а не идейных анархистов». В общей сложности в ходе операции было арестовано около 400 человек, из которых было отпущено около пяти процентов. |
| Апрель 1918 года              | Начало японской интервенции во Владивостоке                                                                                     | 5 апреля 1918 года Япония начинает ввод войск во Владивосток под предлогом защиты японских граждан. |
| Апрель 1918 года              | Перемещение царя из Тобольска в Екатеринбург                                                                                    | Весной 1918 года большевизированные Советы Омска, Екатеринбурга и Тюмени независимо друг от друга параллельно вспоминают о существовании царя, и после ряда конфликтов царь перемещается в Екатеринбург. |
| Май 1918 года                 | Введение большевиками «продовольственной диктатуры».                                                                            | Большевики вводят продразвёрстку, вслед за аналогичными попытками Временного правительства в 1917 году и царского правительства в декабре 1916 года. |
| Май-август 1918 года          | Восстание Чехословацкого корпуса                                                                                                | Восстание корпуса бывших чехословацких военнопленных приводит к падению большевизированных Советов на пространстве от Самары до Владивостока, подталкивает большевиков резко ускорить формирование Красной армии. Начало Гражданской войны в России. |
| 6-7 июля 1918 года            | Выступление левых эсеров | На V Всероссийском съезде Советов левые эсеры, находясь в меньшинстве (около 353 из 1164 депутатов), открыто выступили против политики своих бывших союзников большевиков. Не получив поддержки, они приступили к активным действиям. 6 июля в Москве ими был убит германский посол Мирбах. Далее были арестованы несколько большевистских функционеров, в том числе председатель ВЧК Дзержинский и председатель Моссовета Смидович, захвачен телеграф и главпочтамт. Это было расценено лидерами ВКП(б) как попытка свержения власти и послужило поводом для ареста на Съезде всей левоэсеровской фракции. Подавление вооруженного выступления левых эсеров привело к окончательному переходу Советской России к однопартийному коммунистическому режиму. |
| 17-18 июля 1918 года          | Расстрел царской семьи | Расстрел последнего российского императора Николая II и его семьи в полуподвальном помещении дома Ипатьева в Екатеринбурге в ночь с 16 на 17 июля 1918 года. На следующий день после расстрела царской семьи в 18 км от города Алапаевска у рудника Нижняя Селимская были расстреляны члены дома Романовых и близкие к ним люди (т. н. «Алапаевские мученики»), убитые представителями советской власти в ночь на 18 июля 1918 года. |
| 19 июля 1918 года             | Вступление в силу Конституции РСФСР                                                                                             | V Всероссийский съезд Советов 10 июля 1918 года принял первую Конституцию РСФСР, вступившую в силу 19 июля 1918 года, в соответствии с которой закреплялось официальное названием страны (Российская Социалистическая Федеративная Советская Республика (РСФСР)), провозглашалось федеративное устройство Советской России, определялось государственное устройство страны и закреплялись идеологические принципы нового политического режима. С принятием Конституции РСФСР, законодательно оформившей создание нового государства, и расстрелом царской семьи дома Романовых, Революция 1917 года в России формально завершилась. |